# 穴守稲荷神社
穴守稲荷神社（あなもりいなりじんじゃ）は、東京都大田区羽田にある稲荷神社。祭神は豊受姫命。東京を代表する稲荷神社であると共に、羽田空港内に鎮座していた歴史や航空黎明期の大正時代から続く飛行安全の信仰、最も空港に近い神社という立地から、航空安全や旅行安全、空港鎮護の神社としても知られている。

## 概要

### 社名
「波浪が穿った穴の害より田畑を守り給ふ稲荷大神（堤防に空いた穴がもたらす災いから羽田の土地を守る稲荷の神さま）」という意味から「穴守稲荷神社」と称され、単に「穴守稲荷」、鎮座地から「羽田稲荷」とも呼ばれる。戦前は稲荷を外して「穴守神社」とも呼ばれた。また、明治時代日本最大の牛鍋チェーン店であった「いろは」の経営者木村荘平が神社の発展に貢献したことから、「いろは稲荷」とも称された。
また、京浜地域の稲荷信仰の拠点として「関東一流祠」「城南の伏見稲荷」とも称される。

### 祭神
- 豊受姫命 - 「穴守大神」「穴守稲荷大神」「あなもりさん」とも称される。

なお、公式ではないが、倉視命（宇賀魂神）、豊受比売命、大宣都比売命、保食神の4柱を祀っているとする資料もある。

### 御利益・信仰
祭神が、稲荷神である上に、豊受大神宮（伊勢神宮外宮）に奉祀される豊受姫命であることから、五穀豊穣・大漁満足・商売繁昌・各種安全祈願・災難除・開運招福・必勝祈願・心願成就・芸能上達・病気平癒など幅広いご利益があり、場所柄や歴史的背景から旅行安全・航空安全のご利益も有名である。そのご利益から「ねがひごと かならずかなふ 穴守の いなりの神よ いかに尊き」「とふ鳥の 羽田のさとの 宮はしら たかきは神の みかけなりけり」といった和歌も詠まれ、古くから伝わる羽田節の一節にも「羽田ではやる お穴さま 朝参り 晩には 利益授かる」と謡われている。
東京や横浜、川崎の産業界・芸能界を中心に、在外邦人も含めて各地に崇敬者を有し、明治時代の時点で外国人の参詣も数多く、場所柄ゆえ空港関係者の信仰も篤い。商売繁昌・千客万来を祈願する市井の商人や職人はもとより、犬養内閣・斎藤内閣・岡田内閣で海軍大臣を務めた大角岑生海軍大将も大臣親任後ただちに馳せ詣でたといい、その信仰は「穴守樣の信徒層は、竪にも深く、橫にも廣い」「羽田發展の基調である」といわしめた。
後述の神砂信仰や霊水信仰、俗説ではあるが「穴守」という名前から、「『穴』を『（性病から）守る』」に通じると考えられて、江戸時代より花柳界や女性病に悩む人々の信仰を集めたり、「大『穴』」を願ってのものか、競馬・競輪・宝くじなどのファンからの信仰も集めるなど、様々な特殊信仰も有する。競走馬イナリワンの名前の由来となったことから、昨今はゲームアプリ「ウマ娘 プリティーダービー」ファンの間で聖地にもなっている。
また、羽田空港（航空業界）関係者の信仰も深く、羽田空港安全祈願祭や空港関係の工事安全祈願祭や開所式などの空港内の神事、空港関係企業の新年祈願や奉納行事はもとより、航空業界や関係官公庁の要職者から一般の空港利用者に至るまで、航空安全・旅行安全の神社としての崇敬が篤く、節分祭や航空安全祈願祭などの神社祭事に、航空会社の客室乗務員やグランドスタッフが奉仕することもある。空港関係者にとっては、旧地主神である穴守稲荷神社は、安全保持のため欠かせない関心事となっており、信仰の対象として密接な関係を保持しつつ、神社も羽田空港発展と共に空港と深く結びつき、本来稲を象徴する穀霊神・農耕神でありながら、「飛行機の神」になってきた経緯がある。

## 由緒

### 新田開発と稲荷大神の勧請
穴守稲荷神社の本来の鎮座地に当たる場所は、現海老取川の東側で今の羽田空港一丁目・二丁目付近にあたる「羽田浦」である。羽田浦は多摩川の河口で江戸湾にそそぐ三角州の窪地であり、「住む人も無く草木生い茂りて、種々の獣が徘徊し、殊に狐は其数最も多く、夜途を行く人々を悩ますことは、其数を知らなかった程」と称される葦が一面に密生した土地であった。現在では羽田空港及び関連施設の敷地が多くを占める場所であるが、漁師町としての誕生から、穴守稲荷神社社前町の繁栄、京浜電鉄によるリゾート開発、占領軍による強制退去、そして現在の空港と、単に羽田＝空港とは言い表せない変遷を遂げてきた歴史がある土地である。
当時の羽田一帯は、「羽田猟師町」と呼ばれる江戸近郊の漁師町として栄え、東に江戸湾を隔てて房総諸山を望める海浜の地であり、西には富士山を仰ぎ、南は多摩川に接し、北には品川越しに江戸市中を目にすることができ、江戸の地誌・絵入りの名所案内「江戸名所図会」にも、「此地の眺望、最も秀美なり」と称される風光明媚な土地であった。その羽田猟師町には鈴木彌五右衛門という人物がおり、天明年間（1780年代頃）、この彌五右衛門は羽田浦の東方にある干潟に目をつけ、その数町歩にわたる干潟を埋め立てて、新しい田畑を開発することにした。
そこで彌五右衛門はこの干潟を羽田村（現在の本羽田付近）の名主石井四郎右衛門より譲り受けて、この干潟に堤防を作って開墾を始めた。この際、彌五右衛門は猟師町の名主職を嗣子に譲り、自ら移り住んで開拓に取り組んだという。1815年（文化12年）頃には、近在農村の分家層でとくに大森村からの出百姓らが居住するようになり、新田としての形態が整えられた。この開墾事業は無事に成功したが、東京湾や多摩川に面する埋立地という環境のため、常に高潮、洪水などの水害の危険を孕んでいた土地であった。そのため彌五右衛門は、作物を植えるところは高く土を盛り、また堤防を強くするために数千本の松の木を植えることにした。この松の防潮林は、その後成長すると、沖から眺めると非常に美しい景観となった。
それでこの地は、その地形から「扇ヶ浦」とか、元々一つの小さな島があったことから「要島」と人々から呼ばれるようになる。また、彌五右衛門は堤防のほとりに小さな祠を建て、毎年の五穀豊穣と海上安全の守護を祈願して、稲荷大神を祀ることにする。
1829年（文政12年）、この開墾地は羽田猟師町から分かれて「鈴木新田」と名付けられた。その後、羽田村・羽田猟師町・鈴木新田の三集落を合わせて「羽田三ヶ村」といわれるようになった。
文政の末あるいは天保の初め頃、襲来した大暴風雨と津波によって、堤防の土手の横面に大穴が開き、海水が侵入して、懸命に丹精した田圃もまさに荒廃する危険に直面した。その様子を監視していた農夫はすぐさま名主の彌五右衛門に知らせると共に、法螺貝を吹き、篝火を焚いて、五十余名におよぶ農民たちで、鋤や鍬などの農具を持ち集まると、彌五右衛門の指揮の下、死力を尽くしてその土手を守った。その甲斐もあって、海水の侵入を免れることができた。堤防の決壊に先んじて、狐の叫び声があり村民が水害を察知したという話も残っている。
しかも、その後は全く水害に遭わなくなり、凶年の兆しも見えず、一帯は良質な田園地帯となった。これは農民たちの努力のためばかりではなく、神の助けがあったに違いないという声が出て、それはおそらく土手上の祠に祀られた稲荷大神の神徳と人々に考えられるようになった。そのため、その祠を敬う人々が増えて「波浪が穿った穴の害より田畑を守り給ふ稲荷大神」の祠ということから、「穴守稲荷大神」と尊称されるようになった。それから、彌五右衛門はそのようなありがたい祠を土手の上にそのままにしてはおけないと、自分の屋敷内に遷し、丁重に祀ったという。もともと祠は無く、大暴風雨の後、稲荷大神が水害を防いだことに感謝して、土手の上に祠が建立されたという説もある。
また、堤防や水害は関係がなく、鈴木新田に住んでいた周達という医者が、人に化けて村人を騙す悪い狐を看病したところ、狐は医者を騙すことなく恩返しをしたので、村人が社を建立し、狐を崇め奉ったのが始まりという説などがあるが、いずれにしてもこれが穴守稲荷神社の起源となった。基本的には、鈴木家の邸内にある屋敷神という形であったが、近隣住民の信仰も集めた。その当時の社殿の大きさは不明であるが、今でも民家の敷地に小さな社殿と鳥居が鎮座しているような、文字通りの小祠であったと想像される。
また、江戸時代から伝わる話として、要島に暮らしていた老夫がある時漁から戻って魚籠を覗くと、釣った魚一匹の姿がなく湿った砂が入っているだけだった。翌日も翌々日も昨日と変わらず大漁であったが、家路につき魚籠を覗けば、やはり大量の湿った砂があるだけだった。不審に思った老夫は村人に相談したところ、村人は狐の仕業として、穴守稲荷の社殿を囲んで狐を生け捕りにしたが、老父は狐を許し放してやることにした。それ以来、老夫は漁に出るたびに大漁となり、魚籠の中には大量の魚とともに濡れた砂が少しだけついていた。その砂を庭に撒いたところ、その日から訪れるお客が増え、老父は富を得たという。
この穴守稲荷の砂の逸話は、羽田の村内のみならず周辺の村から村へと伝わり、明治期には東京はもちろん遠くの府県まで達するようになった。そして、お客を呼ぶ必要のある料理屋や割烹、花柳界、芸能界を中心に、酒屋や店舗の人がはるばると穴守稲荷神社へ参詣し、その砂を袋に入れて持ち帰る御神砂信仰が定着していったといい、中には香港やシンガポールまで持ち帰った者もいたという。この御神砂は、こんにちでも境内の御神穴でうけることができる。

### 私的祭祀から公衆参拝の神社へ

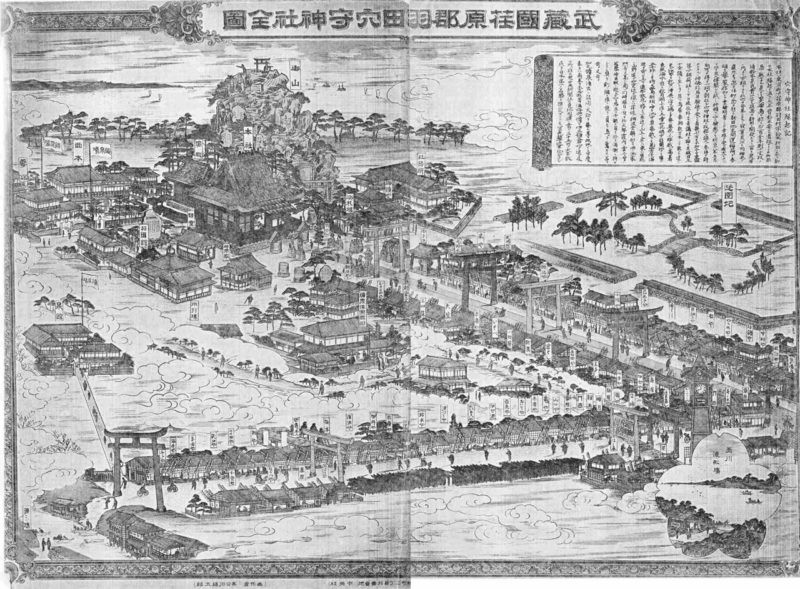
明治34年頃の境内全景図

明治から終戦（昭和20年）までの穴守稲荷神社と羽田地域は、隆盛とその後にくる戦渦に翻弄された大激動の時代であった。
明治時代になると、明治政府は伊勢の神宮を頂点としたいわゆる国家神道体制を構築し、あらゆる神社をその体制のもとに再編成する取り組みを始めた。そして、1872年（明治5年）8月、大蔵省通達により、地蔵堂や鎮守社などの社寺を届出のないまま建立する事を禁止。また、翌年12月、教部省通達により、私有地に鎮守神や仏像を祀ったり、周辺住民がそこに参拝する事を禁止すると共に、建物を処分しなければならなくなった。穴守稲荷も当然取締りの対象となるものだった。このような状況下、強制的な取壊しはなかったものの、私的祭祀からの脱皮が急がれることになった。1884年（明治17年）9月15日には、いわゆる将門台風により全壊してしまうが、昨年の秋より不漁が続いた故に参拝する者が多く、信徒も増大していた為、土地の古老橋爪英麿や金子市右衛門、鈴木寒之助、石川又一郎らは、これを復旧し、一挙に「衆庶参拝（公認）」の立派な神社の資格を得たいと思い立ち、「稲荷神社公称願」を東京府に出願して、最初は却下されたものの、11月18日に再度詳細な嘆願書「稲荷神社公稱に付再願」を東京府に提出して、1885年（明治18年）12月26日には社殿完成後検査の条件付で公衆参拝の独立した一社として許可を得ることができた。
9月の「稲荷神社公称願」の主旨は、文政年間より「崇敬罷在候処近来信仰者漸次増殖シ既ニ数百名ノ多キニ至リ参拝ヲ請フ者陸続」としているので、正式に「衆庶参拝」が出来るようにするとともに、「明治十七年九月十五日暴風ノ害ニ罹リ旧社大ニ破壊」してしまったので、社殿を再建して永続をはかりたいというものであった。また、信徒名簿が添付されており、この名簿に記載されている信徒は、羽田村・羽田猟師町・鈴木新田を中心に、大森・蒲田・雑色・八幡塚・糀谷・川崎・品川等の住民で、752名にも上っており、すでに地域を超えた信仰の広がりをもっていた。11月に提出された「稲荷神社公稱に付再願」には、「最前出願候趣聞傳へ新に信徒加入の者四百餘名の多きに至り各應分の寄附金等仕り頻りに再願熱心するに依り誠に以て奉恐縮得共別紙永續方法並に繪圖面信徒名簿等相副連署を以て再願仕候」と述べられている。こうした急速な崇敬者の増加によって、「公衆参拝」が出来る神社として認可されることになったものといえる。
同年には、彌五右衛門の婿養子・鈴木常三郎が、鈴木家の土蔵に住んでいた狐が、常三郎の娘の病気を治したとして、秋に祭礼を行った。それがきっかけとなって、近隣の農漁民の参拝が一層増えていった。
翌1886年（明治19年）11月には、「穴守神社」という社号が官許され、鈴木新田内の広大な土地に萱葺の社殿が再建された。1887年（明治20年）3月には、東京府知事に「穴守稲荷神社落成検査願」及び「神社落成ニ付遷座式願」を提出し、翌月認められている。なお、当時社の付近は森であったので、「穴森神社」として申請したが、時の村役場書記深田辰蔵はこれを見て、神社は「守」ではなくてはならぬと「穴守」と書き改めてさせ、以後深田は「自分があの神社の名付け親だ」と言っていたという。

### 「穴守神主」木村荘平による興隆

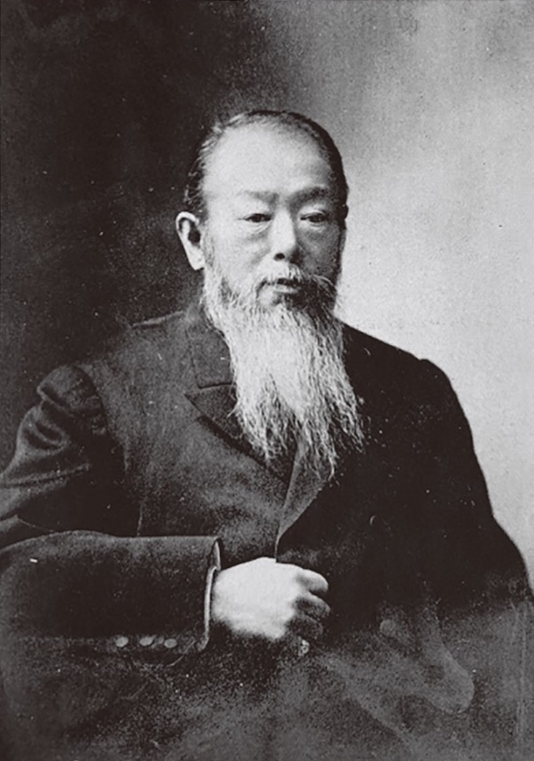
木村荘平（撮影年不明）

再建された穴守稲荷神社は境内も広くなり、より参詣者を集めるようになった。そして1886年（明治19年）に当時日本最大の牛鍋チェーン店であった「いろは」の経営者木村荘平が、元々故郷山城の伏見稲荷を信仰していたことから、近所に住む火消しの元親分らが穴守稲荷のご利益を吹聴するのを聞いて一族郎党40名余を引き連れて参拝したことがきっかけとなり、穴守稲荷は急速な成長を見せることになる。

木村荘平が穴守稲荷に参拝したことでどのような利益を得たのかはよく分かっていないが、参拝後木村ほか23人ほどで「イロハ講」をつくり、自ら鳥居の寸法を定め、出入りの棟梁を深川の木場へ向かわせて材木を調達させ、古式に則った儀式をおこない、現稲荷橋の袂に講の名を刻んだ真っ赤な鳥居を奉納したことから、神社へ朱鳥居を寄進することが盛んになった。1892年（明治25年）3月になると1067基、1900年（明治33年）には7502基もの鳥居が参道に建ち並び、毎月150基ずつ増えているような状況となっていた。そして1911年（明治44年）には4万6797基、1918年（大正7年）には6万307基、1931年（昭和2年）の記録では8万基にも上り、「関東地方の一名物」、「羽田の一奇観」「鳥居の多きこと一見人をして驚かしむ」と謳われ、「雨の日にその鳥居の下に入れば濡れぬ」とまで言われるほどの隆盛ぶりだった。また、境内に鳥居を建てる余地がなくなったことで、社殿の後ろに数丈の高さに積みあげられていた。

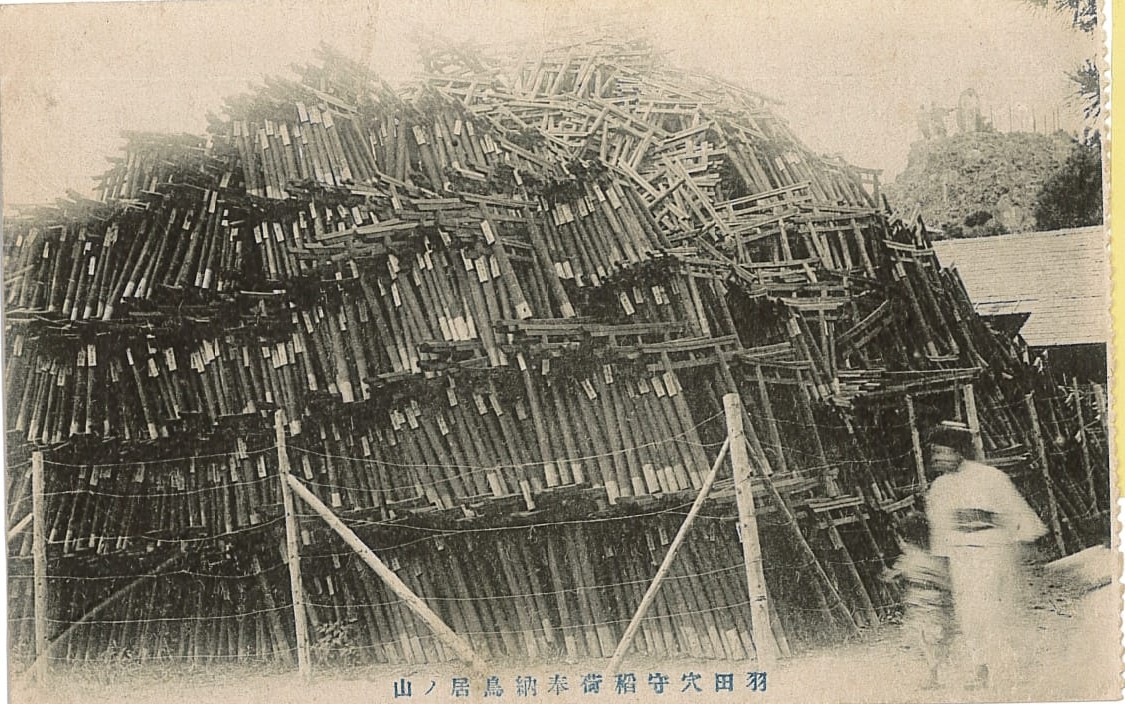
御穴の隣にあった奉納された鳥居で出来た山

現在、千本鳥居で著名な伏見稲荷大社の鳥居の数が3千基、稲荷山全体でも約1万基と言われているので、それをはるかに上回る鳥居が存在していた。
また、鳥居以外にも芸者や役者や落語家などの名を記した無数の燈篭、狐像、旗幟などが寄進され、林立していた。
鳥居奉納の推移（大正元年刊『穴守稲荷神社縁起』より）
- 鳥居甲
- 鳥居乙

そして木村の「イロハ講」は穴守稲荷最初の講社となり、後に「東京元講（穴守元講）」と改称し、3年ほどで東京市芝区の講元を中心に麻布区、京橋区などの住民数千人の講員を擁する有力講社となった。その発展を讃えて、1886年（明治19年）には社殿と瑞垣を、1888年（明治21年）には絵馬舎を奉納している。
そして「イロハ講」の結成を機に急激に講社結成の申し込みが盛んになり。明治30年代半ばには東京、横浜だけで講社数150、講員10万人以上を数えるようになり、講の所在する地域は、東京府下はもちろん、神奈川・千葉・埼玉・茨城・静岡などの近隣県、そして福島・新潟・北海道に至るまで、日本各地に講が誕生するほどであり、参詣者で境内は殷賑を極めた。特に旧東京市内の講社は数多く、「満都（東京）の士女は恐らく穴守稲荷を知らぬものはあるまい。穴守稲荷は今や都下を始として地方に多くの信徒を有し」と称されるほど、都市住民の熱心な受容を集めた。また、郵送などの方法によって、台湾や朝鮮、中国、西洋諸国に住む日本人が、知人に頼んでの代拝も盛んに行われ、大正時代の講社名簿には海外の講社として、シアトルの『北米シヤトル講』の名も見受けられる。花柳界の講社もいくつか結成され、東京では『東京洲崎廓講』（深川廓講、洲崎遊廓）と『浅草新吉原賛成員講』（新吉原講、吉原遊廓）が結成された。更には横浜（外国人居留地）在住者を中心とした外国人の参詣も数多く、病気平癒の御礼として狐の石像を奉納したイギリス人、霊験あらたかに感じて石の鳥居や中華料理などを奉納した中国人もいたという。
木村荘平は「いろは」の経営以外にも、代議士、火葬場経営、食肉・皮革産業、競馬会社などの代表や発起人などを務めるなど、近代化が進む明治東京に生きた人々の生活に必要な様々な事業を興した実業家であったが、穴守稲荷への関わりもそうした事業のひとつであった。穴守稲荷の成長は地元の人々や近隣の信者の努力があってのものであるのは確かだが、市街地から離れた新興の無名神社に東京中から人々を集めるのには、木村荘平のような事業拡大のやり手の関与が欠かせなかった。このように穴守稲荷と羽田村の発展に力を尽くしたことで、木村荘平は「穴守神主」の異名を授かり、羽田の住民も木村荘平を尊敬するあまり、穴守稲荷を「いろは稲荷」と称し、銅像の建設を計画したという。
なお、神社公式の資料ではないが、穴守稲荷が荒廃した祠と化していたところ、その噂を聞きつけた木村荘平が信徒及び世話人を集め、新たに社殿を建て、扁額を掲げ、大鳥居を建て、穴守元講を組織して、自らが京都伏見に赴きに御神体を受けて新たに祀り、神官に神道講義をさせたという逸話も残っている。

### 近郊行楽地としての発展・繁栄
1889年（明治22年）5月1日には町村制の施行に伴い、鎮座地の鈴木新田も麹谷村・萩中村・羽田猟師町・羽田村と合併、東京府荏原郡羽田村が発足し、鎮座地が羽田村大字鈴木新田となった。明治20年代中頃には、新聞にも穴守稲荷の名が見えるようになり、「第一家を繁昌させ、第二お金に困った時無尽を引く」「奇妙不思議な御利益」などと紹介されている。また、この頃より穴守稲荷の評判を聞き伝えた横浜華僑からの信仰も集めるようになった。

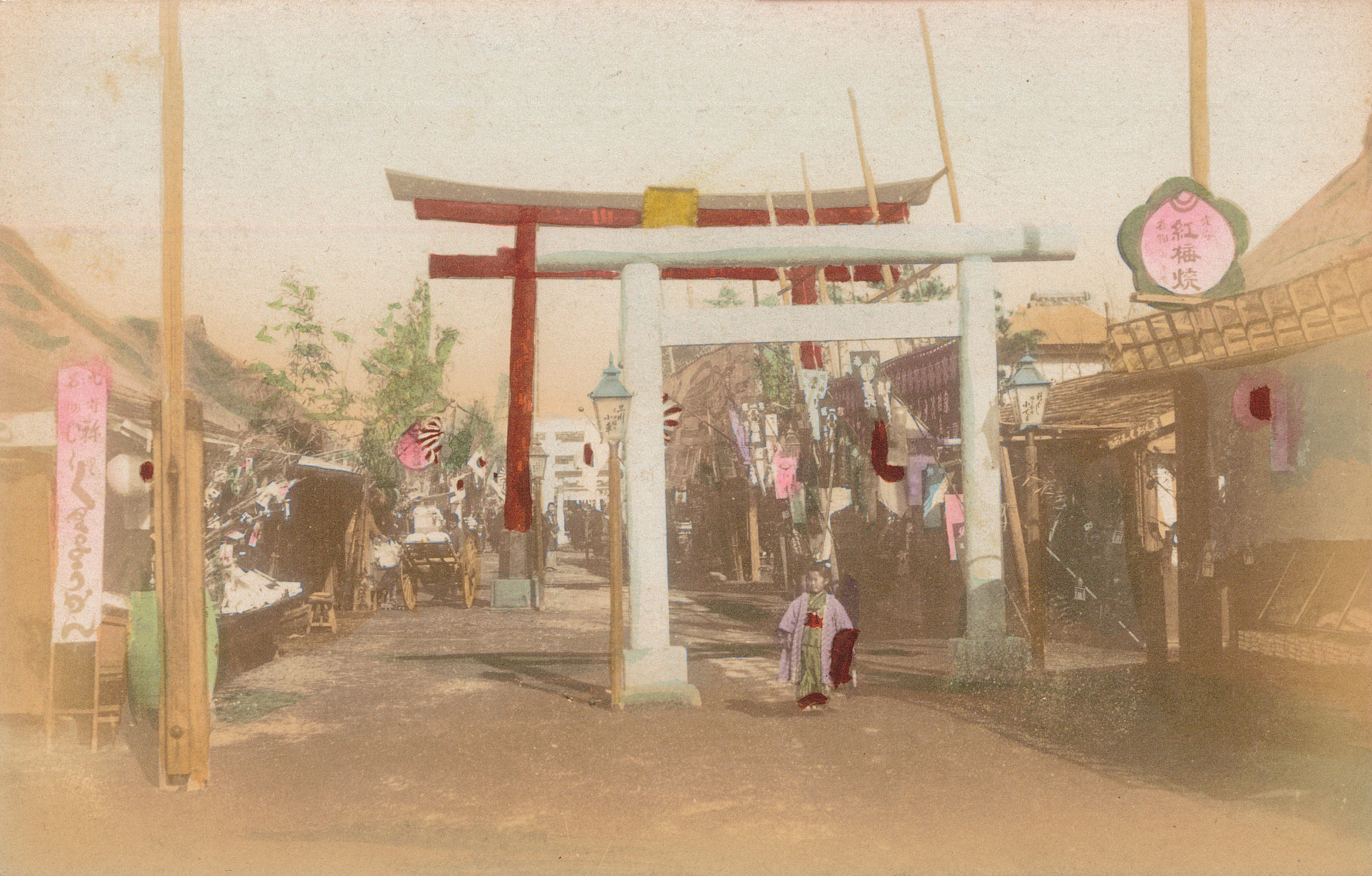
鳥居前町の様子

1894年（明治27年）、鈴木新田の一部を所有していた和泉茂八が旱魃に備え、良水を求めて井戸を掘ってみたところ、海水よりも濃い塩水が湧出した。これを内務省東京衛生試験所に成分鑑定を出願したところ、1896年（明治29年）9月4日に実地検査、9月23日に湿疹や貧血、胃腸カタルなどの諸病に効くナトリウム冷鉱泉（塩化物泉）と認められた。そこで茂八は泉館という温泉旅館を起こした。その後、付近のあちこちに鉱泉が掘られ、要館・羽田館・西本館などの旅館が神社の傍らに開業した。それ以前より営業していた料理店も風呂を設け、後には百余軒もの社前店が並ぶほどに発展した。この温泉宿と割烹旅館の出現は、神社一帯が東京の花柳界などの保養地となり、神社参拝を兼ねた東京近郊の一大観光地として、一層の注目を集めるきっかけとなった。
1896年（明治29年）7月には、要館に出入りしていた廣井兼吉が「御神水講設立趣意」の届出を神社に提出しており、この鉱泉は内務省東京衛生試験所による科学的根拠のある病気平癒・心願成就に導く神の賜物・霊水であり、鉱泉の発見そのものが穴守稲荷の霊験であると述べられている。のちの講社名簿には、その御神水元講をはじめ、東京市内の神田区・赤坂区・麹町区・麻布区・芝区・北多摩郡立川村・南多摩郡八王子町・千葉県東葛飾郡野田町・埼玉県北足立郡膝折村などに「御神水講」の講社名をみることができ、鉱泉の発見が穴守稲荷に新たな霊水信仰をもたらし、講社の発展にも寄与した。
明治30年代に入ると、川崎大師と張り合うほどの有名神社となり、正月三が日の参詣は、穴守稲荷と川崎大師の両社寺を掛け持ちで巡る人が多く、早舟や渡し舟を使って動いていたという。明治33年刊の「荏原繁昌記 増訂3版　穴守神社の縁起及び其の繁昌」には、神社関係者の談として「平間寺もまた昔日の比にあらず、ただそれ東天朝日の勢ひあるものは、我が穴守稲荷神社あるのみ」とあり、神社としても川崎大師と肩を並べる存在になったと考えていたようである。
2月の初午と10月17日の例祭は賑わい、日本でも著名なお祭りとして名を馳せるようになった。熱心な信者や講社によって、掛軸や太刀等の宝物や、灯籠等の神具の類の奉納が相次ぐようになり、1897年（明治30年）1月、要館などの社前店や京浜諸講社の出資により、社殿の裏手に高さ33尺（約11メートル）の稲荷山（御山）が完成した。一説には築造費用は、穴守稲荷神社の講社が5297.3円、木花元講（羽田にあった富士講の講社）4672円の折半によるものとされ、富士講の資本が入っている事から、たびたび富士塚と誤認されているが、穴守稲荷由来記（明治34年刊）、穴守稲荷縁起（明治34年刊)、穴守稲荷神社縁起全(明治36年刊)などの広く出回った資料を見ても、すべて「稲荷山」と説明されている事からも、一部の出資者が富士塚と喧伝していたものの、世間では稲荷山として認識されていたといえる。1904年（明治37年）11月には、稲荷山の高さは60尺（約18メートル）であったとの記述もあるが、写真資料や他の記録も無く、その存在ははっきりしていない。

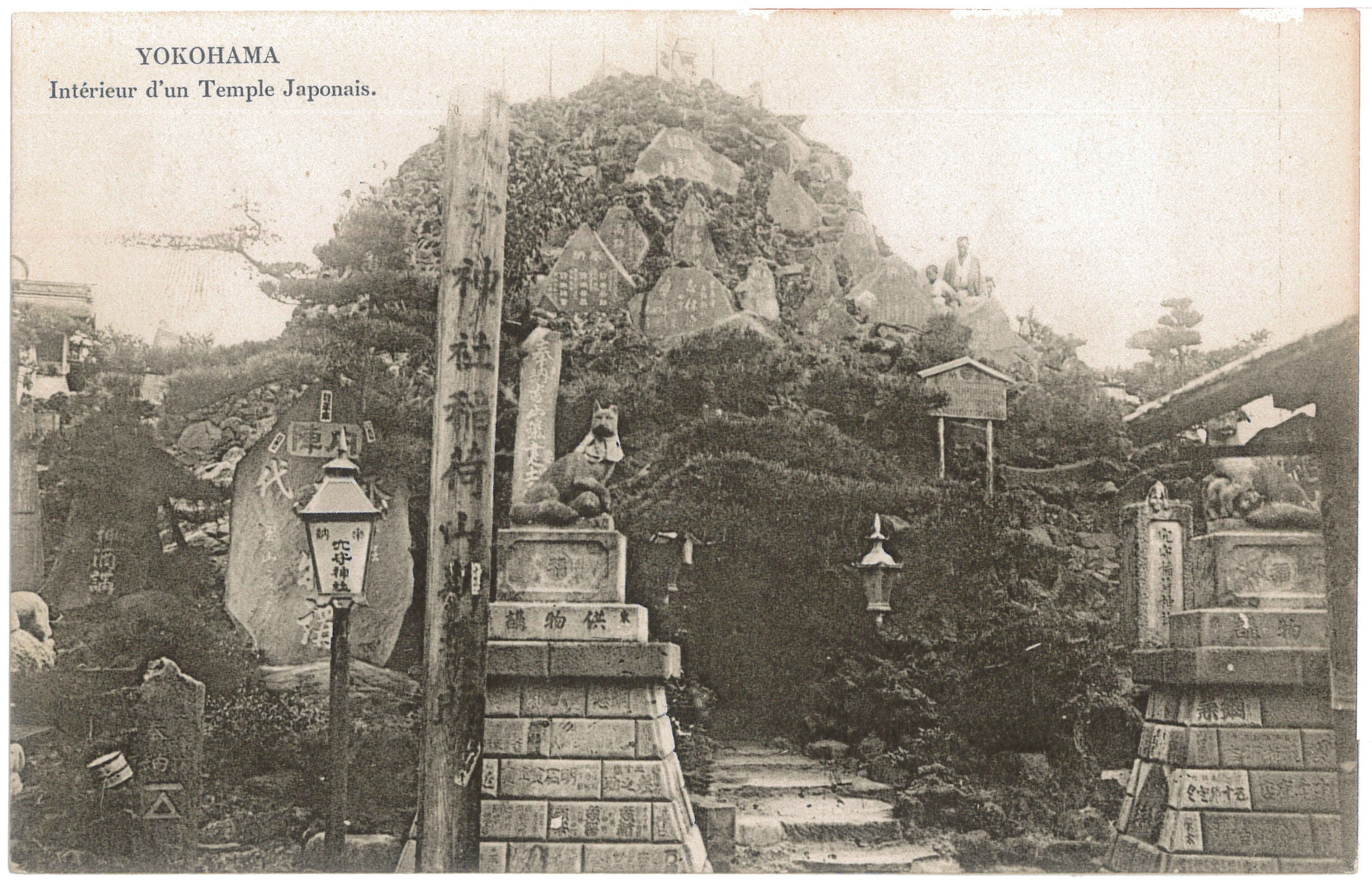
戦前の稲荷山

1898年（明治31年）10月には、横浜にあった劇場羽衣座で歌舞伎『穴守稲荷霊験実記』が、1899年（明治32年）2月には、浅草の小芝居劇場宮戸座で『穴守稲荷霊験記』が上演されている。いずれも歌舞伎作者瀬川如皐の新作とされ、神社の知名度を上げるのに貢献した。
参拝者が増える中、1899年（明治32年）には日本橋小網町の塩問屋「きぬかはや」などの信徒が、現在の大鳥居駅付近から海老取川までの長さ1000間幅2間の土地と工事費用を奉納、そして海老取川から穴守稲荷神社までの道を神社側で整備することで、「穴守道」や「稲荷道」と通称される新道が開かれた。入口には指道標として大鳥居駅の駅名の由来となる鳥居が建立され、右側には料亭がひしめき、左側は芸者屋が軒を連ね、日本橋から移転してきたものが多かったという。そして料亭や芸者屋とともに、複数の大きな鳥居が設置され、脇にも小さな鳥居がトンネル状に並ぶように奉納された。
1900年（明治33年）、赤坂から黒田侯爵家の鴨場が移転し、羽田鴨場が設置された。黒田家14代目当主黒田長礼によると、飛来する鴨の種類が多く、1915年（大正4年）の最盛期には4,200坪の池に1万5000-1万6000羽、時には2万羽を数えたという。また、黒田家の鴨場以外に料亭要館経営の鴨場や横浜の実業家・渡辺良平所有の鴨場も設置され、羽田は鴨猟の場としても発展した。黒田家の鴨場は東郷元帥などが訪れる上流の人の社交場となり、要館の鴨場は穴守稲荷の参詣者が集い、料亭ゆえ鴨料理が名物となった。
1901年（明治34年）には、春秋の大祭時の参詣者が多く、女性の参詣もままならないほど境内が混雑するようになったことを受けて、境内東南の隣接地4900坪を買収し、新たに神苑を開設している。この神苑は「池を堀り築山を築き種々の花や木を植え」た庭園を造成し、海水を池にたくみに引き込んだ、かなり凝った造りとなっていた。こうした神苑の整備に伴う神社の公園化は、川崎大師と並ぶ郊外の巡礼地兼行楽地化に繋がった。
同年には、中央新聞社が主催した東日本の避暑地「畿内以東十六名勝」のコンクールで「府下羽田穴守境内」が、「常州大津 八勝園」「横須賀 開陽軒」「東京芝浦 芝濱館」などを抑えて、最高点33万5934票を獲得した。その賞品として境内に総高46尺6寸の「四方面径四尺の干支附大時計台」が中央新聞社より奉納され、11月8日に落成式が行われた。避暑地投票後には、全国神仏各教派信者数募集が行われ、「三千四百十二 東京羽田 穴守稲荷信者」と、1位ではなかったが上位に入っている。
1903年（明治36年）には、御神宝として五辻子爵家伝来の二尺三寸五分の太刀三条宗近が崇敬者有志より奉納され、5月28日には御宝剣遷座式を挙行。200を越える諸講社の講員等からなる大行列を成し、盛大に執り行われた。

### 京浜穴守線開通
そして、この穴守稲荷神社の繁栄ぶりを見逃さなかったのが、京浜電気鉄道（現在の京浜急行電鉄）であった。穴守稲荷神社の繁栄にともない、1899年（明治32年）1月の六郷橋 - 大師間開業の5か月後には、大森から穴守稲荷神社への路線開通の計画を立てていた。羽田へ鉄道を走らせることにより、徒歩か人力車に乗るかしかなかった参拝者の便を図ることを目的として、穴守への鉄道開業へ向けて動き出した。当時は、まず川崎大師への参拝を済ませると、多摩川をはさんで対岸にあった穴守稲荷神社への参拝を兼ねて、遊びに行くという人が多く、その人々は多摩川を渡し船で渡り、穴守稲荷神社へと向かっていた。そこで1901年（明治34年）9月に当時の京浜電鉄の駅で最も穴守稲荷神社に近い京浜蒲田から延伸、京浜蒲田から海老取川の岸に至り、そこから南側に曲がり、多摩川に突き当たった所で土手沿いに西へ進み、今の大師橋（その手前に羽田の渡しがあった）を越え、現在大師橋緑地になっている所にあり、川崎大師に最も近い渡し場であった中村の「新渡し」付近を終点として、渡し船を利用して大師線に結び回遊できるようにするという構想がたてられた。
そして、1902年（明治35年）3月に第一期工事として京浜蒲田〜羽田間を着工、6月28日には日本初の「神社の」参詣者輸送の為の「電気鉄道」である穴守線（現・空港線）が開通し、海老取川の手前に穴守駅を開業した。品川駅への延伸より先に穴守線が開通したのは、川崎大師への参詣客輸送の大成功が大きく影響し、これ以降、京浜電鉄は川崎大師と穴守稲荷の回遊を呼び物として、新聞での広告、回遊割引券の発売などあの手この手で集客を図るようになった。「川崎大師へ詣でるなら、穴守稲荷へも寄らなければ片参り」といった宣伝も行われ、正月には絵葉書に初詣記念スタンプを押印したものを切符の代用とするなどのイベントも行われており、川崎大師に詣でる者の多くが、川崎と穴守の廻遊券を求めていたという。

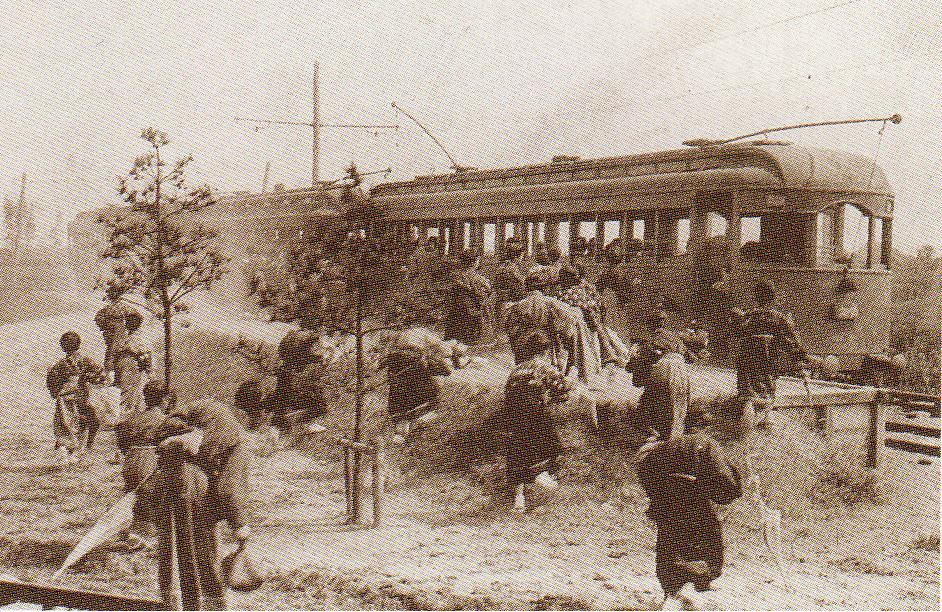
戦前の穴守線

なお、第二期工事として予定されていた羽田 - 中村の「新渡し」付近は、会社の営業不振と新橋 - 横浜間の官設鉄道との競争におわれて支線にまで手が回らなくなった為、中止となった。また、海老取川手前までの開通になったのは、神社周辺が既に住宅密集地であったことと、1903年（明治36年）に架橋された稲荷橋から穴守稲荷神社までの続く道中の商店主や人力車稼業の人々が、商売にならなくなると反対した為といわれている。とはいえ、この鉄道の開通は、羽田の地が東京や横浜の市民の日常的な参拝地兼行楽地になる事に繋がり、鳥居前町の一層の繁栄に寄与した。

当時の紀行文には「鉱泉宿、料理屋、商店など僅々十年の間、洲渚に市街を現出したるにても知らるべし。（中略）十年前、稲荷に接近せる鉱泉宿の要館に数日逗留して、著述に従事したこともありしが、その時は二三の鉱泉宿が出来て居り、祠前に十数軒出来て居りしのみなるに、十年の後には、かくまでに市街が出来るものかと、茫然として、しばし祠前に彳立す（大町桂月）」「両側は町で、店や茶屋は沢山に軒を並べている。社殿も中々宏壮である。これが二三十年前に開けたとは思われない（田山花袋）」とあり、大町のいう10年前ないし田山のいう2,30年前（1890年代）は、鉱泉が発見され、鳥居前町の発展が始まりつつあった頃だが、それからの10年間で急激にしたことがうかがえ、そしてその動きを可能にし、加速させたのが、穴守線の開通であった。

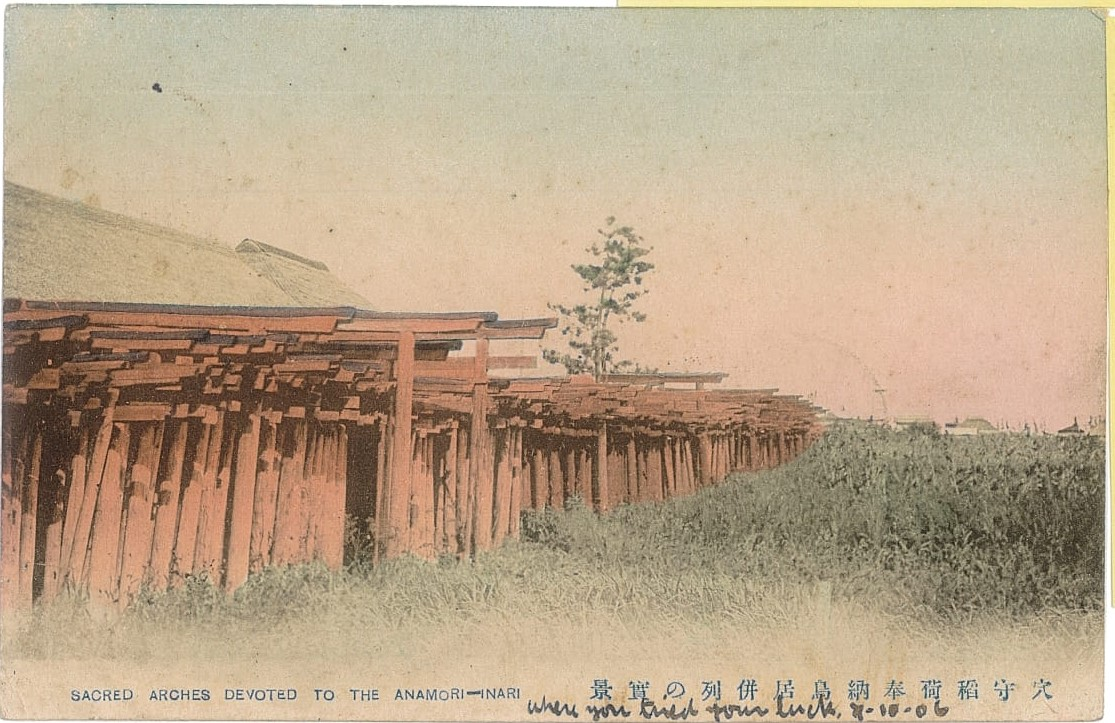
奉納された鳥居で出来たトンネル

この頃の京浜電鉄大鳥居駅から穴守稲荷神社の辺りは、一面の梨畑が広がり、神社の鳥居は4丁余り（約400メートル）にわたってトンネル状に連なっていた。この左右には掛茶屋や割烹、土産物屋が軒を並べ、新鮮な魚介料理を提供する一方、海藻や果実、貝細工や張子の達磨、河豚提灯、煎餅、葛餅、そして供物として土製の白狐や小餅などを販売していた。
当時は穴守駅で下車して、稲荷橋を渡り、社前町を眺めながら、連なる朱の鳥居のトンネルをくぐり、穴守稲荷神社に参拝するのが、関東屈指の流行であったという。私鉄王小林一三も、穴守線開業の翌年1903年（明治36年）4月に、京浜電鉄が発案した大師線と穴守線で周遊するプランを実際に体験し、感心をしたという。
穴守線の開通を契機として、参拝者はより著しい増加を見せ、祭典執行上においても差し支えが生じ、ついに境内自体の大規模な拡張を迫られるようになり、1906年（明治39年）には700坪以上敷地が広げられ、一挙に1000坪以上に拡張された。拡張に際して提出された「神社境内地区域取広願」には、例祭当日に「東京横浜及ひ各地方より数万人の信者参詣有之候然るに現境内僅に弐百九拾八坪にして此等の参詣人群衆雑踏致し危険不尠」と境内の狭さからくる危険性を強く述べている。
その後、境内の整備はしばらく続き、1906年（明治39年）10月からは銅葺き総ヒノキ造りの拝殿・幣殿の造営が進められ、1912年（大正元年）9月になって、ようやく一通りの完成をみるに至った。同時期の成田山新勝寺や川崎大師も大きく発展していたが、その土台は江戸時代やさらに以前からの蓄積であり、穴守稲荷は近代になってから体裁が整えられた事を踏まえると、よりドラスティックな発展であった。

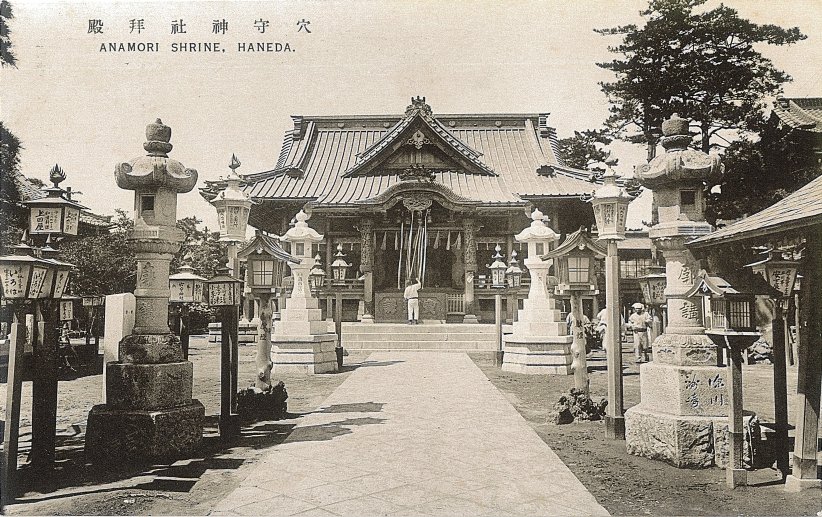
戦前の旧拝殿

1907年（明治40年）10月8日には、鎮座地の羽田村が町制施行して東京府荏原郡羽田町となっている。当時人口約1万5000人の羽田町の町税の内、人口700人の羽田穴守地域が2割以上を納めていたといい、「穴守のお陰で昇格した羽田」と題して羽田村が町に昇格した所以は穴守稲荷のご利益が大いにあり、町民は稲荷様々であるとする当時の新聞記事も残っている。当時荏原郡内で町制を施行していたのは、品川と大森だけであり、大井や大崎、蒲田、目黒、世田ヶ谷などよりも早い町制施行であった。
神社の拡大と並行して、当初穴守稲荷神社への参詣者輸送を主眼としていた京浜電鉄は、文芸評論家の押川春浪や押川の友人で文芸評論家ながら京浜電鉄に勤めていた中沢臨川の働きかけにより、1909年（明治42年）3月に羽田運動場（野球場）を神社裏手の江戸見崎に設置したことを嚆矢として、羽田地域の独自の観光開発に乗り出した。

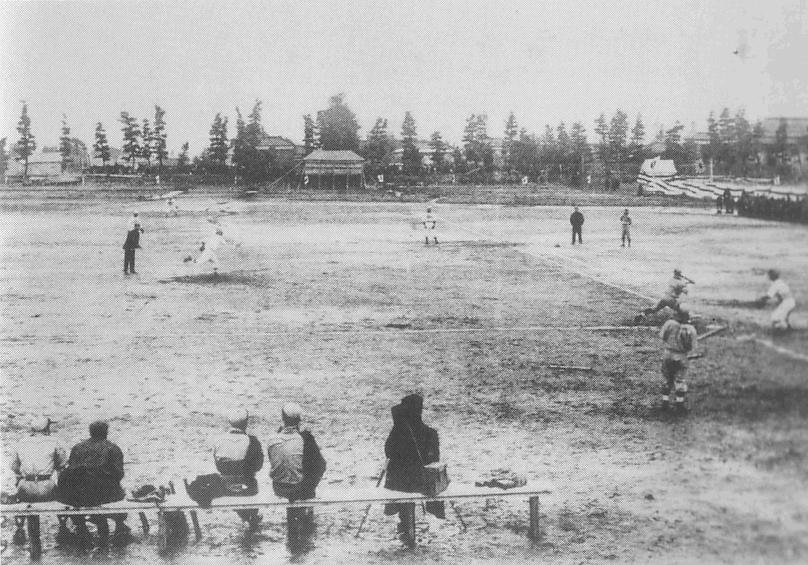
羽田運動場での野球風景

1910年（明治43年）3月31日には、穴守線の複線化が行われた。京浜電鉄は予備の車をことごとく繰り出してしていたが、それでも穴守駅は十重二十重の人垣を作って、押し合いへし合いの状態となり、特に明治43年の初午は日曜と被ったことから、一番目にお礼を頂こうと前の晩から川崎あたりに泊り込んで、早朝から詰めかける人もおり、特に混雑したという。

1911年（明治44年）7月5日には、京浜電鉄は羽田穴守海水浴場を開設し、報知新聞社と提携し同社の主催で、元内閣総理大臣大隈重信伯爵や渋沢栄一、樺太探検で有名な白瀬矗中尉などを来賓に迎え、開場式を挙行した。海水浴公開式場での演説において大隈重信は、最も身近な神様である稲荷神に家内安全・商売繁昌を祈り、そして運動場や海水浴場にて運動をすることで身心の健康を計るのは、人生の一快事であると述べた。

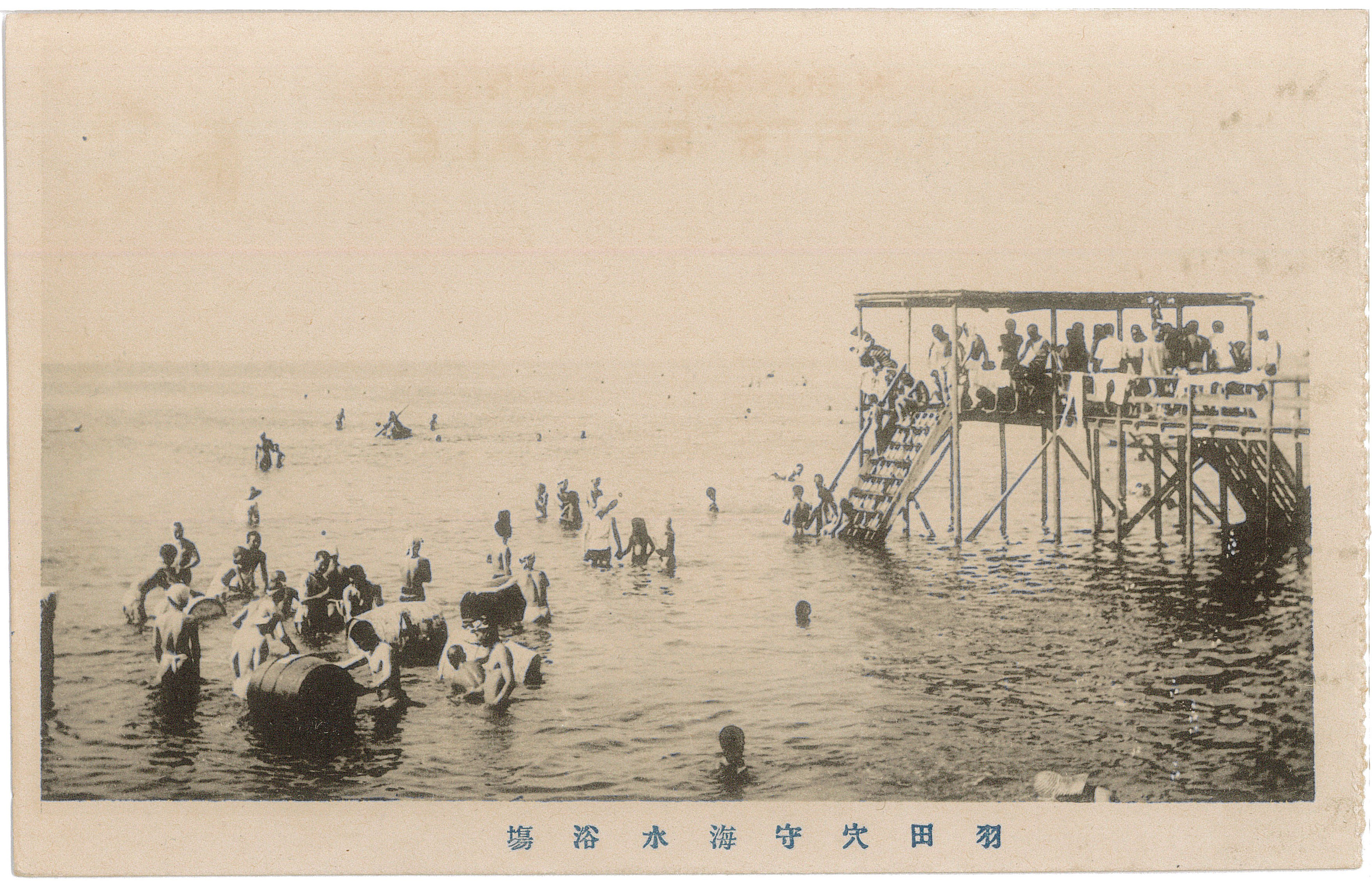
羽田穴守海水浴場

同年10月、京浜電鉄は穴守線を神社のすぐ近くまで延伸することを計画し、東京府に申請を行った。しかし、この動きに対して再び「稲荷道」関係者が150名以上による延伸反対の陳情書を東京府知事に対して提出するなど反対運動を展開、これを受けて警視庁などが調停に乗り出し、稲荷橋駅から穴守新駅までの間は別に運賃を徴収するということで落着し、延伸が決まった。
1913年（大正2年）には一帯が三業地（花街）に指定され、そして同年12月31日には、遂に穴守線が海老取川を渡って神社前までの延伸を果たし新穴守駅が開業、穴守詣でと羽田の遊覧に弾みを与えた。夏季には観光客輸送のため本線と直通する急行列車も運転されるようになり、一層の賑わいを見せるようになった。一方で、それまで繁栄を極めていた「稲荷道」沿道は、客足がぱったりと途絶え、僅か一か月後の翌年1月には、延伸前合計80軒以上存在していた土産物屋や飲食店などが一挙に3軒を残すばかりになっている。

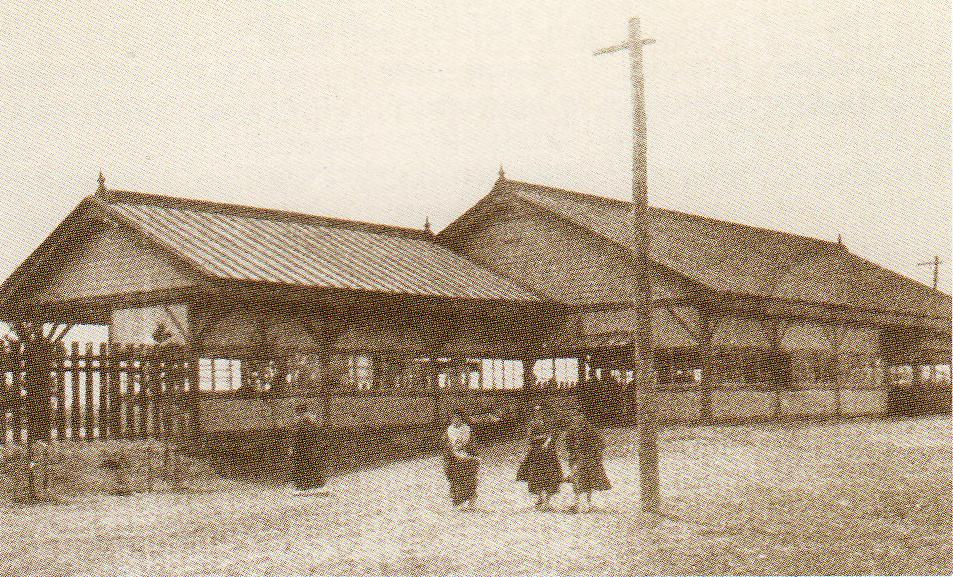
新穴守駅　1916年

このような、明治半ばから始まる穴守稲荷と羽田の行楽地化は、日清・日露の両戦争に勝利して、ようやく近代国家として歩み始めた時代と社会の反映でもあった。東京を代表とする都市の新興市民は、日曜休暇というそれまでの農間休暇とは明らかに質の異なる新しい生活リズムの休日を持つようになり、郊外に日帰りあるいは一泊で手軽に遊べる行楽地を求め出したわけである。信仰と娯楽を混然とさせつつ、近郊オアシスとして羽田は姿を整えていったのである。
羽田穴守が優れていたのは、花街のような妖艶な空間、運動場や海水浴場といった幅広い層に向けたレジャー施設、「コバルト色の空と水との継目を、其間に点綴せる沖の白帆が楔のやうにも見えて、一寸した洲鼻を黄ばんだ蘆が水を隔て向ふの岸を穏（ママ）して、その蔭を近く行く船の帆ばかりが松の隙から見える工合は、瀟洒してのび〱した光景で、俗の俗なる此境域には珍らしい眺めである」と称される東京湾や多摩川河口の優れた景観や神社のような聖域が共存していたところにある。木村荘平の11男・木村荘十三も子供の頃に連れていってもらった事を「あれは今でいう一種のレクリエーション」と振り返っている。

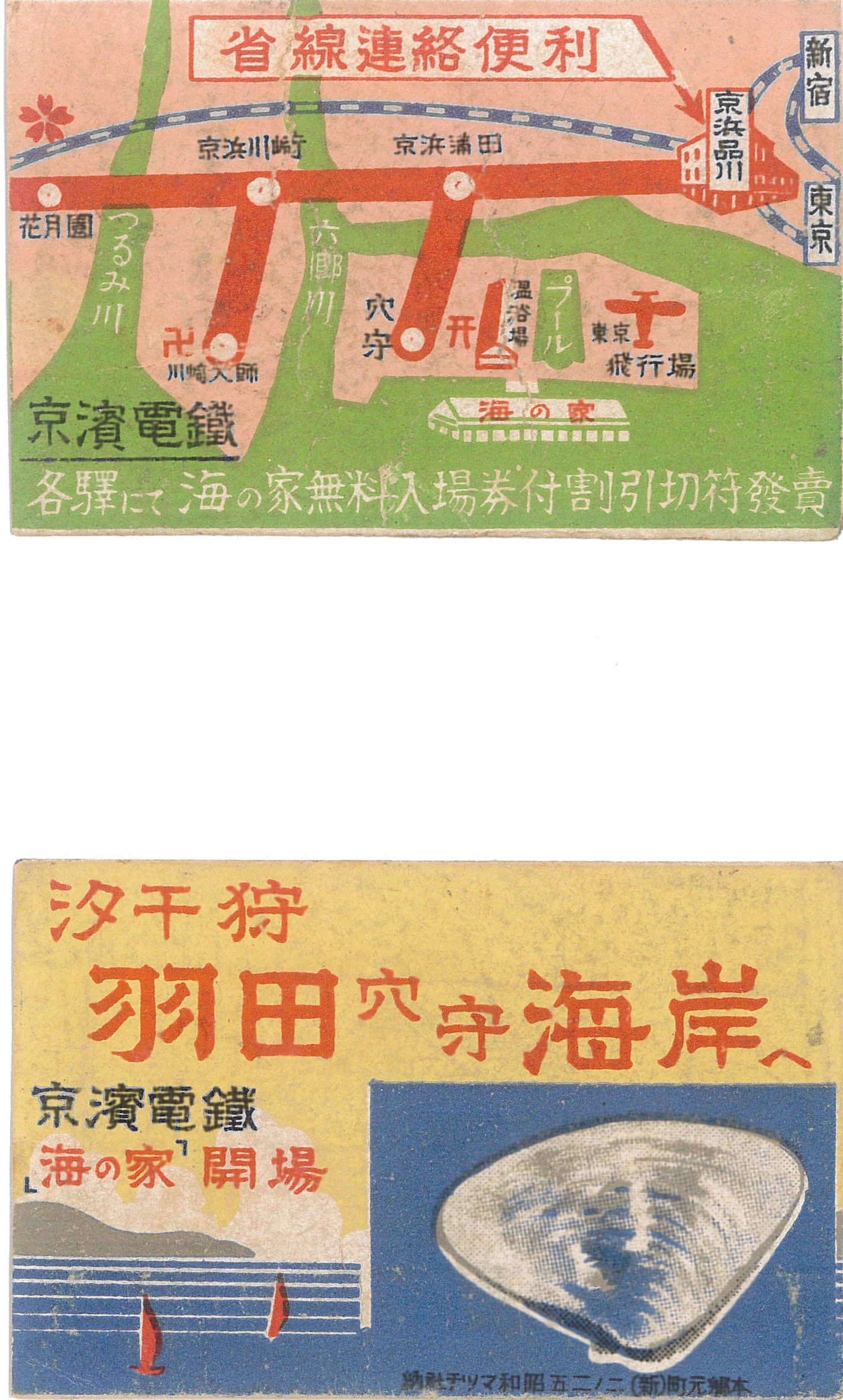
京浜電鉄（現・京急）の広告

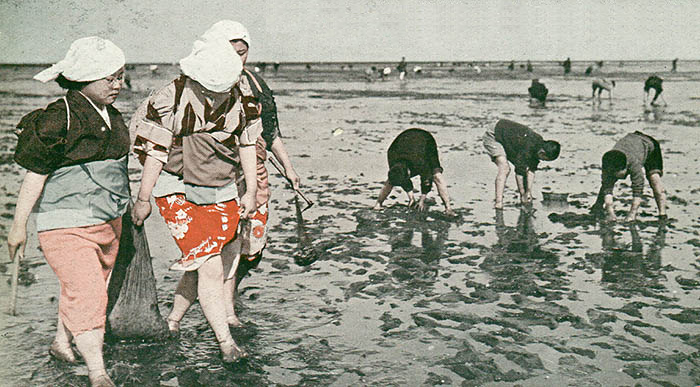
羽田沖の潮干狩り

穴守稲荷神社周辺を中心とした羽田地域一帯は、神社への参拝や鳥居前町での観光ばかりでなく、競馬や羽田運動場でのスポーツやオートレース、自転車競争、海辺では春の潮干狩り、夏の潮浴み、秋のハゼ釣りと、多くの人で賑わっていたという。また、近くには個人経営のゴルフ場、黒田侯爵家や料亭要館の鴨場などもあり、典型的と呼べる以上の第一級の鳥居前町であると共に、東京・横浜間の一大観光地・保養地（総合リゾート地）の様相を呈していた。当時の無格社としては別格の存在であり、当時の東京府内の村社以下著名な神社として日本橋の水天宮、早稲田の穴八幡宮と共に羽田穴守稲荷の名が挙げられている。

### 空の町・羽田の始まり
大正時代に入ると京浜間の工業地帯化が始まり、東京湾岸の埋め立てが進んでゆく中で、穴守地域にも行楽地以外の要素が生まれてくるようになる。その最たるものが、こんにちの羽田を象徴する航空好適地としての存在である。
きっかけとなったのが、民間飛行家の玉井清太郎と飛行家を志すも強度の近視のため断念し飛行雑誌で記事を書いていた相羽有による「日本飛行学校」と「日本飛行機製作所」の穴守稲荷門前への設立である。飛行機に夢を賭ける二人は日本民間飛行界の隆興のためにも一旗揚げようと共同で飛行家の養成学校を創ることを決意、好適地を探した結果多摩川河口付近の川崎側、通称・三本葭（さんぼんよし）と呼ばれる三角州の干潟をその場所に決め、対岸の羽田町に学校を開くこととし、これがのちの羽田飛行場の起源となった。

二人は穴守稲荷神社総代で鉱泉宿・要館当主の石關倉吉へ直談判、石關は航空に志を立てた二人の若者の熱意に感じ入って、元料亭の古い建物を校舎として、隣の建物を機体製作の作業場として無償提供した。そして1916年（大正5年）8月16日付で清太郎が「日本飛行学校」の設立を申請、同年10月5日、玉井清太郎の操縦によって羽田の空を初めて飛行機が飛び、翌1917年1月4日に日本飛行学校が正式に開校した。初期練習生の中には後にゴジラを創る円谷英二もいた。また、のちに羽田穴守町会長や穴守稲荷役員を務め、相羽有への経営面での経済的支援も行っていた植田又四郎も飛行研究生・練習生として所属していた。

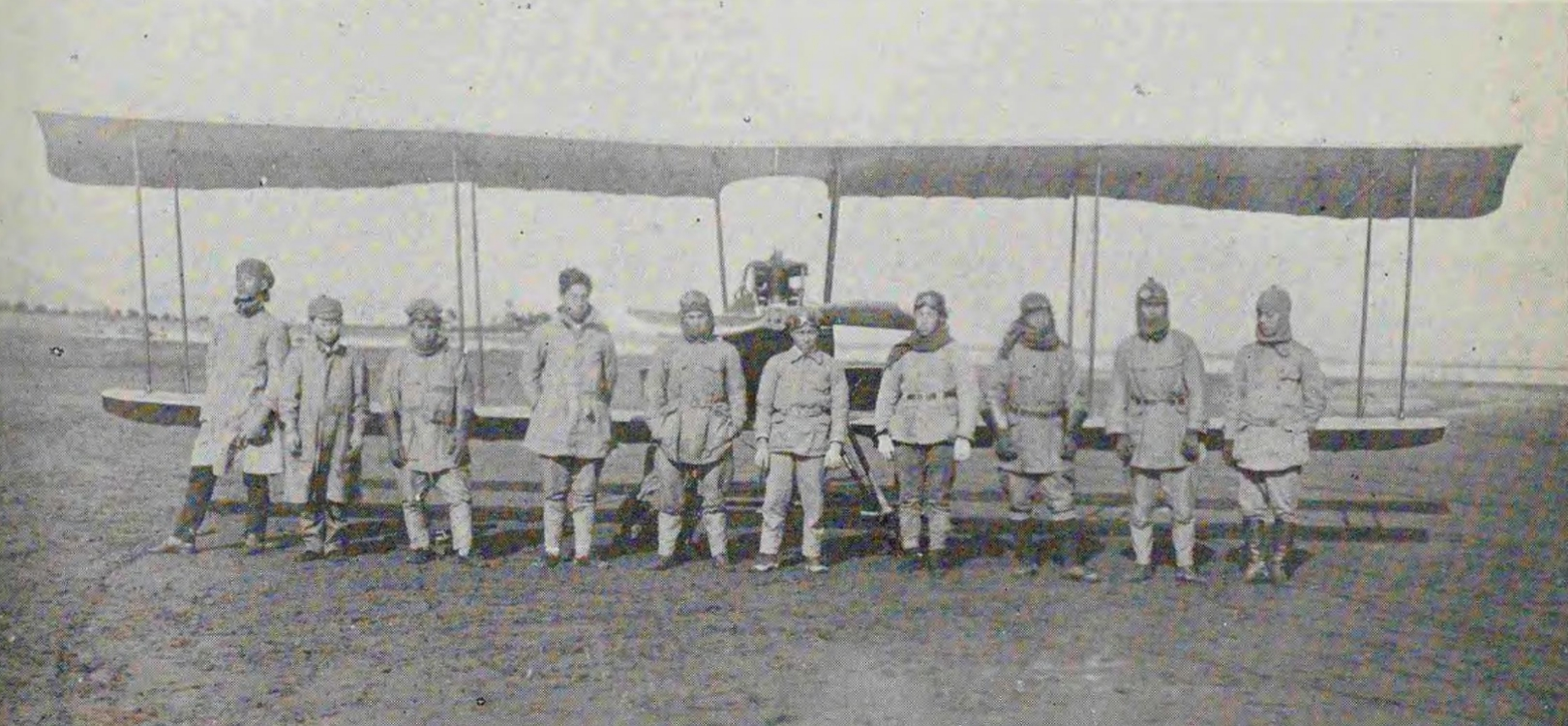
相羽有・玉井清太郎と日本飛行学校の練習生

羽田の地を飛行場好適地と見出した玉井・相羽、そして羽田に彼らの支援者となれる人物が居たことが、後の東京飛行場建設に繋がり、今日の東京国際空港発展の礎となった。また当時、日本飛行学校の練習生が単独初飛行する前夜、ひそかに油揚げを献じたところ上首尾だったのでお礼参りをしたという逸話があり、穴守稲荷神社への航空安全信仰もここから始まっている。一方でこの開校がのちの神社や羽田三町の強制退去にもつながったことから、相羽自身も後年に申し訳なかったと振り返っている。
1923年（大正12年）9月1日の関東大震災の際には、羽田近辺は推定震度7の揺れに見舞われた。大正震災志によると鈴木新田は荏原郡内で最も被害が甚だしいとされ、神社北方の堤防が破潰したことで、満潮時には浸水、全体に渡り0.2-0.3m低下し、神社周辺や多摩川沿いで液状化が発生、穴守線も終点付近に亀裂多数、海老取川橋梁が崩壊、稲荷橋南方堤に沿い地盤に亀裂等の被害報告が残っている。また、関東大震災により鉄道が壊滅的被害をうけたことで、帝国飛行協会副会長及び帝都復興評議員の長岡外史が、11月15日の帝都復興第一回評議員会の席上で飛行機による物資輸送の重要性と羽田に飛行場が必要だと提言した。
1929年（昭和4年）10月には、京浜電鉄の重役から一の大鳥居として朱鳥居（後の羽田空港に残された大鳥居）が穴守駅前に奉納されている。また同年12月24日には、昭和の御大典を機に村社へ昇格、翌年1月16日には神饌幣帛料供進指定並会計規則適用となり、名実ともに羽田浦地域の鎮守となった。
そして、逓信省航空局が神社北側の土地（現在の整備場地区付近）を、前述のように飛行機の適地であり、東京都心部に近く、京浜間の中間に位置し、水陸両用飛行場として利用可能だと目を付け、飛嶋文吉（飛島組）から買収。1931年（昭和6年）8月25日にそれまで立川にあった東京飛行場が移転開港した。これ以来、羽田の街は今日に至るまで空港城下町として発展してゆく事になる。穴守稲荷神社の神職が航空機の進空式や空港施設の地鎮祭を執り行ったり、穴守門前町の芸者がフォッカー機を背景に記念写真を撮っていたなど、羽田飛行場は穴守稲荷神社と共に発展した。

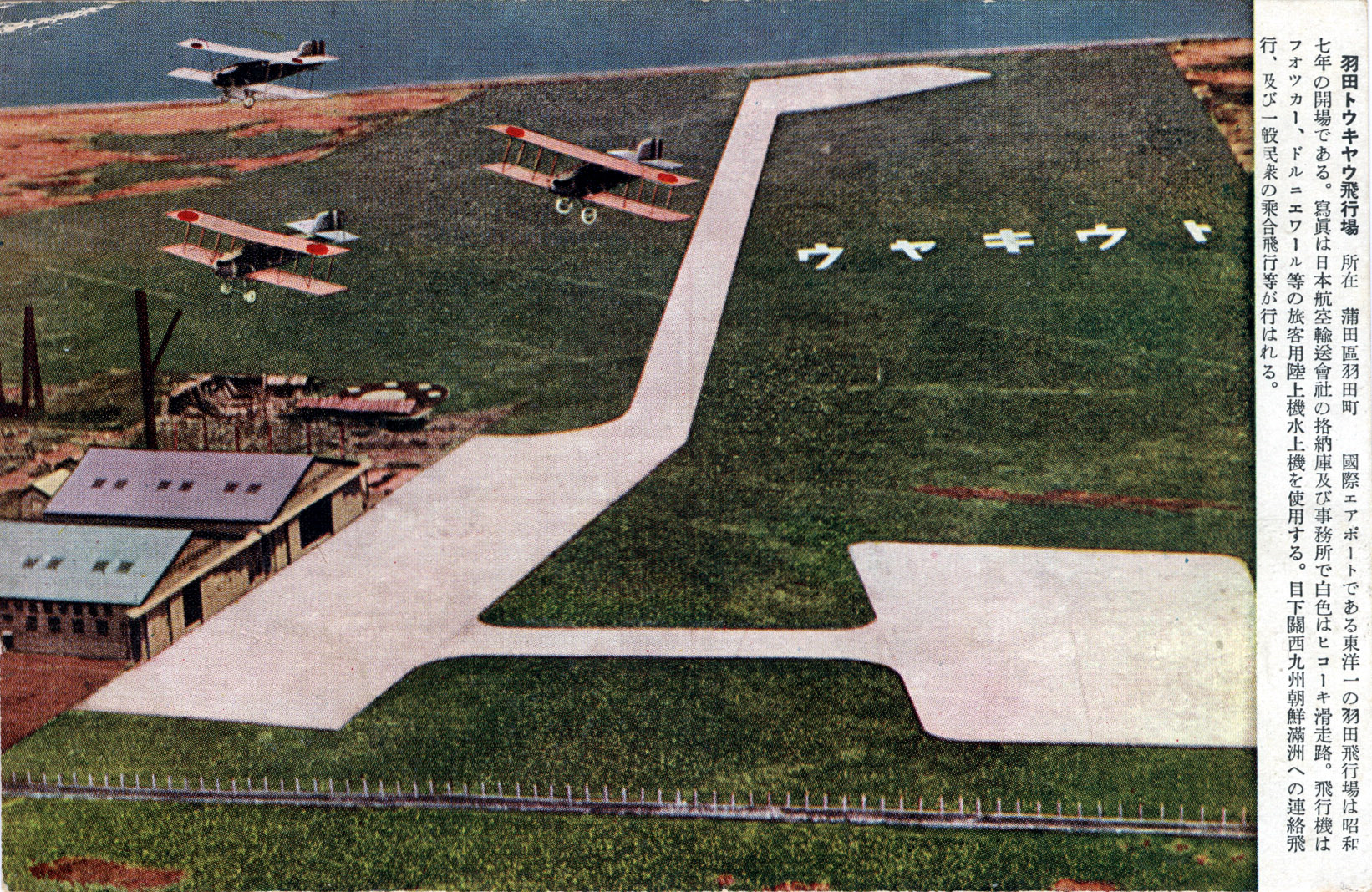
東京飛行場（1930年頃）

また、日本航空輸送初代東京支所長中山頼道が穴守稲荷神社宮司邸に下宿したり、のちに羽田穴守町会長や穴守稲荷役員を務め、相羽有へ経営・学術両面での支援も行っていた植田又四郎は、日本航空輸送が1931年（昭和6年）に羽田飛行場に移転してくると、日本航空輸送の支所開設以来の協力者として尽力し、関係者より「羽田の飛行場開設以来の篤志家」と称されるなど、石關倉吉に引き続き神社関係者が羽田航空界のパトロンとして名を残すことになった。
一方で1920年代以降、神社周辺の環境は徐々に悪化した。これは対岸にある川崎の工場群による水質汚染や、飛行場開港が直接の原因である。このこともあり、京浜電鉄は三浦半島への海水浴場開発を進めるようになった。ただし、京浜電鉄は穴守一帯の価値維持にも努めており、羽田穴守海水浴場には収容人数1万人の休憩場、収容人数1千人の温浴施設、海水を濾過したプールなどを併設し、水質改善と大型施設の整備によって、東京近郊における海水浴場の価値を維持しようとしたのである。このプールは30m×70mの規模で、「東洋一」と宣伝され、東京中心部からわずか30分という立地が強調された。また、飛行機の騒音被害や人車の往来増加により、優良鴨場といわれた羽田鴨場に飛来するオナガガモ群やマガモ群の数は3分の1位に減少、ついには鴨場としての価値を認めえざる状態となり、日本飛行学校を支援した石關倉吉及び要館も、東京飛行場開港前後に横浜へ移転している。

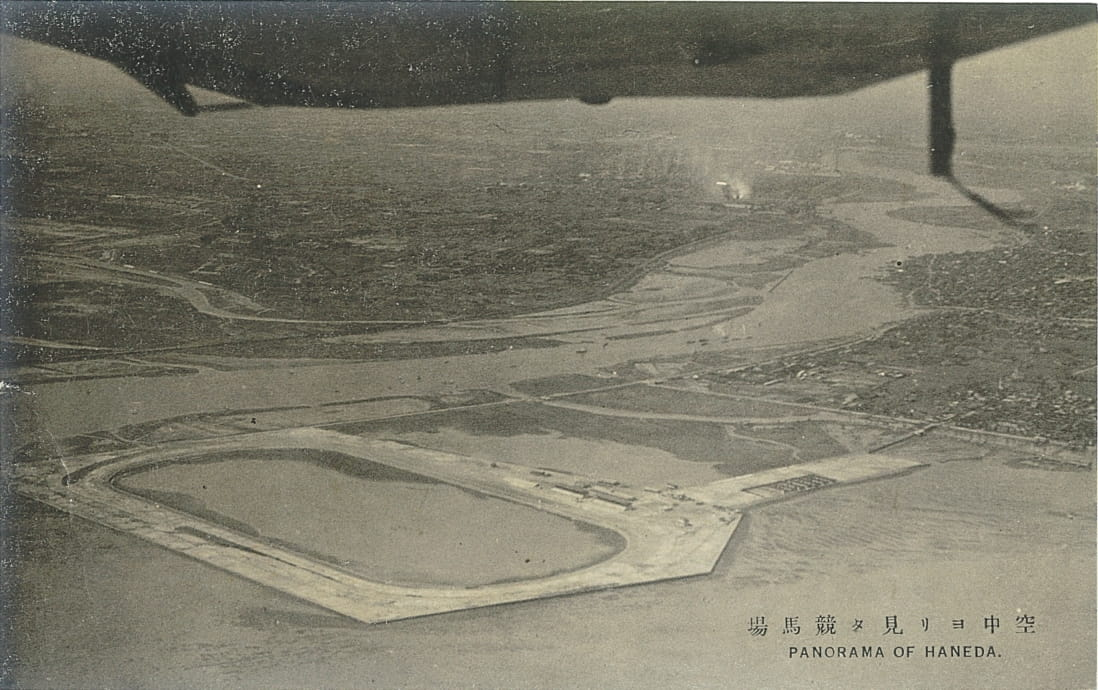
空中からみた羽田競馬場

1932年には、羽田競馬場が鈴木新田の東にある御台場（羽田御台場・鈴木御台場・猟師町御台場）へ移転、当時地方競馬としては最大級の競馬場であり、羽田の地に新たな名所が誕生することになった。
最も科学的で物珍しく新鮮な存在であった飛行場と射幸心を満たす競馬場の出現は、行楽地の非日常性の維持には十分な存在であった。羽田町はときならぬ“競馬・航空ブーム”で膨れ上がり、信仰と娯楽、科学を混然とさせつつ、近郊オアシス、京浜両都市から日帰りできる遊覧都市として姿を整えていったのである。
そして、1932年10月1日には、鎮座地である荏原郡羽田町が東京市へ編入され、新設された蒲田区の一部となった。あわせて、鈴木新田も羽田穴守町・羽田鈴木町・羽田江戸見町・鈴木御台場に改称・分割、穴守稲荷神社の所在地も「荏原郡羽田町大字鈴木新田」から、「東京市蒲田区羽田穴守町」に変更され、名実ともに東京の街を代表する稲荷神社となった。東京市が合併記念に出版した本にも、蒲田区羽田は「穴守稻荷の存在に依つて古くから知られた漁村であるが最近東洋一の飛行場の設置に依つて其の名は世界的となつた。（中略）町内の神社佛閣を通じて著名なものは穴守神社だけである。」と、新蒲田区及び旧羽田町の著名なものとして、飛行場と共に穴守稲荷神社の名が挙げられ、京浜電鉄が1934年（昭和9年）に出した沿線案内では、穴守稲荷を「関西の伏見と並び称せらるゝ関東第一の稲荷社」と大々的に宣伝、ジャパン・ツーリスト・ビューロー『旅程と費用概算』にも東京羽田の観光地として「穴守神社」「潮干狩及び海水浴」「東京飛行場」「鵜の群棲林」等が紹介されている。一方、穴守の名が世間に広がったことで、穴守稲荷の祈祷師を騙った人物が「持ち物を倍にする」と言って現金・債権を騙し取った詐欺事件も発生した。

### 戦時下
東京を代表する観光地として繁栄を謳歌していた穴守稲荷神社と羽田地域であるが、当時の日本（大日本帝国）が1931年（昭和6年）の満州事変を機に、戦争への道を歩んでゆくことで、その荒波に翻弄されることになる。
明治時代から参拝にきていた横浜華僑は、昭和に入ると新年・初午には数百人が訪れるようにまでなっていたが、戦争が始まるとその数は激減、それでも中には日本人名で祈祷をする者もいたという。
1937年（昭和12年）10月には3代目宮司金子一が徴兵となり、翌1938年（昭和13年）7月に出征先の中国安徽省三河口鎮で戦死した。
町の様子も様変わりし、日中戦争の勃発に伴い立法された軍馬資源保護法の施行によって各府県内1競馬場に制限され、東京府は八王子競馬場での開催となったために羽田競馬場が1937年（昭和12年）限りで休催、翌1938年（昭和13年）に廃場へと追い込まれた。跡地には日本特殊鋼の羽田工場ができ、海岸線寄りの跡地には高射砲陣地が置かれた。日本特殊鋼のほか、荏原製作所、明電舎、大谷重工等の大手企業が1935年あたりから次々進出してきて、下請け工場も出来た。競馬場廃場の同年には、満洲国建国以降、満洲へ旅客や貨物輸送が増大したこともあり、東京飛行場の拡張用地として羽田運動場が買収され、消滅した。1939年（昭和14年）6月には、国民精神総動員運動の中で、料亭等の営業時間が短縮され、9月1日に興亜奉公日が設けられると、以後毎月一日は酒が不売となり、次第に入手も困難となった。参拝者も行楽客も激減し、料亭は工員相手の食堂になり、鉱泉宿は社員寮へ姿を変えてゆく等、穴守稲荷神社周辺の娯楽施設は急速な衰退を迎え、一帯は工場が立ち並ぶ軍需産業地帯として工場に働く労働者のための街に変貌していった。
1941年（昭和16年）10月1日には、茨城県霞ヶ浦より海軍航空隊の一部が飛行機20機・士官70人・兵員1250人の東京分遣隊として東京飛行場に移され、大手企業の工場も全て軍需品を作らされるようになる。穴守の町には軍人が闊歩するようになり、穴守線も軍需産業で働く人の通勤路線となった。航空隊の軍用機は境内に生い茂った老松の枝先すれすれで離着陸を繰り返していたという。一方、海軍航空隊と大日本航空が羽田を拠点に軍用輸送を始めたことで、パイロットの守り神としての側面が強まったという。
同年12月16日には東京緑地計画に基づき、羽田穴守町・羽田鈴木町及羽田江戸見町各地内11.9haが、穴守緑地として都市計画緑地に指定されている。
1942年（昭和17年）には更に戦争の影響が表れるようになり、5月1日には陸上交通事業調整法に基づいて京浜電気鉄道が東京横浜電鉄と合併し、穴守線も東京急行電鉄（大東急）の路線となり、最後まで残っていた羽田穴守海水浴場の営業も中止になった。一方で、1943年（昭和18年）の洲崎遊郭接収により、1944年（昭和19年）初めに洲崎の遊郭関係者が移転してきたため、工員目当ての慰安宿が新たに誕生している。
1944年（昭和19年）秋頃を境に、サイパンから出撃した米軍機による空襲が激しさを増した。穴守稲荷神社の近辺も間引き疎開ということになり、一時はそこに暮らす人はせいぜい20人に満たないほどになったという。1945年（昭和20年）に入ると、日本の敗色は次第に濃厚になり、東京もたびたびの空襲に曝されるようになった。穴守稲荷神社境内にも公設の防空壕が掘られ、近隣の避難者に供された。しかし、境内はもともとが低湿地であり、地面を掘ればすぐ水が出る状態で、浅く掘った防空壕しかできなかったという。神社自身の防空壕は、関東大震災の瓦礫を利用し、大きな御影石の陰につくって、神社の人間は空襲を避けようとしていた。
そして同年4月3日・4日には、重要工場を中心とした爆撃が行われて羽田全域の3分の2が焼失、社前にも爆弾が落とされ、4代目宮司金子主計が巻き込まれて命を落とした。そのため金子直吉（金子主計の弟）とその長男寿は、ご神体を本殿地下に埋めてお守りすることになった。以降終戦まで「空襲のある毎に本殿から御霊を防空壕に奉還する毎日であった」という。4月3日の空襲では何とか焼失を免れた客殿や社務所も、蒲田区の約99％が被災した4月15日から16日の城南京浜大空襲で被害を受けた。神社は米軍にとって格好の目印だったらしく、爆弾の跡だけでも24もあったほどである。更に敗戦間近の7月12日には再び爆撃を受けて、隣接する東京飛行場施設が破壊・消失し、飛行場機能の大半が失われた。
結局、神社の被害は甚大であり、宝物や神輿が失われ、多くの貴重な記録も灰塵に帰した。また、神職や崇敬者の多くも戦地に赴き、戦争のために大きな犠牲を強いられる結果となった。

### 強制遷座
第二次世界大戦終結後、連合国による占領下に置かれた日本は、1945年（昭和20年）9月2日に一般命令第一号によって各地の飛行場や航空施設を良好な状態で保存するよう命じられた。羽田飛行場については、9月3日には米軍の連絡機が着陸、米陸軍准将が大日本航空社員に格納庫、事務所や穴守稲荷神社の方まで案内するように命じ、水道、電気配線、排水など多岐にわたって調査が行われ、9月12日に連合国への引き渡しが命じられた。そして翌13日には自動小銃で武装した兵士らがジープで乗り付けて飛行場にいた者を追い出して接収、一部施設は引き続き日本人の使用が許されたものの敷地内は立入禁止となり、13日付の新聞にて「飛行場付近の一部住民に対して立ち退きが命ぜられる」旨が報じられた。その後、9月18日には完全撤収となり、こうして東京飛行場は軍事基地「HANEDA ARMY AIR BASE」と改称された。駐機していた輸送機群は緑十字飛行用に空輸を認められた一部機材を除き、占領軍利用による飛行場拡張工事のためブルドーザーにより、鴨池に投棄・破壊された。
そして9月21日、HANEDA ARMY AIR BASEを拡張するため、連合国軍は蒲田区長との連名で日本の警察を通じて、羽田穴守町・羽田鈴木町・羽田江戸見町の三か町内約1200世帯、約3000名の全住民に12時間以内の強制退去命令を下した。敗戦後、まだ1か月も経たない中では、新聞記事を読んでいた住民は極僅かであり、読んでいたとしても、具体的な範囲が挙げられていなかった為、自分達が当事者であると考えた人は殆どいなかった。「飛行場付近の一部住民」に説明があったのは前日のことであり、警察から口頭で知らされた。そこで住民代表が、12時間とはあまりにも理不尽で到底全住民に周知出来ない事や、立ち退き先も決められないまま路頭に迷う人が出て来る事等を挙げ、蒲田区役所や警察を仲介して交渉が行われた。そうした決死の訴えにより、立ち退き後に立ち入った者の生命の保障はないという厳しい条件付であるものの何とか2日間となったのだが、人手も機材も時間もすべてが不足している、まさに身一つでの立ち退きであった。また、強制退去令は海老取川の東側全域が対象とされたが、接収された地域は3か町に止まらず、「占領した飛行場の要員などの宿舎を建設するため、現東糀谷1丁目，西糀谷2丁目の一部、同3丁目の全域、萩中3丁目から本羽田3丁目にかけての大部分の住民も同様に立退きを命じられた」などの証言が記載されている。
穴守線（当時は大東急の一部）も住民の退去により、必然的に稲荷橋駅 - 穴守駅間は営業の意味がなくなり、9月27日から運転を取り止めた。同時に、HANEDA AIR BASE拡張に必要な資材を運ぶため、穴守線の南側の軌道（上り線）は強制接収され、稲荷橋駅が終点となった穴守線は、単線運転を余儀なくされた。稲荷橋駅は海老取川畔にあったが、海老取川が越えられなくなったことで、いわば町の中心地から離れた場所に駅がある状態になった。その不便を取り除くため、1946年（昭和21）年8月15日に約300メートル西、現在の穴守稲荷駅の地点に移転した。
突如として町を追われることになった人々は、行く当てもないまま荷車に家財道具を括り付けて、稲荷橋・弁天橋を渡った。48時間後、橋のたもとには連合国軍の兵隊が立ち、街へ戻ろうとする住民に対し、威嚇射撃まで行う横暴ぶりであった。ブルドーザーやパワーシャベルが家や店を押しつぶし、大林組、間組などの土建業者と「占領軍労務者」として雇われた約2000人の日本人労務者を使って町は徹底的に破壊され、軍用機向けの滑走路となった。こうして、東京を代表する観光地として、多くの人々が訪れ、また生活を営んだ三つの町は、終戦から僅か1か月で跡形も無くなり、地図上から抹消されたのである。この羽田の悲運は日本人のほとんど、更には同じ大田区の羽田とは目と鼻の先に戦後ずっと住んでいるような人でさえ知らないと言われ、空港関係者の中には、この強制退去を「空港関係者が決して忘れてはならない出来事」と述べる者もいる。
この頃の穴守稲荷神社は、さいわいなことに本殿は空襲時に爆弾の破片が正面扉に突き刺さっている程度で、社殿そのものは立派に聳え立っていた。神社の一隅で御霊を守っていた金子直吉・寿父子は、早くから進駐軍と接触があり、羽田飛行場拡張の話を事前に聞かされていた。初めの案では羽田穴守町を避けて拡張する案も検討されたが、結局それは叶わず、御霊の遷座を早急に思案しなければならなくなった。宮司を空襲で失ったこともあり、蒲田区職員・福岡幾造、羽田神社宮司・橋爪英尚、氏子・横山安五郎の三者が相談の上、御霊を羽田神社に遷座することになった。
このため、ご神体、神輿や神刀等の神宝数点などを除いて、当時の神社の施設や設備は放棄させられ、後に連合国軍によって取り壊された。尚、更地にされた神社跡地にしばらく放置されていたものを地域住民が掘り起こして運び出された一対の狐像、羽田空港沖合展開の際に元境内地にあたる部分から出土して神社へ返還された石碑類、後述の大鳥居など、のちになって神社へ戻ってきたり、残されたものもある。また、ごくわずかに持ち出すことができた神宝類は、羽田神社の他に池上本門寺の末寺にあたる池上常仙院にも移されたという。

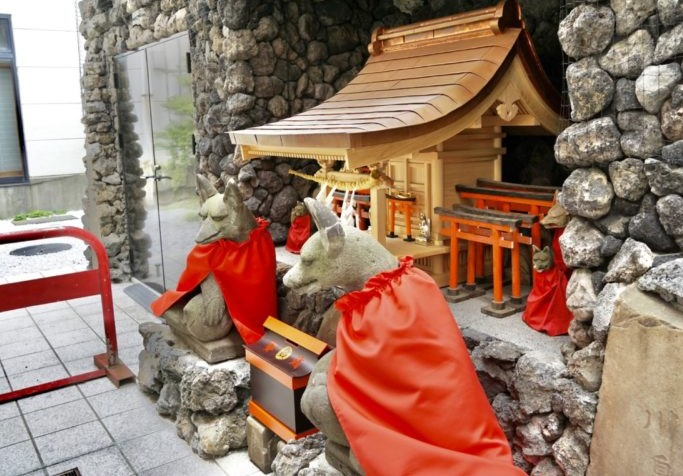
運び出された狐の像

穴守稲荷神社と共に玉川弁財天や鈴納稲荷神社なども同様に強制退去となっており、玉川弁財天は羽田水神社へ、鈴納稲荷神社は羽田神社へ移されている。
駐留間もない占領軍は、付近の状況に疎く、様々な誤解による事件が生じていた。例えば、地元の漁師が目の前の海で魚を獲って暮らしていることを知らなかった為、羽田沖を航行する船を尽く捕まえ、蒲田警察署に連行した。その為、金子直吉・寿父子が事情を説明しにゆき、釈放してもらったこともあったという。

### 戦後復興・空港鎮護の社へ
戦後の混乱の中、1946年（昭和21年）には早くも龍王院や自性院が再建され、地域の核のなる社寺の再建が少しずつ始まっていた。1947年（昭和22年）に入ると、ご神体を羽田神社にいつまでも預けてはおけないと有志が集い、「復興協議会」「神殿建設委員会」「穴守稲荷神社復興奉賛会」などさまざまな復興のための組織ができた。その復興への意気込みは大変なもので、羽田神社で行われた会議は連日連夜に及んだという。
7月には移転先となる稲荷橋駅（現：穴守稲荷駅）近くの現在の鎮座地に仮安置所を設け、8月にはその土地700坪（2310m2）を有志の奉賛により購入、取得している。10月には、空港内に残されていた大鳥居を搬出しようと労務者を連れて出かけたが、駐留軍の許可がなく、搬出できなかった。また、まだまだ資材不足が続いており、飛行場内に残留された石材を搬出しようとしたが、それさえも叶わない状況であった。それでも、神社関係者と蒲田区職員が羽田神社に集まり、神社再建について懇談・協議した上で、10月26日には地鎮祭を斎行するまでに漕ぎつけた。
翌1948年（昭和23年）1月には仮拝殿の増築も決まり、2月には待ちに待った仮社務所と本殿も落成。午の日である2月14日の夕刻、羽田神社よりご神体を御遷宮し、遷座式が挙行された。本殿の広さは僅か一坪半であったが、その遷座の様子を見ていた古老は「なにごとの おわしますかは しらねども かたじけなさに なみだこぼるる」と西行法師の御歌を引き、その日の感無量の気持ちを伝えている。
再建にあたっては、飛行場に着陸しようとした操縦士が、滑走路上に白狐のような白いものが動いて見えたので、上司に訴えったところ、穴守稲荷が間借り状態にあることが分かり、これは放っておけないと再建を支援したという逸話も残っている。
この年の5月には、神社復興の中核となって働いた奉賛会を発展的に解消し、新たに世話人会を設け、世話人40名が委嘱された。
1949年（昭和24年）から1950年（昭和25年）には、仮拝殿の落成や奥之宮の復活などがあり、世情も復興の気配が濃厚となり、それにつれて参詣者数はもちろん奉納額も増加していった。1951年（昭和27年）には、遷座後はじめての節分祭が行われた。40人の年男・年女が神社近くの「梅月」や「すずめ屋」、「出川屋」などを宿として借り受け、其処から繰り出し、神社まで練り歩く姿が復活した。同年7月には神輿渡御も行われている。食料不足はまだ続いており、食料調達の苦労は常につきまとい、節分祭それ自は赤字であったり、神輿が毀れたりと、幾分の不具合もあったが、この頃より穴守稲荷神社の復興も本格化している様子が現れてきている。
羽田穴守町の旧境内を正式に政府が買い上げることが決まったのも、この年である。それまでは、旧境内地約9656坪の借り上げ地代が支払われていた。それをやめ、2000万円弱の補償金で接収地買い上げが政府決定された。これにより、旧境内地は正式に飛行場の一部となった。
日中戦争勃発により参拝者数が激減していた横浜華僑も、神社復興を聞いて再び参拝に訪れるようになった。そこで宮司や役員らが華僑を訪問して参拝を勧めたところ、1951年（昭和26年）頃から参拝者が増加、横浜のみならず東京在住の華僑の参拝や横浜中華婦人会などの手配でバスを使った団体参拝も行われるようになり、奉納者の一割以上を占めるようになった。
そして1952年7月1日、HANEDA ARMY AIR BASEの諸施設がアメリカ軍から日本国政府に移管され、同日に「東京国際空港」に改名した。もっとも空港が日本に返還されたからといって、土地がかつての住民の手に戻ったわけではなく、昭和29年刊行の「羽田郷土誌」では、羽田に飛行場がある短所として、参拝客や観光客を相手とした商業ができなくなったことや漁業への影響、それらによる貧困、飛行機の騒音被害や交通事故、長所として「飛行場が近くにあるため、学習にそくして見学ができること。羽田といえば、どこへ行ってもすぐ人が知っていること。弁天橋通りと稲荷橋通りが補装されたこと。終戦直後の失業時代に飛行場で働けたこと。この四つが、私したちの先祖が洪水と津浪とたたかいながらやっと安住の地にした土地を政府に提供して得た代償です。」とあり、戦前の観光地・漁村としての羽田から、空の町・羽田へと変遷を遂げる羽田の住民感情が読み取れる。
1953年（昭和28年）には、神徳の高揚を目的に、新たな試みもはじまった。1月には、花月園競輪場へ6日間出輦したり、3月からは神前結婚式も執り行っている。4月に入ると、百万人講結成の気運が盛り上がり、その名称を「百万人講」とするか「奉賛会」とするかの討議がなされている。1954年（昭和29年）に入ると、3月には参集殿も無事落成した。
また、この頃に池上常仙院に穴守稲荷が祀られているという噂が流布し、崇敬者が参拝するという珍事もおこった。戦後、穴守稲荷のご神体は羽田神社に遷座していたので、常仙院への参拝はおかしなことであったが、常仙院の庫裡を再建した時、穴守稲荷神社の拝殿に使われていた古材を使ったことが、この誤解のもとであったらしい。

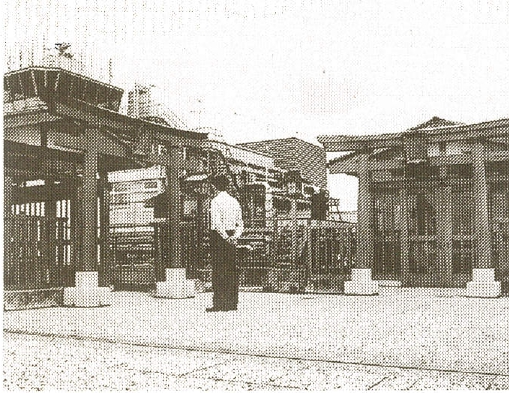
羽田空港の旧ターミナルビル屋上にあった頃の穴守稲荷空港分社（現・航空稲荷社、左）と羽田航空神社（右）

1955年（昭和30年）5月17日には、羽田空港内のターミナルビルが穴守稲荷神社の旧鎮座地に建設され、「恐れ多い」ということで屋上展望台（展望食堂と気象観測施設の間）に分社を奉斎することになった。空港ビルの篤い崇敬もあって、17日には大祭が挙行され、それ以降毎月17日には月次祭を奉仕するようになり、祭日には「穴守稲荷のお祭りの日です。必ずお参りください」と空港ビルからのおふれがまわったといい、元住民も「まことに情けある取計らい」と感じいっていたという。また、分社が鎮座していたターミナルビルの屋上は展望デッキになっており、はじめ空港ビル側では一日の見物客を約5,000人とふんでいたが、実際は多い日は1万2,000 - 3,000人、普通の日でも1万人は見物客が入ることがわかり、「これも、ひとえに穴守稲荷様の御利益」と大喜びしていたという。
その後1964年東京オリンピック開催に伴う、羽田空港旧ターミナルビル増改築工事を機縁として、1963年（昭和38年）7月11日には新たに作られた特別展望回廊の屋上に移され、同時に羽田航空神社が創建された。当時の日本空港ビルデング重役の談として、穴守稲荷空港分社と羽田航空神社は日本空港ビルデング社長の発案であり、お稲荷さんは商売の神さま、とりわけ穴守稲荷は関東でも由緒あるお稲荷さんであるから、空港にとってありがたい神社だと考えられていたようである。
以降、平成時代に羽田空港の沖合展開がはじまり、同ビルが撤去され、遷座されるまでの40年間、羽田空港の安全と繁栄を見守る2社が鎮座しており、祀り始めの17日を両社の縁日として、毎月穴守稲荷神社神職による祭祀が欠かさず続けられ、管理していた日本空港ビルデング社員が分け隔てなく掃除や献花を行い、賽銭の額もほぼ同じくらいだったといい、また、穴守の分社は特に東京飛行場時代からの航空関係者の参詣を集めていたという。おみくじの自動販売機も設けられ、展望デッキの金網におみくじを結ぶ光景も見られた。両社には奉賛団体もあり、空港関連企業主要27社(事業所)で構成され、空港と航空輸送に関係するさまざまな業界分野からの参加がみられた。
また、航空会社が新たに導入した機体の清祓を穴守稲荷神社の神職が執り行う事も多くなり、1958年（昭和33年）4月15日には日本航空ダグラスDC-8型機「シティ・オブ・ホンコン」の命名・清祓式が羽田空港で初めて行われている。
1956年（昭和31年）4月20日には、稲荷橋駅が穴守稲荷駅に改称され、1958年の正月より穴守線が終夜運転をはじめた。空港返還後の穴守線は、1964年（昭和39年）の東京モノレール開業までは空港連絡鉄道として使用されることもあり、1963年（昭和38年）11月1日には空港線に改称されたが、この頃はまだ戦前と同様に大師線と並ぶ参詣電車としての要素も強く、正月には京急品川駅に川崎大師の提灯と穴守稲荷の鳥居を模した正月飾りが飾られ、品川～川崎大師～穴守の通し切符も販売されていた。

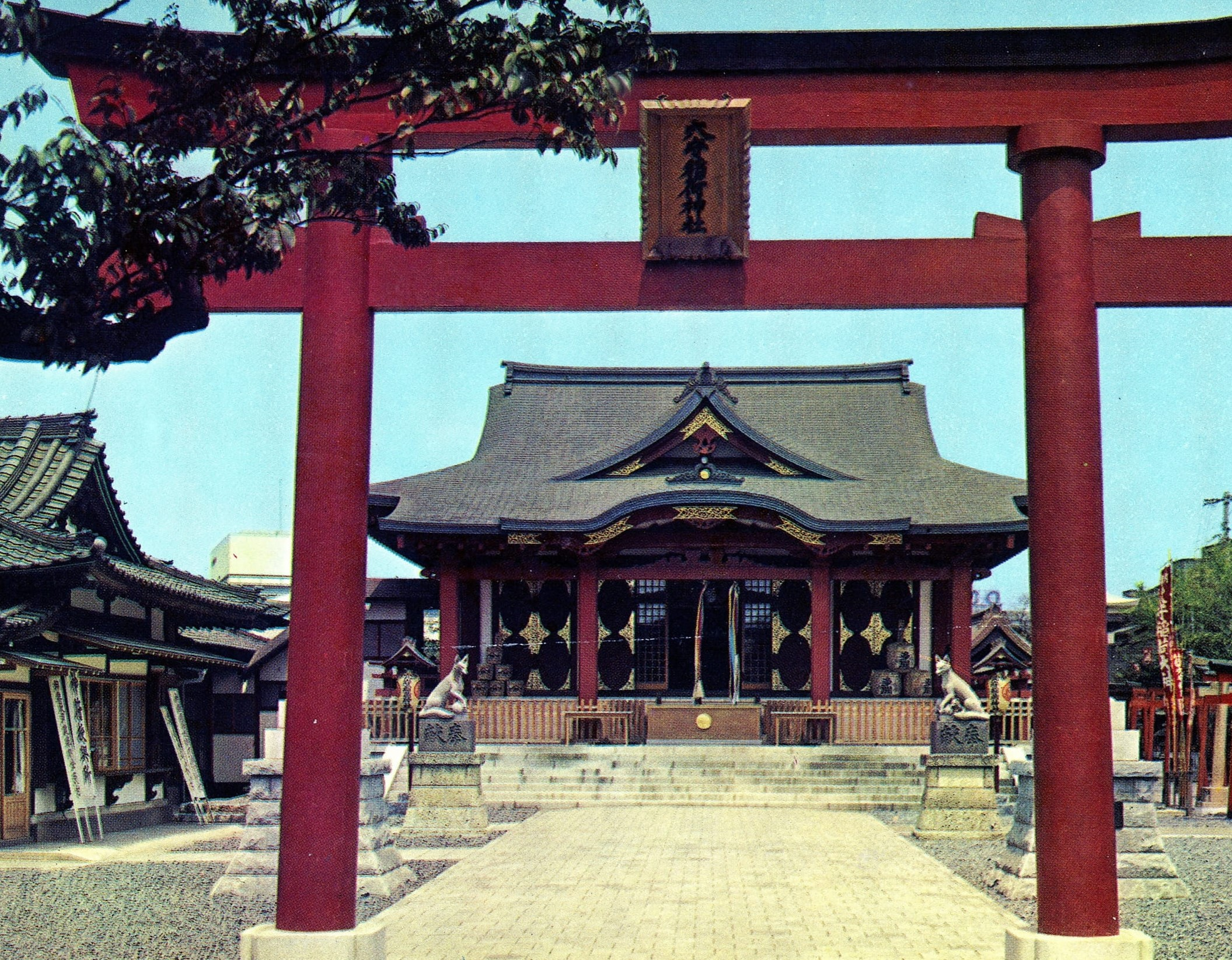
再建された穴守稲荷神社

昭和30年代に入ると、新たな地に遷座した穴守稲荷神社は本殿や拝殿の再建を果たすべく、精力的な活動をはじめる。1958年（昭和33年）の5月には、本殿・拝殿の再建構想が持ち上がった。当時、近隣の神社の再建が続いており、穴守稲荷神社もそれに遅れてはならじと再建計画がなされ、7月には「本殿拝殿再建基本案」が提出され、検討に入っている。
この案を元に、建築家の大岡實が早速境内を調査し、展望図を提示している。これを受けて、3月には工期や資材の手当てなどの詳細をつめ、夏には趣意書も出来上がり、早期着工を望む気運が盛り上がっていった。しかし、資金計画などの詰めや総予算の確定などの作業もあり、本殿・拝殿再建工事が着工されるには、1962年（昭和37年）9月まで待たなければならなかった。

そして1962年（昭和37年）9月29日には新社殿の起工式が執り行われ、工事は順調に進み、1963年（昭和38年）10月3日に上棟式、1964年（昭和39年）6月27日・28日には現社殿がほぼ完成し、遷座祭が斎行された。その時、工事を請け負った大成建設株式会社から京急穴守稲荷駅前に鋼鉄製の朱の大鳥居を、元大田区議会議長佐藤良平から社殿正面前に鉄筋コンクリート製の大鳥居がそれぞれ1基奉納された。

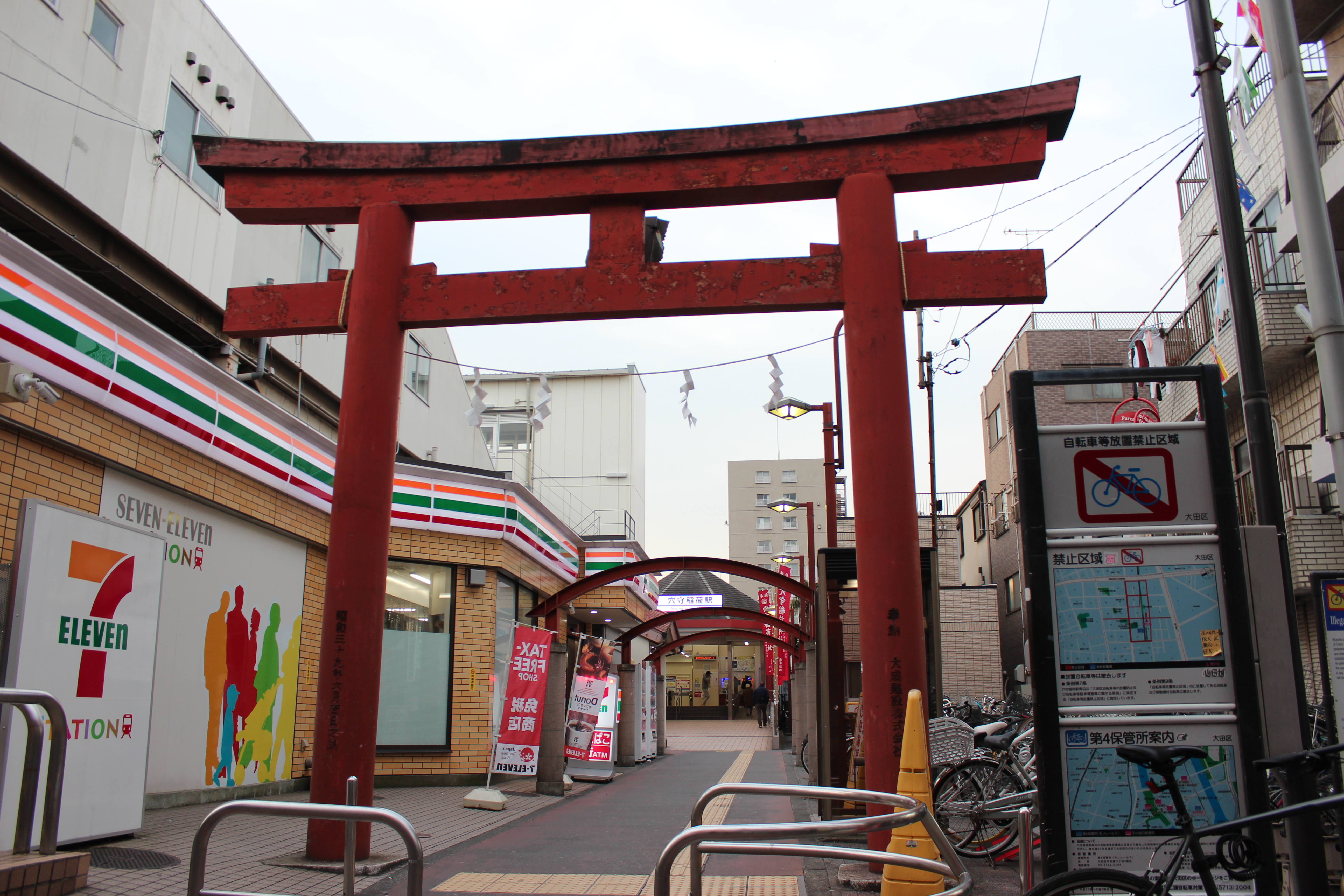
穴守稲荷駅前の鳥居

8月には新社殿完成を受け、旧仮社殿を戦災を被った天祖神社に無償譲渡の上移築するなど、境内の整備が一挙に進んでいった。一方で同年12月には、羽田空港を中心とした東京内湾埋立事業により、国及び東京都の発展に寄与するため、羽田の漁業組合も漁業補償協定が成立したことで自らの漁業権を全面放棄することになり、数百年（千年近い）にわたる羽田の漁業史は事実上終焉することになった。
翌1965年（昭和40年）5月、鉄筋コンクリート造一階建、三間社の流造本殿（銅板葺）、入母屋造の拝殿および幣殿からなる権現造の社殿が竣工し、28日から3日間にわたり、落成奉祝祭を斎行した。連日雨に降られ足元が悪い中、横綱栃錦の手数入りをはじめ、宮内庁楽部による舞楽、稚児行列、飯能囃子などの後奉納演芸が賑々しく執り行われた。また、折しも神楽殿の復興計画も持ち上がっており、神楽の奉納も行われた。
その後穴守稲荷神社では、「遷座記念祭」を毎年5月28日に斎行している。つまり、戦後間もなく現在地へご神体を遷座した日ではなく、新社殿の落成奉祝祭の日を記念して祭典を行っているわけである。
社殿の完成後の7月には、表参道入口に築地市場の東京魚河岸講の手で石社号標が奉納され、12月には、切妻造の拝殿や入母屋造の幣殿もでき、現在の穴守稲荷神社の姿形が整えられていった。
その後、1968年（昭和43年）には、遷座20年を記念して、総欅造銅板葺きの神楽殿や奥之宮が竣工している。また、手狭になった社務所を客殿裏に増築する計画も起こり、1970年（昭和45年）5月には鉄筋2階建ての新社務所が完成している。こうした神社復興のための建築事業は、1974年（昭和49年）に、宗教法人法施工20周年記念事業として御神輿庫、展示場、納札所が竣工するまで続いた。
また、1964年4月1日の海外旅行自由化により、海外旅行が広がり始め、羽田空港の利用者も急増したが、ドイツ文学者・評論家・随筆家の高橋義孝によると、この頃までは羽田といえばまず穴守稲荷を思い浮かべる人も多かったという。

### 社殿復興後
1966年（昭和41年）2月及び3月に立て続けに起こった全日空羽田沖墜落事故とカナダ太平洋航空402便着陸失敗事故、英国海外航空機空中分解事故では、穴守稲荷神社の旧「一の鳥居」が羽田空港に遺され放置されていることを取り上げ、その祟りであるかのような噂が流布し、「事故ひん発は羽田の守り神、穴守神社を戦後米軍がとりはらったからおキツネさまのたたりで…」といったまことしやかな新聞記事さえ現れた。そのような中、同年3月9日に品川区の伏見稲荷東京白菊講の講員7人が自民党の稲村左近四郎に「穴守稲荷神社を空港の中に祀らないと、事故がこれからも多発する」と陳情、稲村議員は早速2日後の11日に講員らを連れ、当時の中村寅太運輸大臣及び原田憲副幹事長らに「神様を粗末にするから、こんな大事故が続発するのだ」と申し入れた。この申し入れに「祟りはともかく、神社復興は必要だ。」と大臣らも賛同し、稲村議員を会長、中村運輸大臣や原田副幹事長、村上勇元建設大臣、徳安実蔵元郵政大臣ら有力議員を顧問とした「穴守稲荷復元奉賛会」が設立、資金200万円を集めて元鎮座地にあたる三愛石油株式会社（当時）の給油所内で地鎮祭を行うまで進んだが、神社側に何ら連絡無く進められていたのと既にターミナルビル屋上に空港分社が祀られていたこともあり、東京2区選出の宇都宮徳馬議員を通じて神社側が抗議、その後「穴守稲荷神社の分社がも一つ元の拝殿のあとに建立されるのは結構なことではないか。空港の守護に役立つならよいではないか」と、同年8月10日に三愛石油株式会社が羽田本館ビル屋上に穴守稲荷大神を分霊した一祠を設けている。なお、同年3月29日には、日本航空松尾社長が羽田地区を地盤とする元都議会議員から聞いた話として、読売新聞に上記の穴守稲荷神社復興に関する随想「稲荷再建」を発表したが、神社の厳重抗議により社長が陳謝、翌4月12日には随想「稲荷記」として釈明文を掲載している。
翌1967年（昭和42年）1月1日には日本空港ビルデング主催の航空安全大祈願祭が執行、以降毎年1月1日（のちに1月4日の仕事始め）には、穴守稲荷空港分社と羽田航空神社の毎年交替の当番制でその年の航空安全祈願祭が執行され、3000人近い参列者が集まり、「安全ぞう煮」や「安全ぜんざい」などもふるまわれたという。尚、現在でも穴守稲荷神社の神職によって、羽田空港安全祈願祭として毎年1月4日に第1ターミナルのギャラクシーホールにて続けられている。
社殿再建に沸き立つ中で、1967年（昭和42年）5月1日には、羽田穴守町・羽田鈴木町・羽田江戸見町及び鈴木御台場が、住居表示によって羽田空港一丁目及び二丁目となり、地名としても消滅することになった。（詳しくは後述の#氏子町名の変遷を参照。）
この頃は戦後のベビーブーム期の子どもたちが成人する時期であり、その結婚式が多くなった。穴守稲荷神社では、1964年（昭和39年）8月に羽田東急ホテルが完成し、その結婚式場に穴守稲荷神社の分霊を奉斎している。羽田東急ホテルだけでなく、1970年（昭和45年）からは横浜東急ホテルにも出張奉仕することになった。
1975年（昭和50年）6月頃から、穴守稲荷に祈願すれば競馬に勝てるという話が多くの競馬・競輪などのファンの間で広がり、「穴を守ってくれるからには大穴を的中させてくれるに違いない」と詣でる現象が起こった。馬主や騎手、厩舎の関係者の間では以前から知られており、ハイセイコーで有名な増沢末夫も願掛けに来たといい、実際に穴守稲荷に寄ったあと、その翌日に馬券で大穴を当て、穴守稲荷を馬券の守り神として信仰した者もいたという。また、1984年（昭和59年）5月7日、北海道門別町の山本実儀牧場にて競走馬ミルジョージの仔として鹿毛の牡馬が誕生したが、馬主となった城南製作所代表取締役である保手浜弘規は、地方競馬でデビューさせる馬に与える冠名を、かねてから信仰していた穴守稲荷神社の当時の禰宜に相談、そこで禰宜が穴守稲荷の「イナリ」と、一番出世して欲しい願いから「ワン」という名を組み合わせた「イナリワン」と命名したところ、1989年JRA賞年度代表馬・JRA最優秀5歳以上牡馬、2016年NARグランプリ特別表彰馬、オグリキャップとスーパークリークとともに「平成三強」と呼ばれる活躍をみせた。
1971年（昭和46年）頃になると、羽田空港での国内線の需要が増大し続ける中、沖合への拡張について検討が行われ始めたが、羽田空港の需要増大を空港分社のご利益とする書物も出た。
そののち1980年代に入り、新B滑走路整備の障害になるため、空港内の大鳥居を撤去する計画が出たが、地域住民らから穴守稲荷神社や強制接収の憂き目にあった旧住民らの象徴として残したいとの要望があったこと等から、1981年（昭和56年）7月22日には、当時の宮司と総代会長が大田区長に「羽田空港内赤鳥居在置に関する陳情書」を提出し、神社の強制遷座から半世紀以上経った1999年（平成11年）2月に移設されることとなった。（詳しくは後述の#羽田空港に残された一の大鳥居を参照。）
1984年（昭和59年）1月26日には、運輸省東京空港工事事務所長、東京国際空港長、大田区長、品川区長、東亜建設工業東京支店長、鹿島建設土木本部副部長ら関係者約20名が参列し、東京国際空港沖合展開事業着工安全祈願祭が穴守稲荷空港分社で執行、引き続き着工式典が本社社務所において開催され、沖合展開事業が開始された。羽田空港の新A滑走路の供用が開始され、空港の沖合展開がかなり進んできた1988年（昭和63年）には、鳥居移築の話し合いがつづく一方、旧羽田鈴木町の住民代表が空港内に穴守稲荷神社を遷座するよう、鈴木俊一東京都知事に陳情している。実際に沖合展開後の羽田空港跡地の利用計画として、東京都が取りまとめた「羽田の杜」構想でも神社の設置が検討されている。

その後、政教分離の観点などから空港内への遷座は実現しなかったが、「羽田の杜」構想自体は東京都に代わって大田区が主体となり、2008年（平成20年）3月には国土交通省、東京都、大田区、品川区による羽田空港移転問題協議会が、羽田空港の沖合展開事業及び再拡張事業の結果として発生した跡地について、「羽田空港跡地利用基本計画」を策定し、2010年（平成22年）10月には、それを具体化した「羽田空港跡地まちづくり推進計画」をとりまとめた。政府は、羽田空港周辺を訪日客の受け入れ拡大や国際競争力の強化を目指し国家戦略特区に認定し、「HANEDA GLOBAL WINGS」と名付けられ、第1ゾーンには羽田みらい開発が「HANEDA INNOVATION CITY」、第2ゾーンにあたる当地区には外国人観光客の増加を見込んだ住友不動産グループが「羽田エアポートガーデン」を整備した。尚、羽田エアポートガーデンの開業によって、羽田の地に再び「天然温泉（ホテル ヴィラフォンテーヌ 羽田空港・泉天空の湯 羽田空港）」「土産物屋街・飲食店街（ショッピングシティ 羽田エアポートガーデン）」が復活することになった。

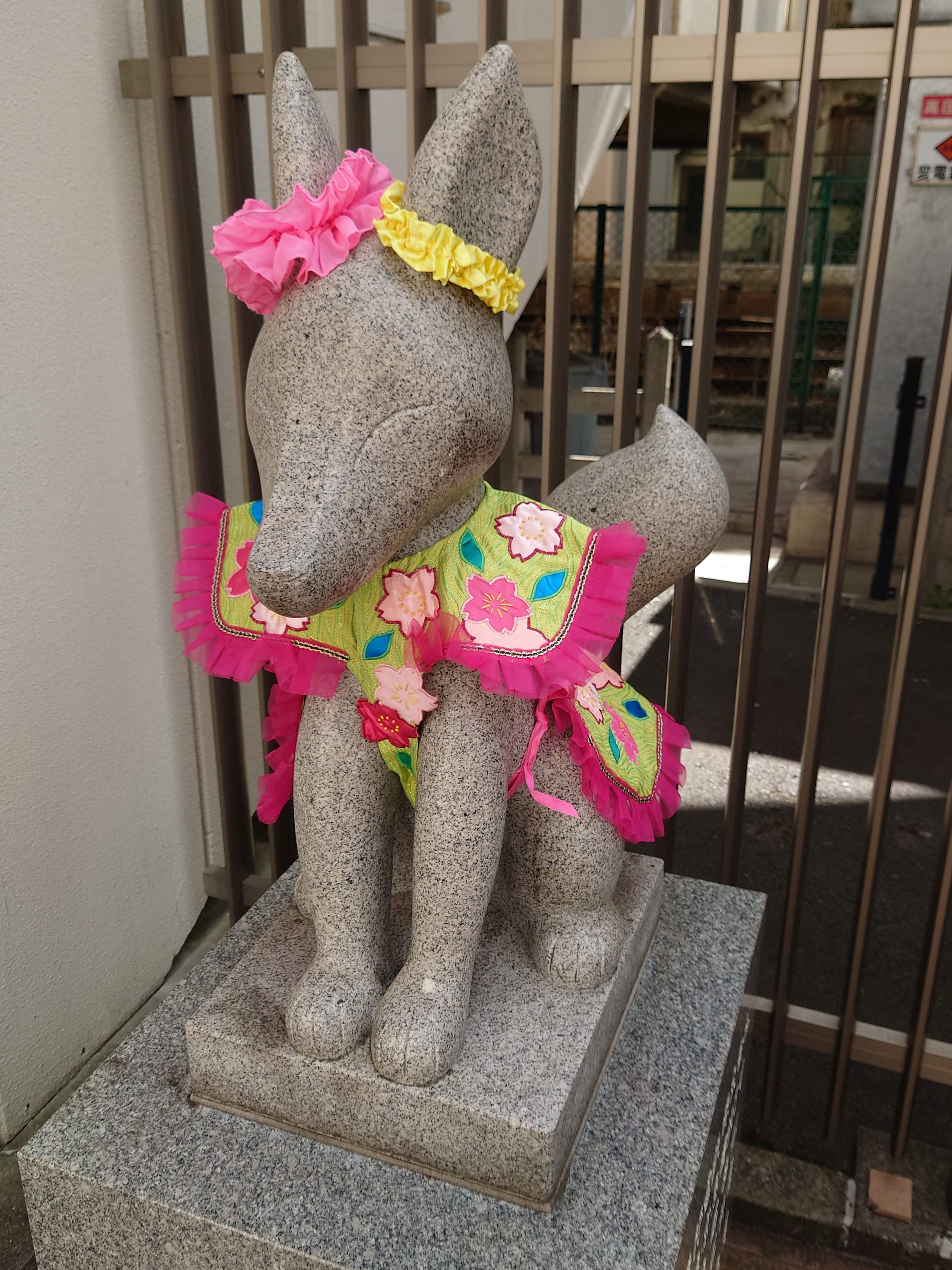
穴守稲荷駅前のコンちゃん

1991年（平成3年）9月には、京急穴守稲荷駅前に狐の石像、愛称「コンちゃん」が京浜急行電鉄等により奉納された。季節ごとに篤志家の手によって衣装が替えられ、駅前の象徴として鳥居と共に親しまれている。
1993年（平成5年）9月22日には、運輸省・日本空港ビルデング・航空各社が集い、新国内線ターミナルビル（第1旅客ターミナルビル）にて、穴守稲荷神社の神職による安全祈願祭、供用開始式典、および祝賀会が実施された。そして羽田空港新国内線ターミナルビル（現・第1旅客ターミナルビル）の供用開始に伴い、羽田航空神社のみ新ターミナルビルへ遷座され、穴守稲荷空港分社は同年11月15日に穴守稲荷神社本社へ合祀されることになった。当初は穴守稲荷空港分社は旧ターミナルビル解体ののち再建する予定であった。また、航空関係者からは隣り合って祀られてきた2社を別々にする事に対して、「ずっと一緒に置いてほしかった。万一事故でも起きたら、と心配」などといった心配や反対する声もあったという。そして、翌1994年（平成6年）1月6日には、旧ターミナルビルの解体安全祈願祭が執行された。
また、長らく地域輸送や穴守稲荷神社への参拝者輸送のみを行うローカル線扱いであった京急空港線が、拡大する空港及びターミナルに対して東京モノレールだけでは増大する輸送量に対応できないとの判断から、空港への乗り入れが認められた。1998年（平成10年）11月16日には、2日後の開業に先がけて羽田空港駅（現在の羽田空港第1・第2ターミナル駅）で、当時の穴守稲荷神社宮司による安全運行祈願の出発式が執り行われた。
1997年（平成9年）には、御遷座50周年記念事業の一環として、御社殿と飛行機(四発型ジェット機)を刺繍した記念御朱印帳が頒布された。これが今日多く見られる飛行機をモチーフとした御朱印帳の嚆矢である。なお、2014年の御縁年午歳記念事業の返礼品として、御社殿と飛行機(双発型ジェット機)を刺繍した復刻版が再頒布された。
2010年（平成22年）10月21日には、羽田空港再国際化が実現し、24時間運航を開始。名実共に東京の“空の玄関”としての役割を再び果たすようになった。羽田空港再国際化にあたって、元住民で元穴守稲荷神社総代会長は取材に対し、戻れないからこそ羽田空港には世界一の空港になってもらいたいと述べた。
2014年（平成26年）11月5日、元オーストラリア兵デービッド・トリストが、太平洋戦争終戦直後に日本兵から受け取った穴守稲荷神社の幟が、約70年ぶりに神社へ戻ってきた。終戦後、南太平洋のブーゲンビル島（パプアニューギニア）で、彼は降伏した日本兵を集めて帰国させる任務を担当していた。1945年（昭和20年）9月頃、若い日本兵の所持品を調べていた際、荷物の中に赤い幟があるのを見つけ、家族への土産にしようと、自分が持っていた煙草と交換した。翌年、任務を終えて故郷に持ち帰り、自宅で箱に入れて保管していた。
トリストは、幟を交換した日本兵について、20歳代前半くらいだったこと以外は覚えておらず、幟に書いてある文字は長年の謎だったが、知人の息子が日本人と結婚したことを聞き、調べてもらったところ、「穴守稲荷大明神」であることが分かった。「戦争中のスローガンのようなことが書かれていると思っていたので、神社のものと知って驚いた。終戦から70年を前に、両国の友好のためにも返したい」と思いたち、長年の友人でもある地元のロス・ファウラーペンリス市長らが2014年11月、姉妹都市の静岡県藤枝市を訪問することを知り、その際に返還してくれるよう頼み、幟の返還が実現した。日本兵の氏名が書かれた日章旗などが返還された例はあるが、神社の幟は前例がない。現在幟は「日豪両国の友好と平和の証し」として、神社で大切に保管されている。

### 現代
2018年（平成30年）11月から「御縁年午歳記念事業 奥之宮改修工事及び境内整備」工事が行われ、奥之宮や航空稲荷をはじめとした摂末社や千本鳥居など境内が整備され、奥之宮の上には新たに伏見稲荷の稲荷山を模した「稲荷山」が造られた。尚、施工業者はかつての強制退去の際に神社や鳥居前町の撤去に携わった大林組である。
2020年（令和2年）には、大田区が進めていた羽田空港跡地第1ゾーン整備方針の重点プロジェクト「羽田の歴史の伝承」の一つとして、羽田空港一丁目に建設されたHANEDA INNOVATION CITY内に、氏子地域（旧羽田穴守町・旧羽田鈴木町・旧羽田江戸見町）の繁栄と悲劇の歴史を伝承する「旧三町顕彰の碑」と「解説板と旧三町復元タイル」が建立された。
2021年（令和3年）4月5日には、羽田穴守町鎮座時代の氏子宅で用いられていた水甕が奉納され、水琴窟「東国一」が作られた。
2022年（令和4年）5月17日には、空港分社時代に行われていた航空稲荷の祭礼が、9月20日（空の日）には全日本空輸、日本航空、スカイマーク、ソラシドエア、AIRDO、スターフライヤー、東邦航空、朝日航洋など航空各社の参列、羽田空港国際線ターミナル（第3ターミナル）の江戸舞台こけら落としで演奏を行った穴守雅楽会の奏楽奉仕の下、昭和50年代以来途絶えていた航空安全祈願祭が復興した。以降、航空安全祈願祭はハワイアン航空やエバー航空、川崎重工業、航空連合、羽田航空宇宙科学館など、国内航空会社はもとより外資系航空会社やメーカー、航空関連団体といった幅広い航空関係者が参列する祭典として続いている。
同年8月17日には、ANAグループが創業期から乗客と関係者の安全を穴守稲荷神社にて祈願していることから、新型コロナウイルス禍によって大きな打撃を受けた羽田と空の賑わいの復興を目的として、羽田の情景をモチーフにしたタイアップ御朱印帳が頒布された。この御朱印帳は、当初の準備数1000冊が20日までに完売して追加授与が決まるなど、航空愛好家や空港関係者などの間で大きな話題となった。また、翌年2023年（令和5年）2月17日には、多くの運航乗務員や客室乗務員、またその訓練生らが神社に立ち寄り、安全を祈願していたことから、日本航空とのコラボレーション御朱印帳も授与が開始された。
同年12月21日、穴守稲荷神社の祈願によって湧泉した羽田空港泉天空温泉（ホテル ヴィラフォンテーヌ 羽田空港・泉天空の湯 羽田空港）が開業、かつて羽田穴守の地で湧き出していたものと同じ塩化物泉であり、約80年ぶりに羽田穴守の温泉が復活する事になった。
同年12月25日には、明治時代の稲荷山築造に際して造成用の土を奉納し、日本飛行学校開設に対して支援を行った鉱泉宿要館の主人石關倉吉の子孫によって、稲荷山登拝口に「稲荷山」の扁額の掲げられた鳥居が奉納された。
2023年（令和5年）5月28日、千本鳥居復興プロジェクトの象徴、及びネオン文化と羽田がネオンの町であった歴史の継承を目的とした、アオイネオン株式会社製作の「無窮の鳥居ネオン」が奉納された。

## 羽田空港に残された一の大鳥居
現在の羽田空港内にあった穴守駅前の一の大鳥居として、1929年（昭和4年）10月に京浜電鉄の重役から奉納された朱の鳥居は、連合国軍によって数万基あった鳥居が取り壊された中、唯一そのまま残っていた。
この残された鳥居については次のような都市伝説がある。「米軍が羽田に進駐して、この鳥居を取除こうとしたら、たちまち神の怒りに触れて米兵の一人が重傷を負い、作業は中止となつてしまったとのことである。お稲荷さまのたゝりは人種に関係なく及ぶものらしい。それ以来、この鳥居は日米双方から敬遠され、戦後十年を経た今日に至るも、なお空港の真只中に嚴然とそびえ立つている。」「穴守さんのタタリを恐れた米軍がこの鳥居だけ建て直したんだとサー（中略）米軍軍用機が着陸しようとしたら滑走路上に白いものがチラチラ光り、思わず操縦を誤った機は海中に突っ込んだ。鳥居は再び建てられた。『米軍も鳥居のタタリを恐れたんですヨ』と、穴守稲荷の神主さんもこう信じている。米空軍輸送隊本部に行っても答は『鳥居が倒され、事故が起きたとき、日本人従業員はソレ見ろと”イナリ・ゴッド”のタタリを米兵に説いたそうです。これが鳥居再建の原因らしいです…とても迷信深いですヨ―アメリカさんは…」このほかにも大田区史など公的資料でも触れられるなど、有名な都市伝説であり、困った占領軍が自ら鳥居撤去の祈祷を申し入れたという話もあるが、もっともそれが本当にあったことかを示す、当時の新聞記事や確かな工事記録などは見つかっておらず、強制退去させられた後に整地に動員された地域住民らが反抗心から意図的に鳥居を残した、占領軍が鳥居は日本のシンボルであると考えて一種のモニュメントとして残した、他の鳥居を倒していた際にワイヤーが切れる事故があり、日本の業者が怖がったため、運航に支障がない一の鳥居だけ残したなどの諸説がある。
一部では、羽田空港の発着便が起こしたあらゆる航空事故を大鳥居の祟りとしている文献も存在しているが、終戦直後の状況を除けば、空港の整備事業と事故との関係は全くなく、ましてや大鳥居とは何の関係もない。1966年に航空事故が連続して発生したことを機に大鳥居と結び付けて、勝手に都市伝説にしたにすぎない。また、かつて多摩川河口は関東大震災や東京大空襲で大量の死体が流れ着いた場所であり、現在掲げられている「平和」の額縁をその時の死者の鎮魂の為と説明しているものもあるが、鎮魂の為の施設は海老取川対岸の五十間鼻にある無縁仏堂であり、こちらも基本的には大鳥居とは無関係である。

一方で、この話の現実的な背景には、土地を接収された旧町民の進駐軍に対する皮肉怨念が込められ、「大田の史話」においても、鳥居の祟りとは住みなれた土地を追われた人たちの怒りによるものではないかと述べられており、進駐軍という部外からの侵入者に対して、要島（空港島）の土地守護神である穴守稲荷の神霊が、威力を持って拒否を示す、というものになる。この鳥居の不思議を語ることで人々は、進駐軍でも迂闊に手を出せない穴守稲荷の神霊の強さと、まだ稲荷神が旧社地に空港内にいることを再認識していた。1970年代に松山巖が羽田住民に行った聞き取り調査においても、鳥居が残った理由としてまず最初に米兵への祟り譚が挙げられていた。

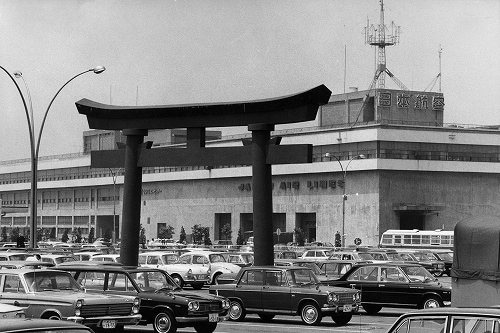
羽田空港の駐車場に残された大鳥居

その後、1952年（昭和27年）には、羽田空港の大部分が返還され、1955年（昭和30年）には、旧ターミナルビルが完成したが、「じゃまになるものではない」と大鳥居は周囲を駐車場の敷地とすることで、引き続いて残された。もっとも、戦前の風景とのあまりの違いのため、ターミナルビルのある場所が元穴守稲荷の境内であり、鳥居がかつての一の鳥居であると気付かなかった人も多く、團伊玖磨や鷲尾洋三らもそのことをエッセイに書き残している。
空港が発展するにつれ、空港関係者や外国人を含めた羽田空港利用者からは「風情を添え空港の一つの象徴」「青い目からもハネダのシンボル」として親しまれるようになり、アメリカの観光ガイドブックで「Haneda is base of shrine（羽田は神社の基地である）」と紹介されたり、羽田に入っている外国航空会社が、「鳥居のある空港は珍しい」と大鳥居を羽田便の宣伝やチケットビューローに取り入れたこともあるという。
1971年（昭和46年）3月、大鳥居付近にB滑走路が完成。この時に大鳥居の撤去が検討されたが、「大鳥居は唯一残された心のふるさとであり、残してほしい」という元住民の要望によってそのままにされた。羽田空港開港50年にあたる1981年（昭和56年）7月22日には、新B滑走路展開に伴う移築計画が再び持ち上がり、当時の宮司や総代の連名で「空港のお鳥居さん」と親しまれる「神社発祥の地のよりしろ」であるからそのままにしておくことを大田区長へ陳情した。また当時の大田区助役も鳥居を取り払う場合には、日本のしきたりに基づいて相応のお祓いをするよう運輸省へ申し入れており、運輸省も鳥居の存廃は純粋に空港運用における安全面の観点でのみ判断するとしつつも、取り払う場合はお祓いをすることになるであろうと回答している。
その後、同年8月6日に運輸大臣、東京都知事、大田区長、品川区長が行った沖合展開に関する会談では、大田区長より陳情書があった旨が報告され、どうしても取り壊さなければならない場合には、ミニ鳥居を作り不敬にならないようにするよう話をしたとある。
沖合展開や拡張計画が次第に明確になると、再び1983年（昭和58年）2月23日には鳥居移築が具体化し、新聞紙上に1984年（昭和59年）1月20日の飛行場の移設告示があった。しかし、その後も政教分離問題が世間を騒がせ、時には取り壊し、時には移築論を繰り返して遅々と進まず、事実上の管理者であった日本空港ビルデングも「国から借りたときに鳥居はあった」と原状復帰の原則から、国に判断を委ねるとしていた。運輸省第二港湾建設局の職員が自分の在任中には移設がないようにと願っていたという話も残っている。
1994年（平成6年）には、羽田空港新B滑走路の供用が開始され、ついに鳥居移築が実施されることになったが、その後も移築は難航し、ようやく1998年（平成10年）12月4日、国が鳥居の撤去費用約4000万円、日本航空や全日本空輸、日本エアシステム、日本空港ビルデングなどの羽田空港の主要企業8社による民間団体「羽田空港緑化協議会」が鳥居の移設先設置費用約2500万円を分担することで、1999年（平成11年）2月3日撤去、翌4日移築と決定した。また、移築までの間、1995年（平成7年）には運輸省によって、「鳥居参道」と「参拝者専用駐車場」が整備され、鳥居までお参りができるようになっていた。

建設各社が移設工事を嫌がる中、鹿島建設株式会社が手を挙げ工事を行うことになった。移築工事にあたって土台の周りを掘ると、鳥居が非常に頑丈にできておりロープで引きずり倒せるようなものではないことが判明した。作業の際は風がやや強く、鳥居をクレーンで吊り上げた時にクレーン車のワイヤーが揺れ動く一幕もあったというが、2日間の工事は滞りなく終わり、現在地の弁天橋のたもと（天空橋駅南、東京空港警察署弁天橋交番近く）に移設されて今に至っている。

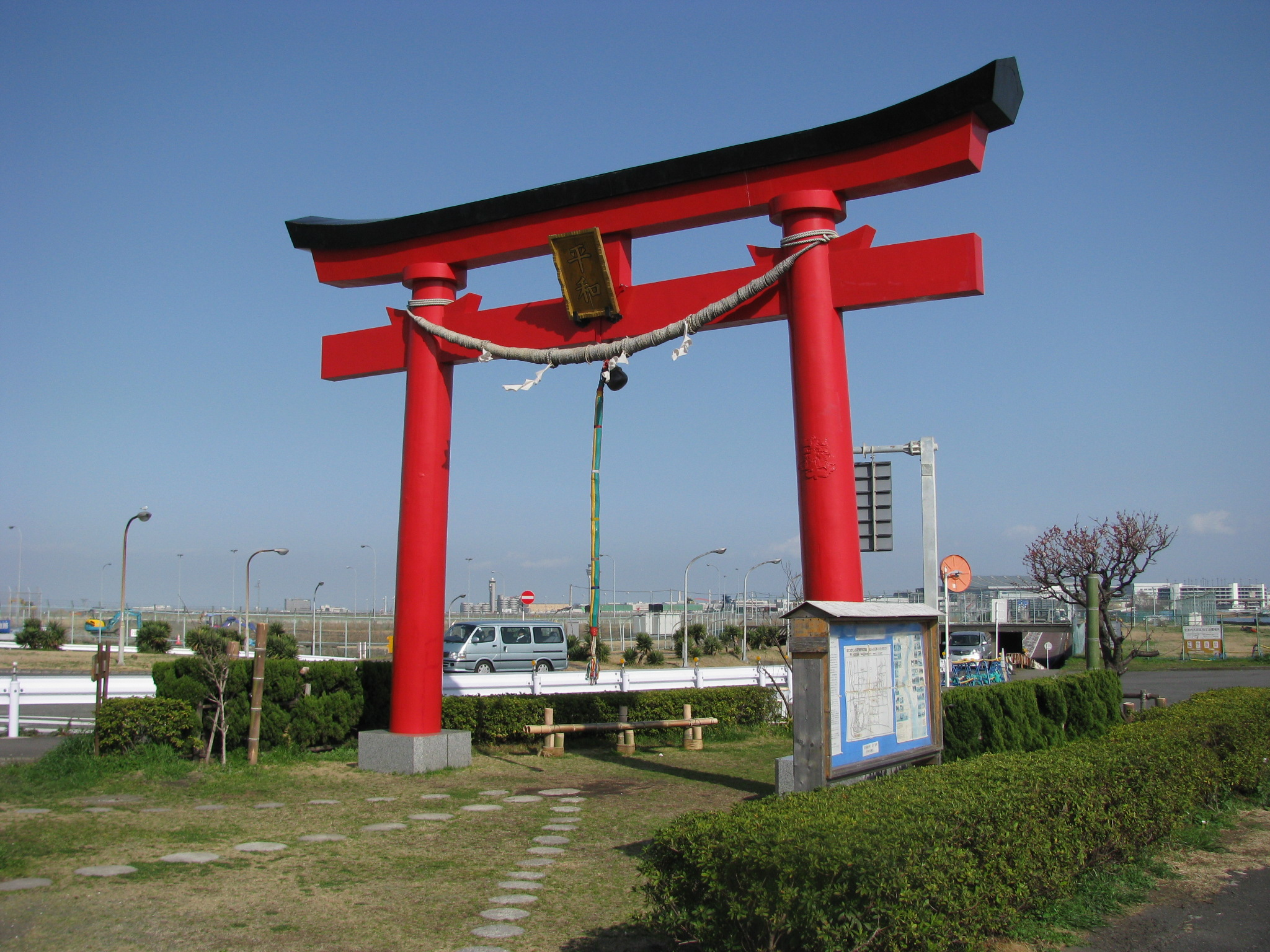
移設後の大鳥居

強制退去以降長らく鳥居の所有権は宙に浮いたままであり、日本空港ビルデングによって補修管理されていたものの、国、空港ビルデング、京浜急行電鉄、神社いずれも所有権がない無主物状態であったが、現在は国土交通省東京航空局所管の国有財産「東京国際空港」の一部となっており、神社との直接的な関係はなくなっている。また、強制退去以前に掲げられていた扁額「穴守神社」は、穴守稲荷神社表参道鳥居に現在は掲げられている。
また、大鳥居駅付近にあった鳥居を移転したものと誤認されている場合があるが、前述の通りに無関係である。なお、大鳥居駅構内には駅名の由来を描いたレリーフが掲げられているが、そこに描かれている大鳥居は旧穴守駅前にあった頃の一の大鳥居である。

## 沿革

### 江戸時代
- 天明年間（1780年代頃）
  - 武蔵国荏原郡羽田村東方の羽田浦と呼ばれていた低湿地帯を、羽田猟師町の名主鈴木弥五右衛門が譲り受け、新田の開発を始め、扇ヶ浦や要島などと呼ばれるようになる。また、彌五右衛門は堤防に小さな祠を建て、毎年の五穀豊穣と海上安全の守護を祈願して、稲荷大神を祀ることにする[42]。
- 文化・文政年間（1804年 - 1830年）
  - 暴風雨に伴う荒波が、堤防を襲い穴が開くが、稲荷大神の神助により水没を免れ、以降五穀豊穣し栄える。これより「穴守稲荷大神」と尊称されるようになった[315]。

### 明治時代
- 1884年（明治17年）
  - 9月15日：いわゆる「将門台風」により社殿が全壊。これを機に、社殿を復旧し、一挙に「衆庶参拝（公認）」の立派な神社の資格を得たい土地の古老らが思い立ち、後日「稲荷神社公称願」を東京府に出願。
  - 11月18日：嘆願書「稲荷神社公稱に付再願」を東京府に提出。
- 1885年（明治18年）
  - 12月26日：社殿完成後検査の条件付で公衆参拝の独立した一社として許可を得る[44]。八雲神社社掌橋爪英麿が兼務社掌に就任[315]。
- 1886年（明治19年）
  - 「いろは」の経営者である木村荘平らの参拝を契機に、穴守稲荷は急速な成長を見せる[58]。参拝後木村ほか23人ほどで「イロハ講」をつくり、神社の入り口に講の名を刻んだ真っ赤な鳥居を奉納した[315]。
  - 11月：「穴守神社」という社号が官許され、鈴木新田内の広大な土地に萱葺の社殿が再建された[53]。
- 1887年（明治20年）
  - 3月：東京府知事に「穴守稲荷神社落成検査願」及び「神社落成ニ付遷座式願」を提出し、翌月認可。
- 1889年（明治22年）
  - 5月1日：町村制の施行に伴い、鎮座地の鈴木新田が東京府荏原郡羽田村となる[79]。
- 1894年（明治27年）
  - 鈴木新田の一部を所有していた和泉茂八が井戸を掘ったところ、海水よりも濃い塩水が湧出し、内務省東京衛生試験所に成分鑑定を出願[315]。
- 1896年（明治29年）
  - 7月：要館に出入りしていた廣井兼吉が「御神水講設立趣意」の届出を神社に提出[83]。
  - 9月23日：塩水が湿疹や貧血、胃腸カタルなどの諸病に効くナトリウム冷鉱泉（塩化物泉）と認められる[82]。以後、急速に社前町が発展した[70]。
- 1897年（明治30年）
  - 1月：要館などの社前店[注釈 8]や京浜諸講社の出資により、社殿の裏手に高さ33尺（約11メートル）の稲荷山（御山）が完成[88]。
- 1898年（明治31年）
  - 10月：横浜にあった劇場羽衣座で歌舞伎『穴守稲荷霊験実記』が上映[90]。
- 1899年（明治32年）
  - 現在の大鳥居駅付近から穴守稲荷神社前まで「穴守道」や「稲荷道」と通称される新道が開かれる[92][87]。
  - 2月：浅草の小芝居劇場宮戸座で『穴守稲荷霊験記』が上演[91]。
- 1901年（明治34年）
  - 境内東南の隣接地4900坪を買収し、新たに神苑を開設[98]。
  - 中央新聞社が主催「畿内以東十六名勝」のコンクールで「府下羽田穴守境内」が、最高点33万5934票を獲得。
  - 11月8日：中央新聞社より「四方面径四尺の干支附大時計台」が奉納され、落成式が行われる[102]。
- 1902年（明治35年）
  - 6月28日：京浜電気鉄道穴守線、蒲田駅（現在の京急蒲田駅） - 穴守駅（現在の穴守稲荷駅）間が開業[316]。
- 1903年（明治36年）
  - 5月28日：御神宝として五辻子爵家伝来の二尺三寸五分の太刀三条宗近が崇敬者有志より奉納[103]され、御宝剣遷座式を挙行
- 1906年（明治39年）
  - 700坪以上境内が広げられ、一挙に1000坪以上に拡張[118]。
  - 10月：銅葺き総ヒノキ造りの拝殿・幣殿の造営が進められる[119]。
- 1907年（明治40年）
  - 金子胤徳、2代目宮司（掌に）就任[315]。
  - 草津穴守稲荷神社創建[317]。
  - 10月8日：鎮座地の羽田村が町制施行して東京府荏原郡羽田町となる[120]。
- 1909年（明治42年）
  - 3月：神社裏手に当時京浜電気鉄道が所有していた6万坪の土地のうちの1万坪を使用して羽田運動場が建設[124]。
- 1910年（明治43年）
  - 3月20日：台湾の台北市粟倉口街（現在の桂林路、華西街、環河南街一帯）にあった豊川稲荷分院内に祀られていたという穴守稲荷の分社を、西門市場へ勧請[318]。
  - 3月31日：穴守線の複線化が行われる[316]。
  - 4月1日：西門市場に穴守稲荷神社から改めて正式な分霊を行う。
- 1911年（明治44年）
  - 6月25日：台北稲荷神社創建。
  - 7月5日：京浜電鉄が羽田穴守海水浴場を開設[319]。
  - 10月：京浜電鉄は穴守線を神社のすぐ近くまで延伸することを計画し、東京府に申請[128]。
  - 11月18日・19日：羽田運動場で国際オリムピック大会選手予選会が開催。

### 大正時代
- 1912年（大正元年）
  - 9月：1906年から続いた境内整備が一通りの完成[119]。
- 1913年（大正2年）
  - 神社一帯が三業地（花街）に指定。
  - 12月31日：穴守線が海老取川を渡って神社前までの延伸を果たし、新たな穴守駅が開業[316]。
- 1916年（大正5年）
  - 8月16日：玉井清太郎が羽田穴守に「日本飛行学校」の設立を申請[142]。
  - 10月5日：玉井清太郎の操縦によって羽田の空を初めて飛行機が飛ぶ[320]。
- 1917年（大正6年）
  - 1月4日：日本飛行学校が正式に開校[144]。
- 1922年（大正11年）
  - 磐梯熱海穴守稲荷神社創建[321]。
- 1923年（大正12年）
  - 3月3日：新町稲荷社創建。
  - 9月1日：関東大震災[151]。
  - 11月15日：帝国飛行協会副会長及び帝都復興評議員の長岡外史が、帝都復興第一回評議員会の席上で飛行機による物資輸送の重要性を主張し、羽田に飛行場が必要だと提言[153]。
- 1926年（大正15年）
  - 12月20日：台北稲荷神社に天照大御神・明治天皇・乃木希典を増祀し、社名も台北神社に改めて、台北市の総氏神とする計画がおこり、社掌や氏子総代の連名でに台北市を経て台湾総督に申請が出された[322]。

### 昭和時代（戦前）
- 1927年（昭和2年）
  - 5月13日：金子一、3代目宮司（社掌）に就任[323]。
- 1929年（昭和4年）
  - 10月：京浜電鉄の重役から一の大鳥居として朱鳥居（後の羽田空港に残された大鳥居）が穴守駅前に奉納。
  - 12月24日：昭和の御大典を機に村社へ昇格[154]。
- 1930年（昭和5年）
  - 1月16日：神饌幣帛料供進指定並会計規則適用となる[154]。
  - 1月：飛行場の建設工事が始められる[324]
- 1931年（昭和6年）
  - 8月25日：東京飛行場が開港。
- 1932年（昭和7年）
  - 羽田競馬場が御台場（羽田御台場・鈴木御台場・猟師町御台場）へ移転。
  - 10月1日：荏原郡羽田町が東京市へ編入され、穴守稲荷神社の所在地も「荏原郡羽田町大字鈴木新田」から「東京市蒲田区羽田穴守町」に変更される。
- 1937年（昭和12年）
  - 10月：3代目宮司金子一が徴兵となる[170]。金子主計、4代目宮司（社司）に就任。
  - 10月20日：台北稲荷神社が台湾で最初の郷社に列格[325]。
- 1938年（昭和13年）
  - 軍馬資源保護法の施行によって羽田競馬場が休催、翌1938年（昭和13年）に廃場へと追い込まれた[171][326]。
  - 7月：金子一が出征先の中国安徽省三河口鎮で戦死[170]。
- 1941年（昭和16年）12月16日：東京緑地計画に基づき、羽田穴守町・羽田鈴木町及羽田江戸見町各地内11.9haが、穴守緑地として都市計画緑地に指定[179]。
- 1942年（昭和17年）
  - 5月1日：陸上交通事業調整法に基づいて京浜電気鉄道が東京横浜電鉄と合併し、穴守線も東京急行電鉄（大東急）の路線となる[327]。
  - 最後まで残っていた羽田穴守海水浴場の営業も中止になる。
- 1944年（昭和19年）
  - 前年の洲崎遊郭接収により、洲崎の遊郭関係者が移転してきたため、工員目当ての慰安宿が新たに誕生[181]。
- 1945年（昭和20年）
  - 4月3日・4日：重要工場を中心とした爆撃が行われて羽田全域の3分の2が焼失[184]、社前にも爆弾が落とされ、4代目宮司金子主計が巻き込まれて命を落とす[185]。そのため金子直吉（金子主計の弟）とその長男寿は、ご神体を本殿地下に埋めてお守りすることになった[185]。
  - 4月15日・16日：城南京浜大空襲で社殿や社務所被害[185]。
  - 7月12日：再び爆撃を受けて、隣接する東京飛行場施設が破壊・消失し、飛行場機能の大半が失われた[328]。

### 昭和時代（戦後）
- 1945年（昭和20年）
  - 9月12日：連合国軍が日本政府に対して東京飛行場の引渡しを命じ、軍事基地「HANEDA ARMY AIR BASE」と改称された[176]。
  - 9月21日：HANEDA ARMY AIR BASEを拡張するため、連合国軍が羽田穴守町・羽田鈴木町・羽田江戸見町の三か町内約1200世帯、約3000名の全住民に12時間以内の強制退去命令を下した[191]。穴守稲荷神社も近隣の羽田神社へ疎開となる。
  - 9月27日：東急穴守線稲荷橋駅 - 穴守駅間の運転を取り止め、同時にHANEDA AIR BASE拡張に必要な資材を運ぶため、穴守線の南側の軌道（上り線）は強制接収[194]。
- 1946年（昭和21年）
  - 8月15日：稲荷橋駅が現在の穴守稲荷駅の地点に移転[194]。
- 1947年（昭和22年）
  - 7月：現在の鎮座地に仮安置所が設けられる[203]。
  - 8月：現鎮座地の土地700坪（2310 m2）を有志の奉賛により購入、取得[203]。
  - 10月：空港内に残されていた大鳥居を搬出しようと労務者を連れて出かけたが、駐留軍の許可がなく、搬出できなかった[203]。
  - 10月26日：地鎮祭を斎行[203]。
- 1948年（昭和23年）
  - 1月：仮拝殿の増築が決まる[204]。
  - 2月：仮社務所と仮本殿が落成[204]。
  - 2月14日：羽田神社よりご神体を御遷宮し、遷座式を挙行[204]。
- 1951年（昭和26年）
  - 羽田穴守町の旧境内を正式に政府が買い上げることが決まる[208]。これにより、旧境内地は正式に飛行場の一部となった[209]。
  - 2月4日：遷座後はじめての節分祭が行われる[207]。
  - 7月：遷座後はじめての神輿渡御が行われる[207]。
- 1952年（昭和27年）
  - 7月1日：HANEDA ARMY AIR BASEの滑走路・誘導路・各種航空灯火等の諸施設がアメリカ軍から日本国政府に移管され[211]、同日に「東京国際空港」に改名した[212]。大鳥居は引き続いて残された[289][296]。
- 1953年（昭和28年）
  - 1月：花月園競輪場へ6日間出輦する[214]
  - 3月：遷座後はじめての神前結婚式が行われる[214]。
- 1954年（昭和29年）
  - 3月：参集殿落成[214]。
  - 4月：羽倉信光、6代目宮司に就任[329]。
- 1955年（昭和30年）
  - 5月17日：羽田空港旧ターミナルビルが穴守稲荷神社の旧鎮座地に建設され、屋上展望台（展望食堂と気象観測施設の間）に分社を奉斎する[216]。
- 1956年（昭和31年）
  - 4月20日：稲荷橋駅が穴守稲荷駅に改称される[228]。
- 1958年（昭和33年）
  - 5月：本殿・拝殿の再建構想が持ち上がる[228]。
  - 7月：「本殿拝殿再建基本案」が提出される[228]。
- 1962年（昭和37年）
  - 9月29日：新社殿の起工式が執り行われる[231]。
- 1963年（昭和38年）
  - 7月11日：空港分社が特別展望回廊の屋上に移され、同時に財団法人日本航空協会（当時）の航空神社より分霊を勧請した羽田航空神社が創建される[220]。
  - 10月3日：新社殿の上棟式が執り行われる[232]。
  - 11月1日：京急穴守線が空港線に改称される[229]。
- 1964年（昭和39年）
  - 6月27日・28日：現社殿がほぼ完成し、遷座祭が斎行される[232]。
  - 8月：羽田東急ホテルが完成し、その結婚式場に穴守稲荷神社の分霊を奉斎[232]。
  - 12月：羽田の漁業組合が漁業権を全面放棄することになり、数百年（千年近い）にわたる羽田の漁業史は事実上終焉[330]。
- 1965年（昭和40年）
  - 5月28日：本殿が竣工し、3日間にわたり、落成奉祝祭を斎行[235]。
  - 7月：表参道入口に築地市場の東京魚河岸講の手で石社号標が奉納される[236]。
  - 12月：切妻造の拝殿や入母屋造の幣殿が竣工[236]。
- 1966年（昭和41年）
  - 2月 - 3月：空港内への神社復興運動がおこる[331]。
  - 3月29日：日本航空松尾社長が読売新聞に穴守稲荷神社復興に関する随想「稲荷再建」を発表[242]。
  - 4月12日：神社の厳重抗議により松尾社長が陳謝し、読売新聞に随想「稲荷記」として釈明文を掲載[244]。
  - 8月10日：三愛石油株式会社（当時）が、羽田本館ビル屋上に分社を設ける[35][241]。
- 1967年（昭和42年）年
  - 1月1日：日本空港ビルデング主催の航空安全大祈願祭が執行[245]、以降毎年1月1日（のちに1月4日の仕事始め）に穴守稲荷空港分社と羽田航空神社の毎年交替の当番制でその年の航空安全祈願祭が執行される[37]。
  - 5月1日：羽田穴守町・羽田鈴木町・羽田江戸見町が、住居表示によって羽田空港一丁目及び二丁目となり、地名としても消滅する。
- 1968年（昭和43年）
  - 遷座20年記念の総欅造銅板葺きの神楽殿や奥之宮が竣工[236]。
- 1970年（昭和45年）
  - 5月：鉄筋2階建ての新社務所が完成[236]。
- 1971年（昭和46年）
  - 3月：大鳥居付近にB滑走路が完成。大鳥居の撤去が検討されたが、元住民の要望によってそのままにされた[289][296]。
- 1974年（昭和49年）
  - 宗教法人法施工20周年記念事業の御神輿庫、展示場、納札所が竣工[236]。
- 1975年（昭和50年）
  - 6月：穴守稲荷に祈願すれば競馬に勝てるという話から、多くの競馬・競輪などのファンが詣でる現象が起こる[249][250]。
- 1981年（昭和56年）
  - 6月：金子文弘、7代目宮司に就任[332]。
  - 7月22日：当時の宮司と総代会長が大田区長に「羽田空港内赤鳥居在置に関する陳情書」を提出[255]。
  - 8月6日：運輸大臣、東京都知事、大田区長、品川区長が行った沖合展開に関する会談で、大田区長より陳情書があった旨が報告される[303]。
- 1984年（昭和59年）
  - 1月26日：東京国際空港沖合展開事業着工安全祈願祭が穴守稲荷空港分社で執行、引き続き着工式典が本社社務所において開催される[256][257]。
- 1988年（昭和63年）
  - 羽田七福いなりめぐりが開催される。
  - 旧羽田鈴木町の住民代表が空港内に穴守稲荷神社を遷座するよう、鈴木俊一東京都知事に陳情[258]。

### 平成時代
- 1991年（平成3年）
  - 9月：京急穴守稲荷駅前に狐の石像、愛称「コンちゃん」が京浜急行電鉄株式会社等により奉納される[267]。
- 1993年（平成5年）
  - 9月22日：新国内線ターミナルビル（第1旅客ターミナルビル）にて、当時の宮司による安全祈願祭、供用開始式典、および祝賀会が実施される[268]。
  - 10月29日：羽田航空神社が新ターミナルビルへ遷座される[269]。
  - 11月15日：穴守稲荷空港分社が穴守稲荷神社本社へ合祀される[269]。
- 1994年（平成6年）
  - 1月6日：旧ターミナルビルの解体安全祈願祭が執行される[272]。
- 1995年（平成7年）
  - 運輸省によって、大鳥居までの「鳥居参道」と「参拝者専用駐車場」が整備される[333]。
- 1998年（平成10年）
  - 11月16日：京急の羽田空港駅（現在の羽田空港第1・第2ターミナル駅）が開業。当時の宮司による安全運行祈願の出発式が執り行われる[273]。
  - 12月4日：国が鳥居の撤去費用、羽田空港の主要企業8社による民間団体が鳥居の移設先設置費用を分担することで大鳥居の移設が決まる[307]。
- 1999年（平成11年）
  - 2月3日：大鳥居撤去。
  - 2月4日：大鳥居移築。
- 2001年（平成13年）
  - 矢野次男、8代目宮司に就任[334]。
- 2014年（平成26年）
  - 11月5日：元オーストラリア兵デービッド・トリストが、太平洋戦争終戦直後に日本兵から受け取った穴守稲荷神社の幟が神社へ返還される[335]。
- 2018年（平成30年）
  - 11月：「御縁年午歳記念事業 奥之宮改修工事及び境内整備」工事が行われる。

### 令和時代
- 2020年（令和2年）
  - HANEDA INNOVATION CITY内に、旧羽田穴守町・旧羽田鈴木町・旧羽田江戸見町の繁栄と悲劇の歴史を伝承する「旧三町顕彰の碑」が建立される[336]。
- 2021年（令和3年）
  - 4月5日：水琴窟「東国一」が作られる。
- 2022年（令和4年）
  - 4月1日：井上直洋、9代目宮司に就任。
  - 5月17日：空港分社時代に行われていた航空稲荷の祭礼が復興[337]。
  - 8月17日：ANAグループとのタイアップ御朱印帳が頒布開始される[338]。
  - 9月20日：航空安全祈願祭が復興[337]。
  - 12月21日：穴守稲荷神社の祈願によって湧泉した羽田空港泉天空温泉が開業、約80年ぶりに羽田穴守の温泉が復活する[339]。
  - 12月25日：鉱泉宿要館の主人石関倉吉の子孫によって、稲荷山登拝口鳥居が奉納される[88]。
- 2023年（令和5年）
  - 2月17日：日本航空とのコラボレーション御朱印帳が頒布開始される[340]。
  - 5月28日：アオイネオン株式会社によって、「無窮の鳥居ネオン」が奉納される[284]。

## 境内社・施設
- 奥之宮
  - 本殿に次ぐ存在であり、他の境内社とは別格の社。小さな鳥居や狐像が数多く奉納されている。
- 稲荷山（稲荷上乃社）
  - 以前からあった築山を造り替え、稲荷神社総本社である伏見稲荷大社のご神体山である山城国稲荷山を模し、2020年（令和2年）に竣工した。高さは戦前にあった稲荷山（御山）と同じ11メートルである。なお、富士塚「穴守富士」と誤認されている場合があるが、戦前の稲荷山（御山）の造営に羽田の富士講「木花講」と「木花元講」が関わった事実はあるものの、戦前及び戦後の復興後も穴守稲荷神社に富士塚が存在した事はない。
- 御嶽神社
  - 1906年（明治39年）2月、南多摩郡横山村より遷座されて唯一の境内摂社として祀られた。戦後、現在地に遷座した後も築山に一祠を設けられた。2020年（令和2年）木曽の御嶽神社よりご神石を得て、稲荷山に据え、あらためて勧請された。百度参りが行われている。
- 御神穴（お穴さま）
  - 御神砂がある。戦前は本殿右後にあり、無数の魚介類や油揚げが奉納され山積みになっていた。また、霊狐が住んでいるという言い伝えがあり、これを拝視した者は満願の兆候であるとされた[341]。無窮の鳥居ネオンが設置されている。
- 必勝稲荷
  - かつて羽田には日本一の売上を誇ったという羽田競馬場があり、現在も大井や川崎等の競馬場が近隣にあるため、穴守稲荷神社は必勝を願う競馬関係者から篤い崇敬を集めている。「平成三強」と称された「イナリワン」号も、篤信者である馬主が、かねてから親交のあった穴守稲荷の当時の禰宜に相談をし、穴守稲荷から「イナリ」、一番になってほしいとの願いから「ワン」を取るという助言を受けて、名付けられたものであり、神社には、イナリワンの天皇賞・春、有馬記念、宝塚記念の優勝レイやレースゼッケンが奉納され、イナリワンの蹄鉄拓を使用した特別御朱印も頒布されている[342]。
- 開運稲荷
  - 戦前の羽田穴守町鎮座の時代からあった末社のひとつ[343]。
- 出世稲荷
  - 戦前の羽田穴守町鎮座の時代からあった末社のひとつ[344]。元々は門前の鉱泉旅館「要館」の邸内社として祀られていたと当時の記録に残っている[345]。
- 繁栄稲荷
  - 羽田旭町にあった大谷重工業の元邸内社[346]。
- 築山稲荷
  - 戦後の社殿復興後、復興を記念して、川崎在住の篤信者である行者によって創建されたもの[344]。
- 幸稲荷
  - 篤志家の義澤氏より奉納されたもの[347]。
- 末廣稲荷
  - 戦前の羽田穴守町鎮座の時代からあった末社のひとつ。
- 航空稲荷
  - かつて羽田空港旧ターミナルにあった穴守稲荷神社空港分社を再分祀したもの。（詳しくは後述の#主な分社を参照。）
  - 毎月17日や空の旬間には、航空稲荷周囲や参道に航空会社から奉納されたのぼり旗が立ち並ぶ。
- 福徳稲荷
  - 社前の狐像は戦前からあったもので、連合国軍による強制退去後、土に埋もれていたものを決死の覚悟で運び出してきたもの。
- 狐塚
  - 奉納や返納された狐像を祀ったもの[343]。
- 飛龍明神
- 神楽殿
  - 現在地への遷座20周年を記念して、1969年（昭和44年）に竣工した。総欅造銅板葺きで、例祭・初午祭における相模流里神楽の奉納神楽を始め、穴守雅楽会による献灯祭奉祝演奏など、様々な神賑行事が行われる。
- 千本鳥居
  - 戦前の穴守稲荷神社の鳥居は、数万基にも上り、参道に沿って朱色の鳥居が隧道状に連なり、「雨の日にその鳥居の下に入れば濡れぬ」とまで言われるほどであった。
- 御井戸
  - 東京湾や多摩川に面している羽田一帯は豊富な地下水に恵まれ、大田区の防災井戸としても登録されている[注釈 9]。また、かつては神社周辺に鉱泉が湧いていたことから、霊水信仰もあった。御井戸で汲み上げられた地下水は水琴窟を通じて再び地中に戻ってゆく。
- 水琴窟『東国一』
  - 穴守稲荷の水琴窟に用いられた甕は都内随一の大きさを誇り、羽田穴守町鎮座時代の氏子村石家で用いられていた水甕を穴守稲荷神社と羽田三町の住民が辿った歴史と復興の象徴として奉納されたもの。銘の由来は、かつて畿内以東十六名勝の首座に選ばれた故実に因む。
- 神田
- 大久寿（クスノキ）
  - 現在地への遷座記念として植樹されたもの。元々は社殿の前に植わっていたが、境内整備に合わせて移植された。大久寿を含めた境内の樹林は、「大田区みどりの条例」に基づいて、保** 護樹林に指定。『おおたの名木選』平成29年度「総合部門」8本のうちの1つに選ばれている。
- 門被之松
  - クロマツの門かぶり仕立てであり、神社の護りにふさわしい景観を維持している。『おおたの名木選』平成29年度「総合部門」8本のうちの1つに選ばれている。

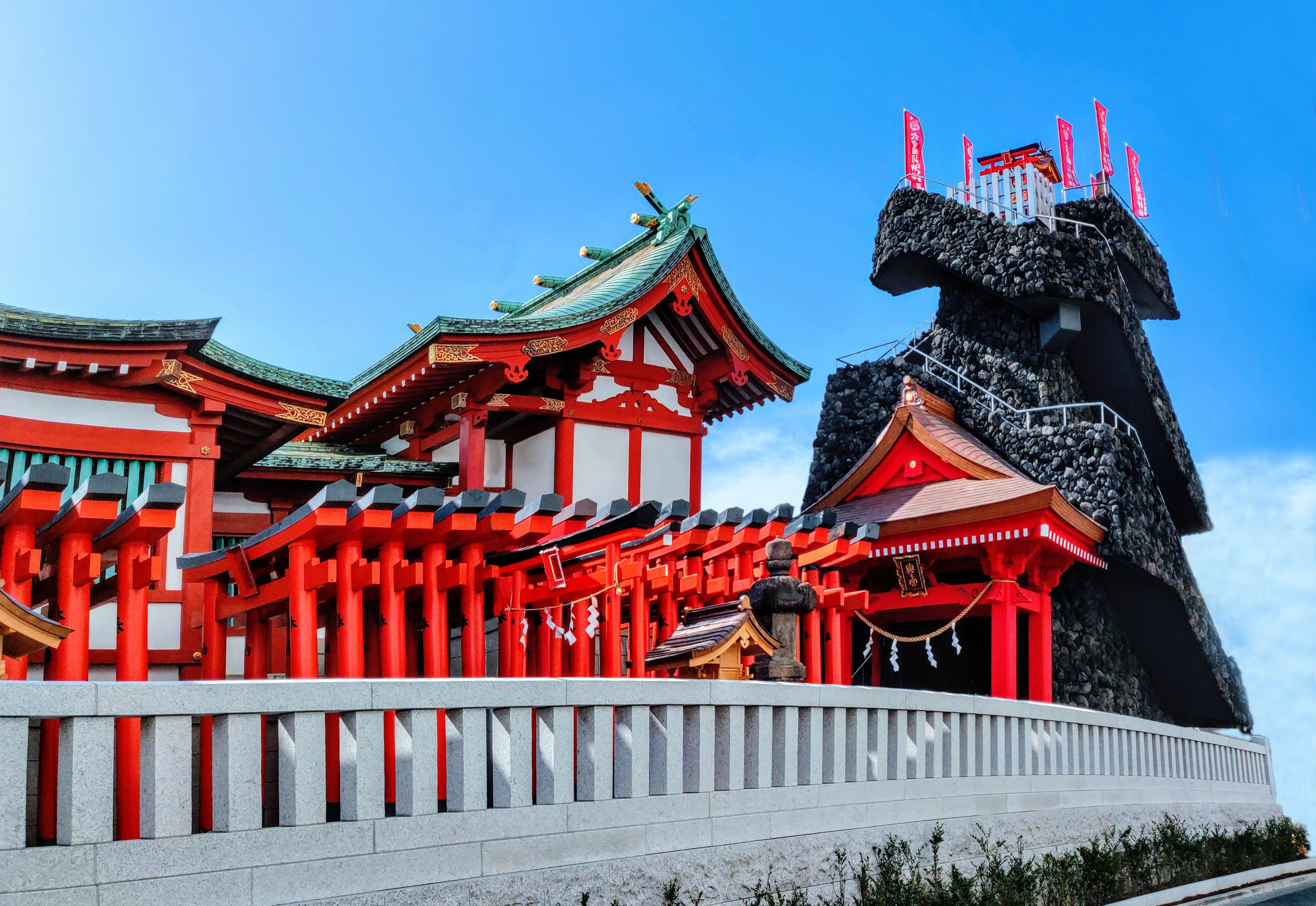
本殿・千本鳥居・稲荷山
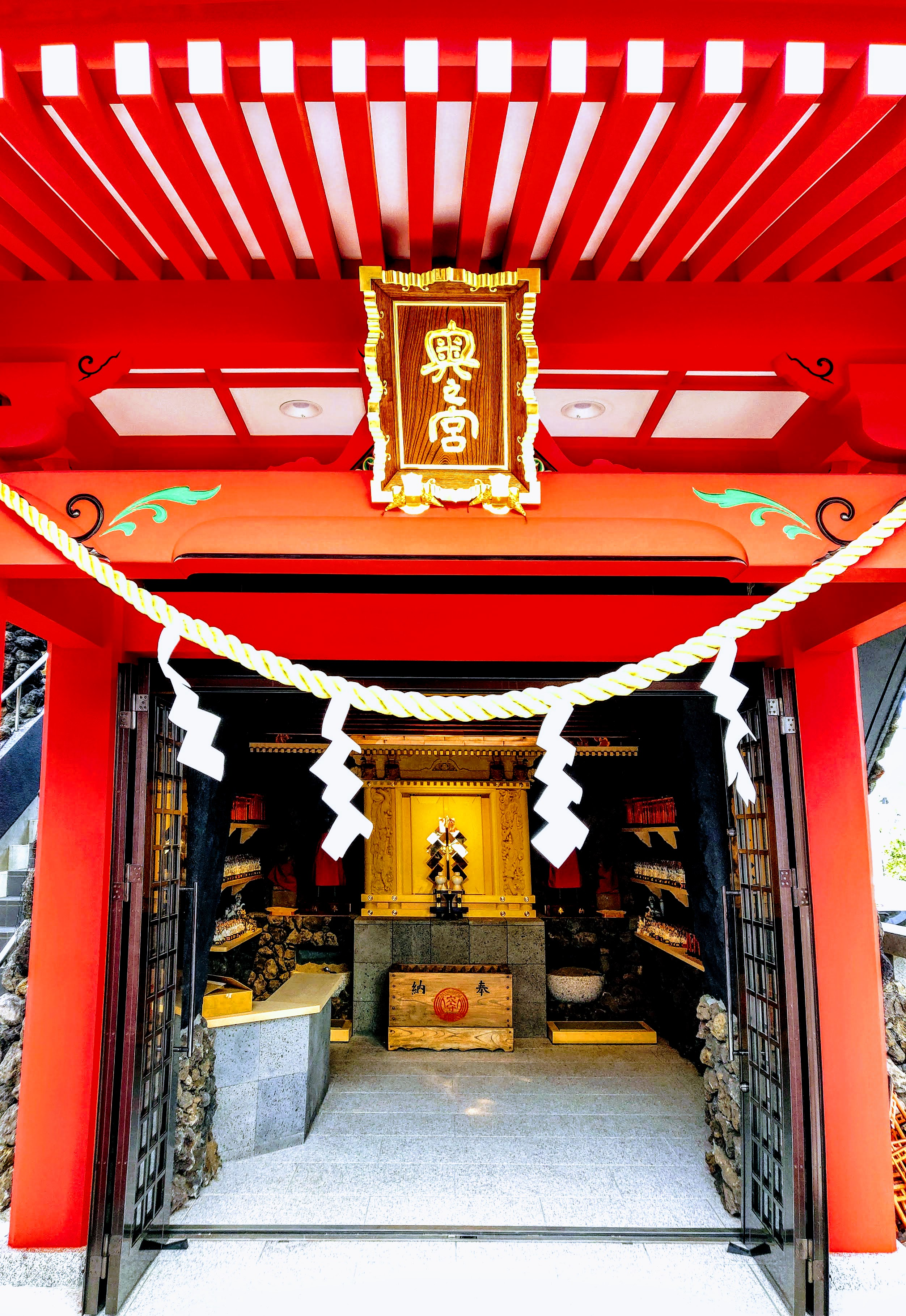
奥之宮
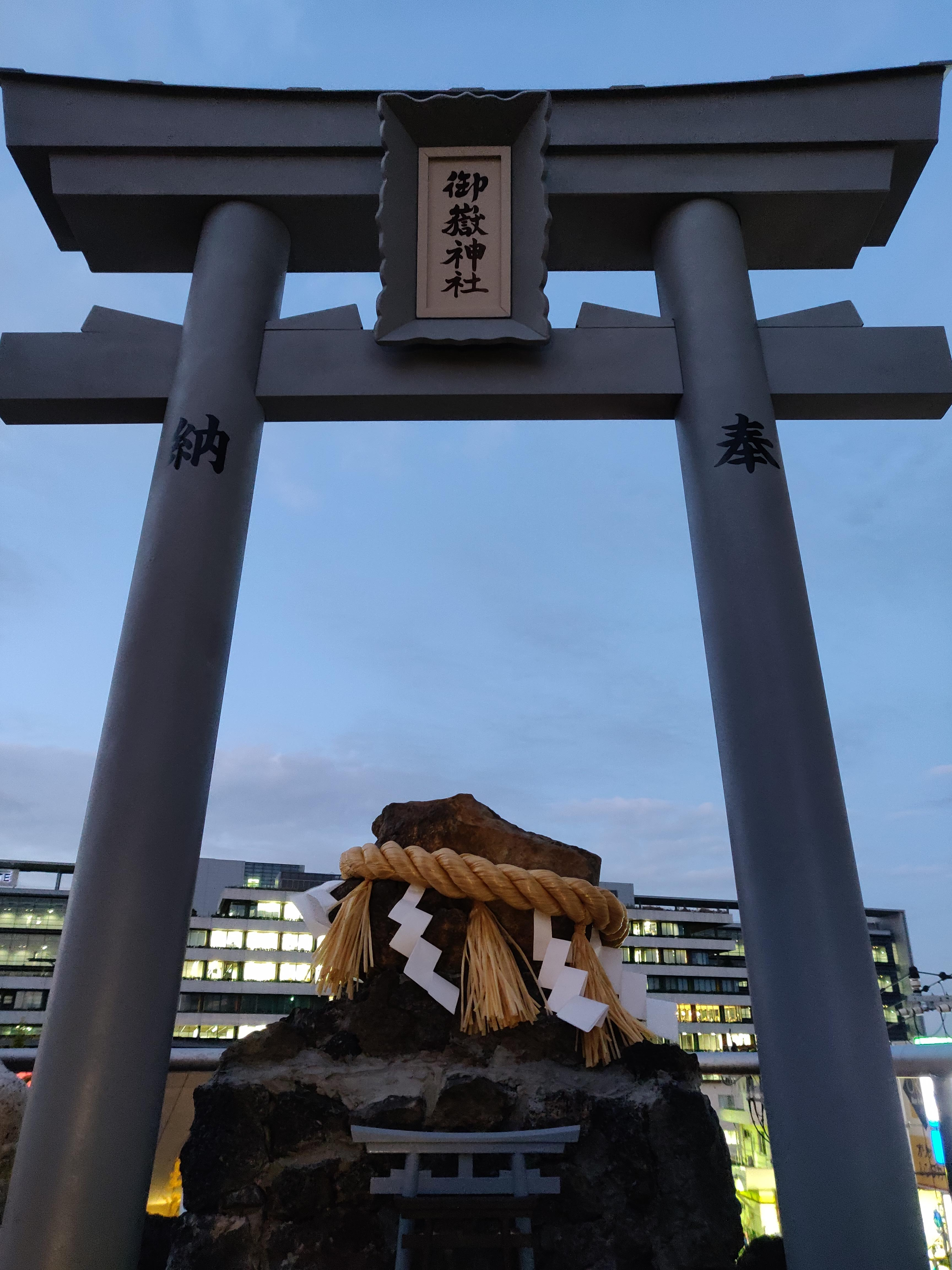
御嶽神社
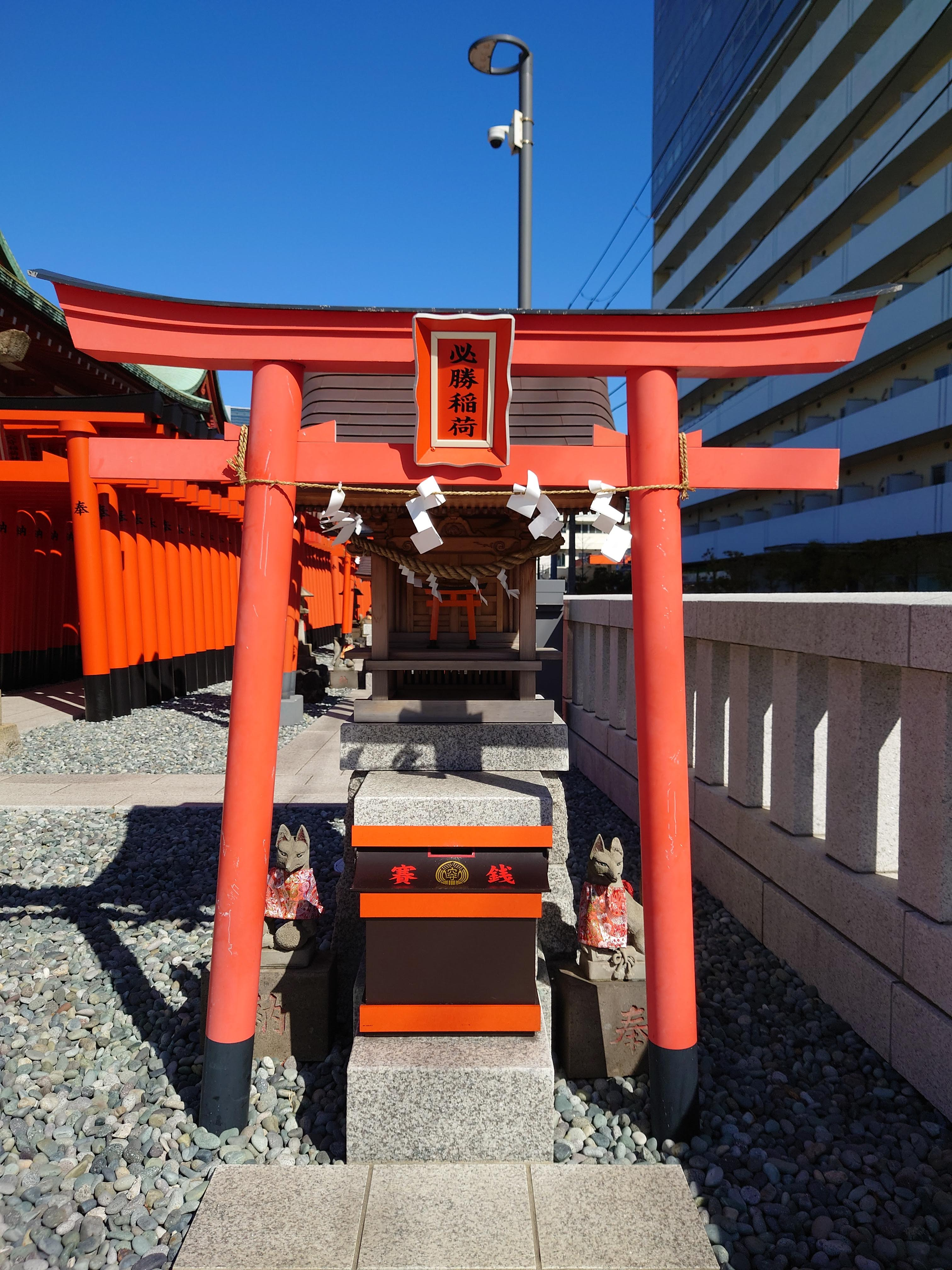
必勝稲荷
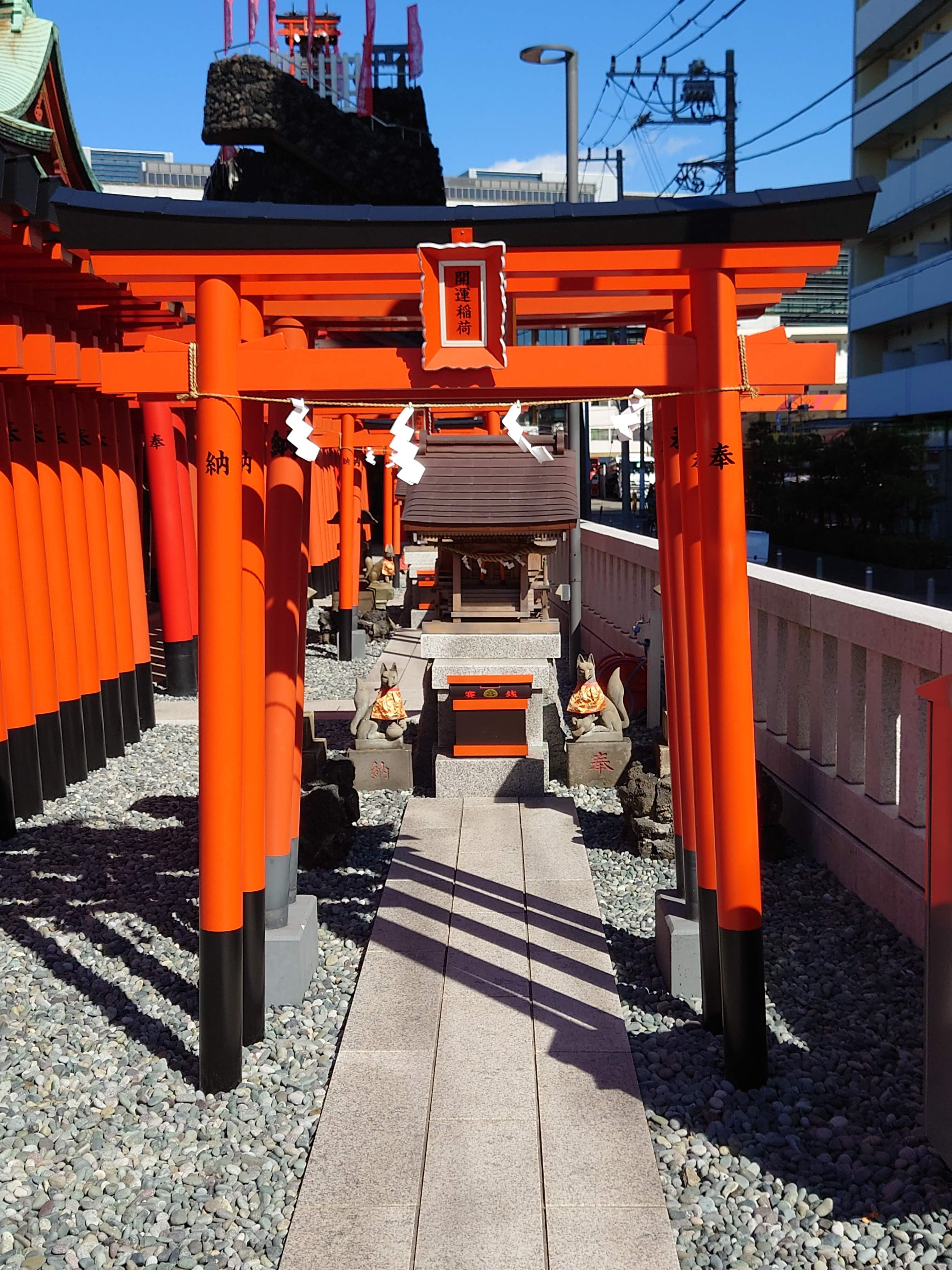
開運稲荷
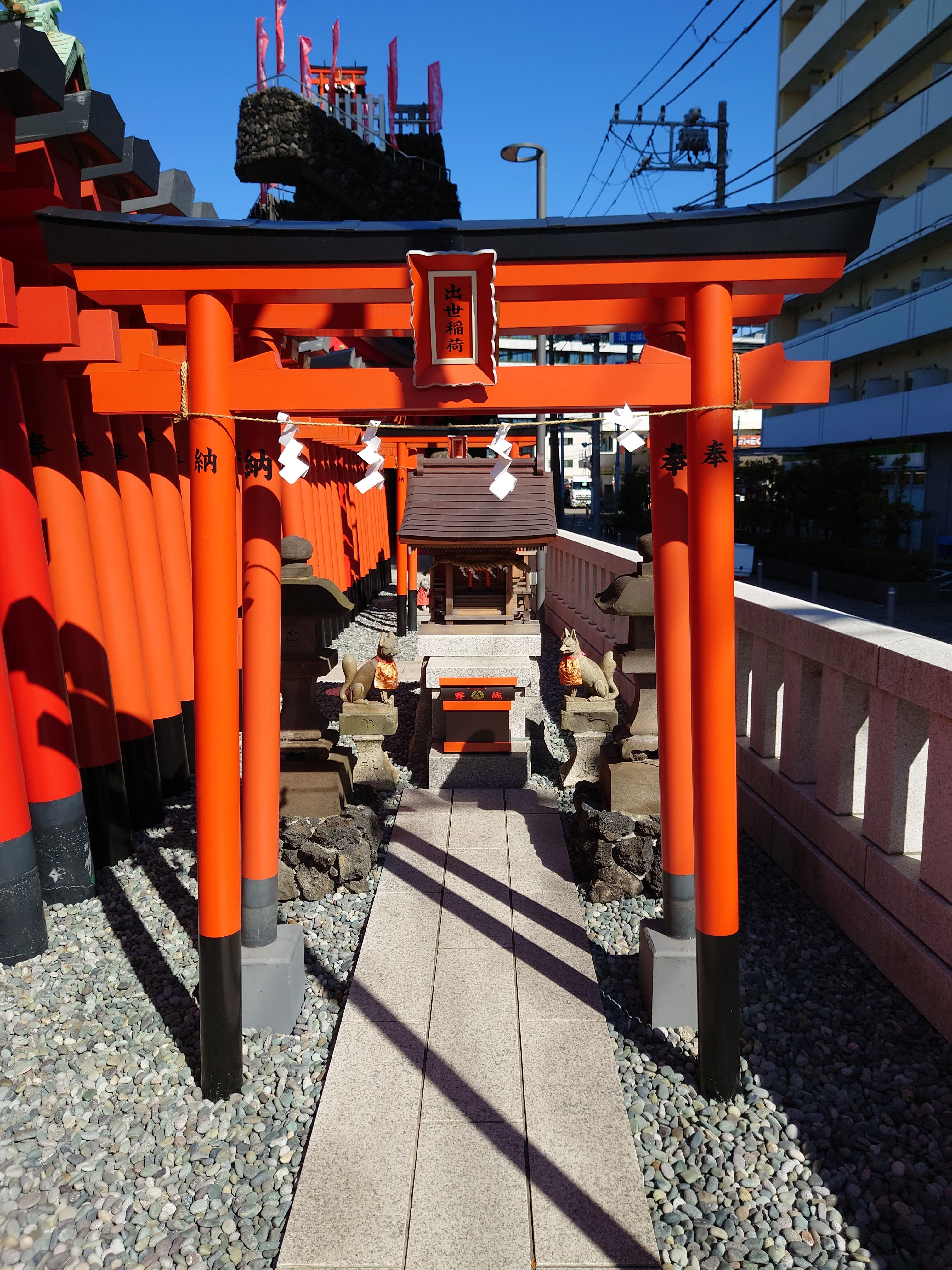
出世稲荷
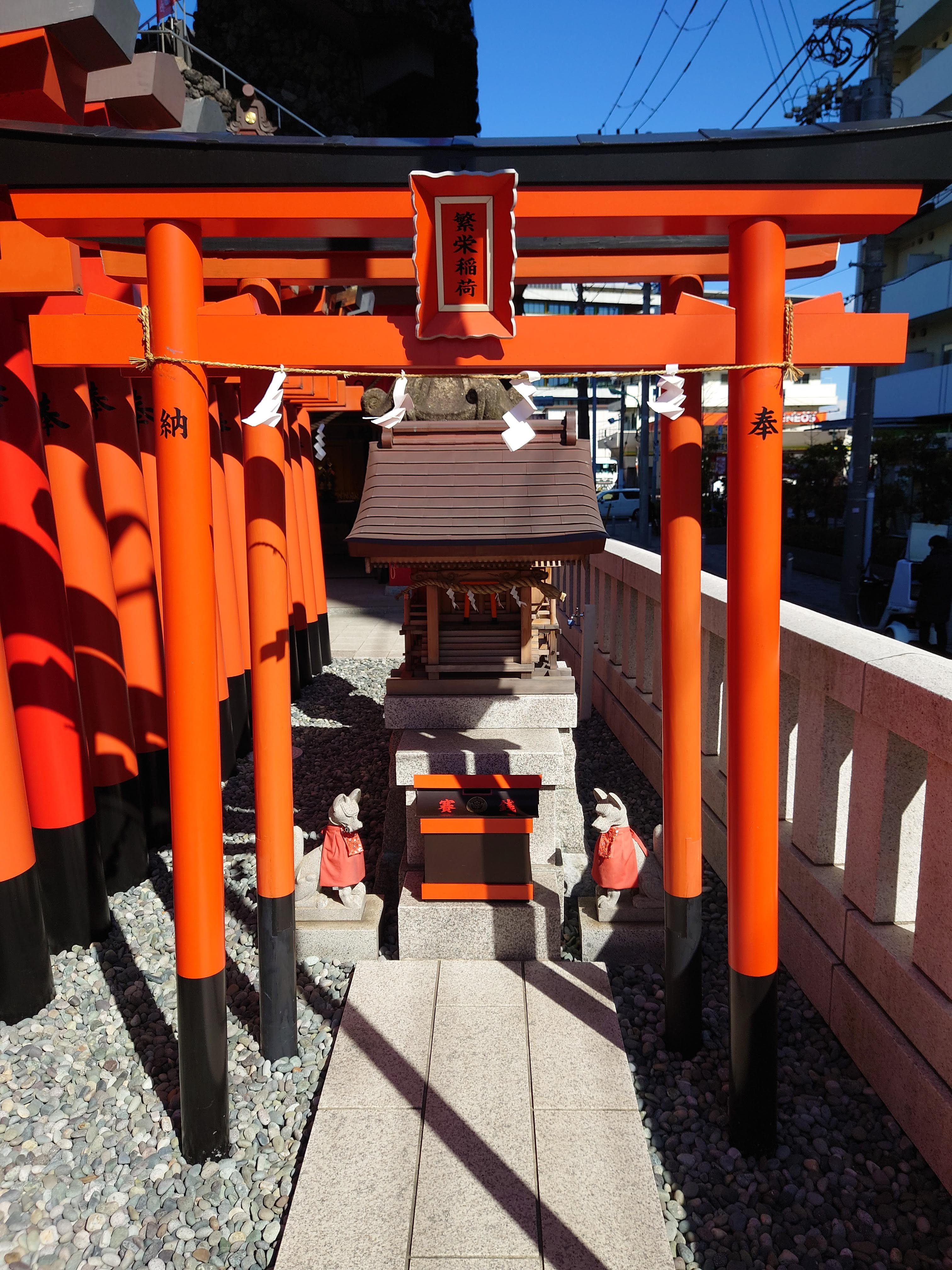
繁栄稲荷
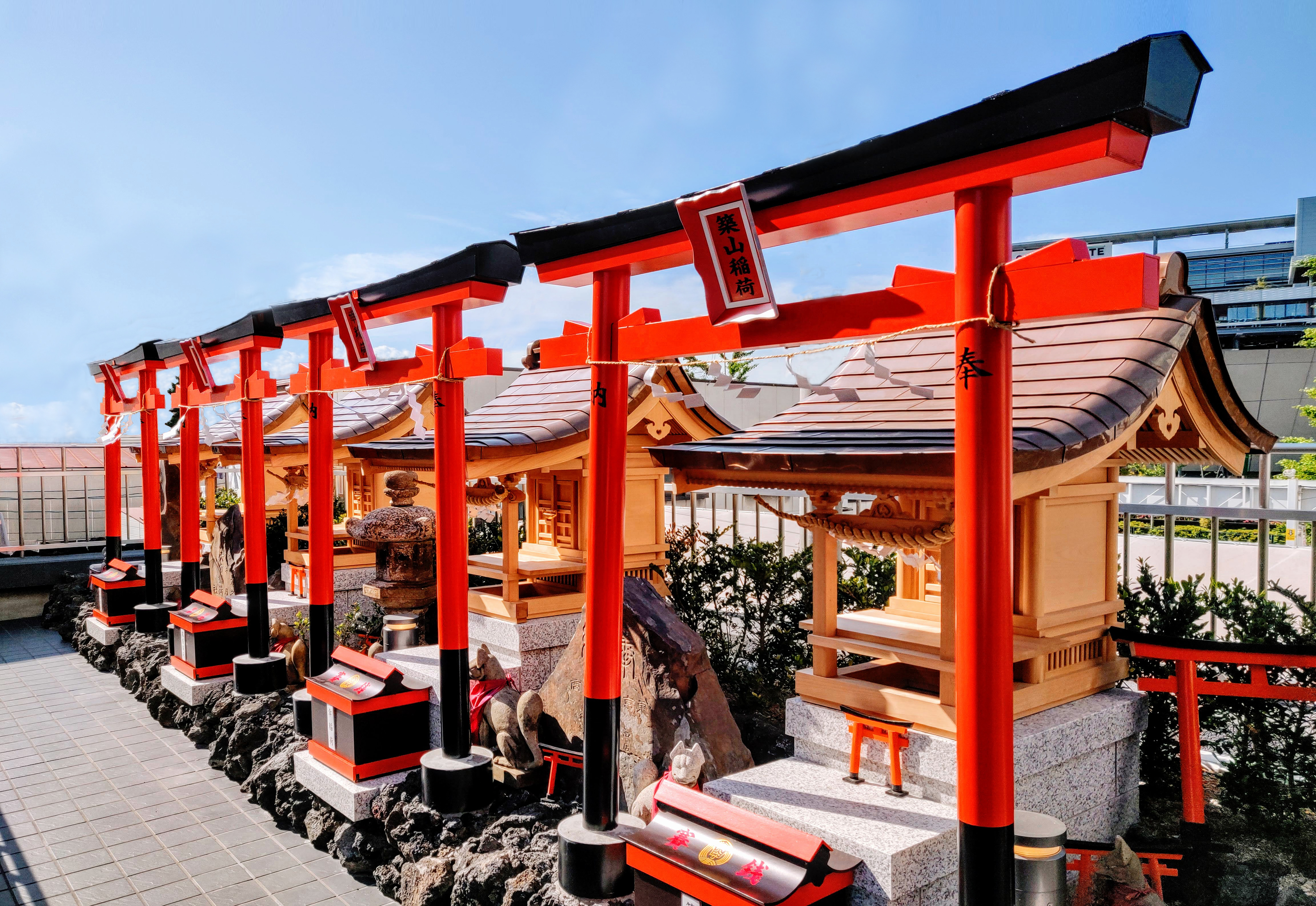
築山稲荷・幸稲荷・末廣稲荷・航空稲荷
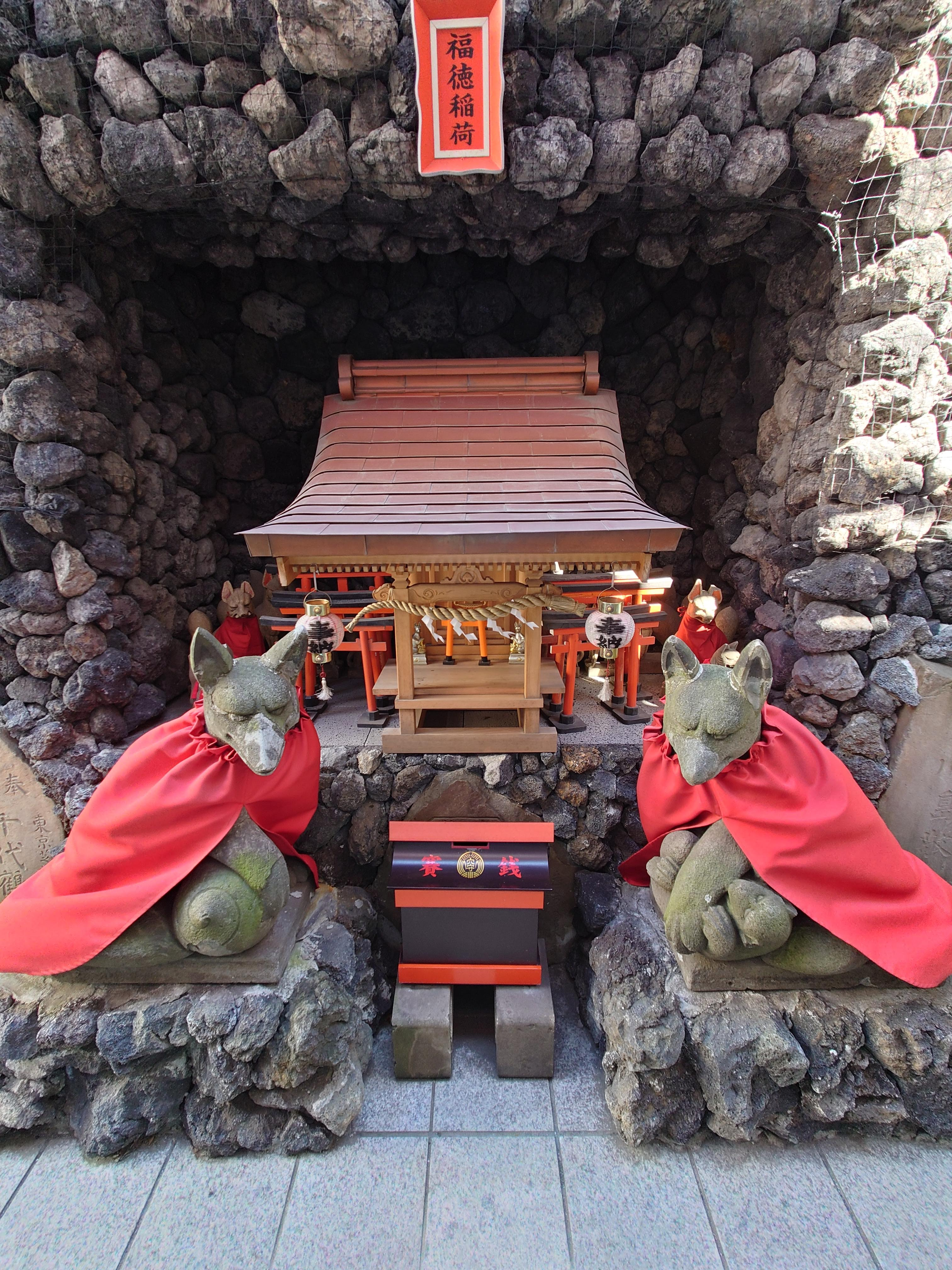
福徳稲荷
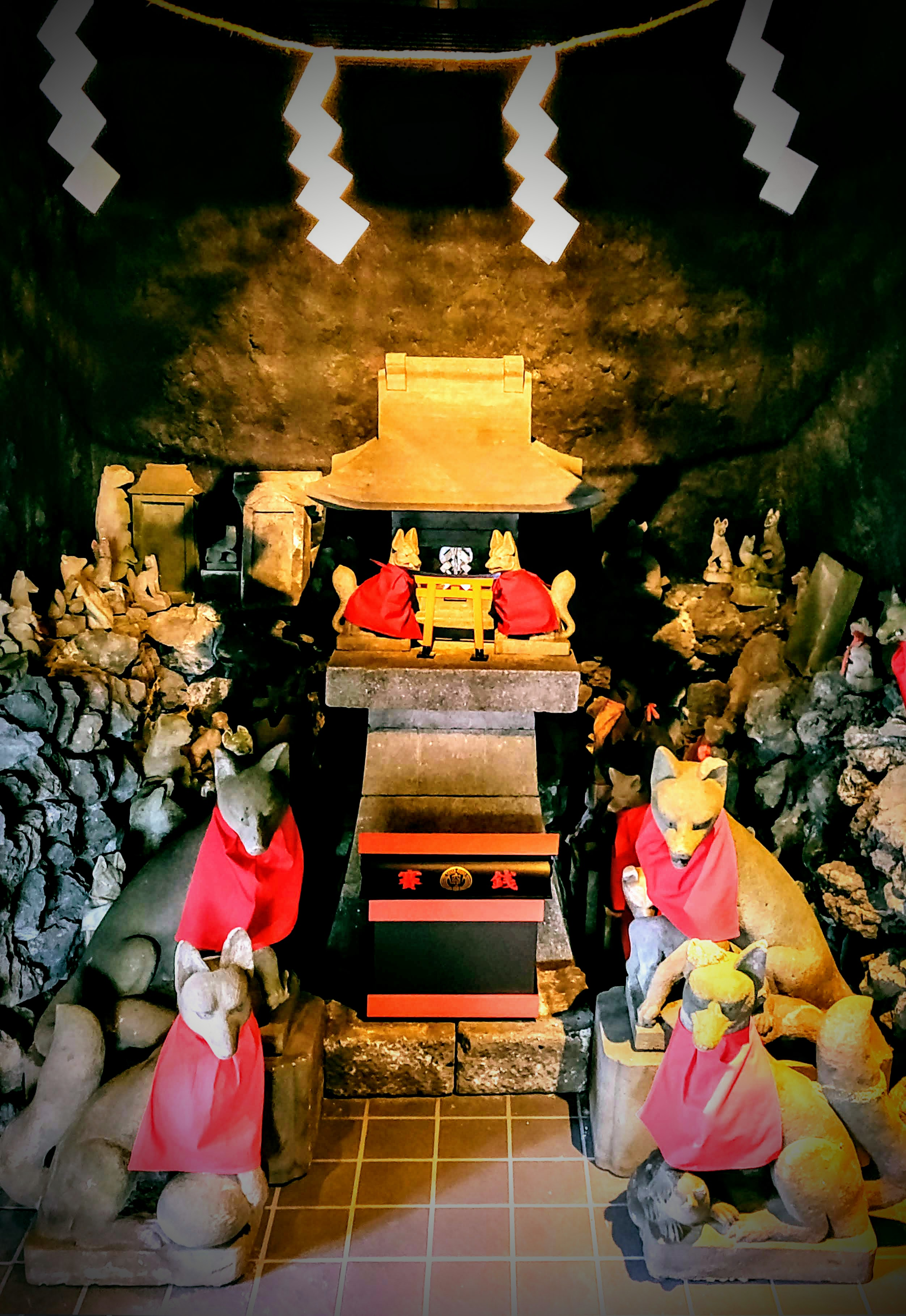
御神穴
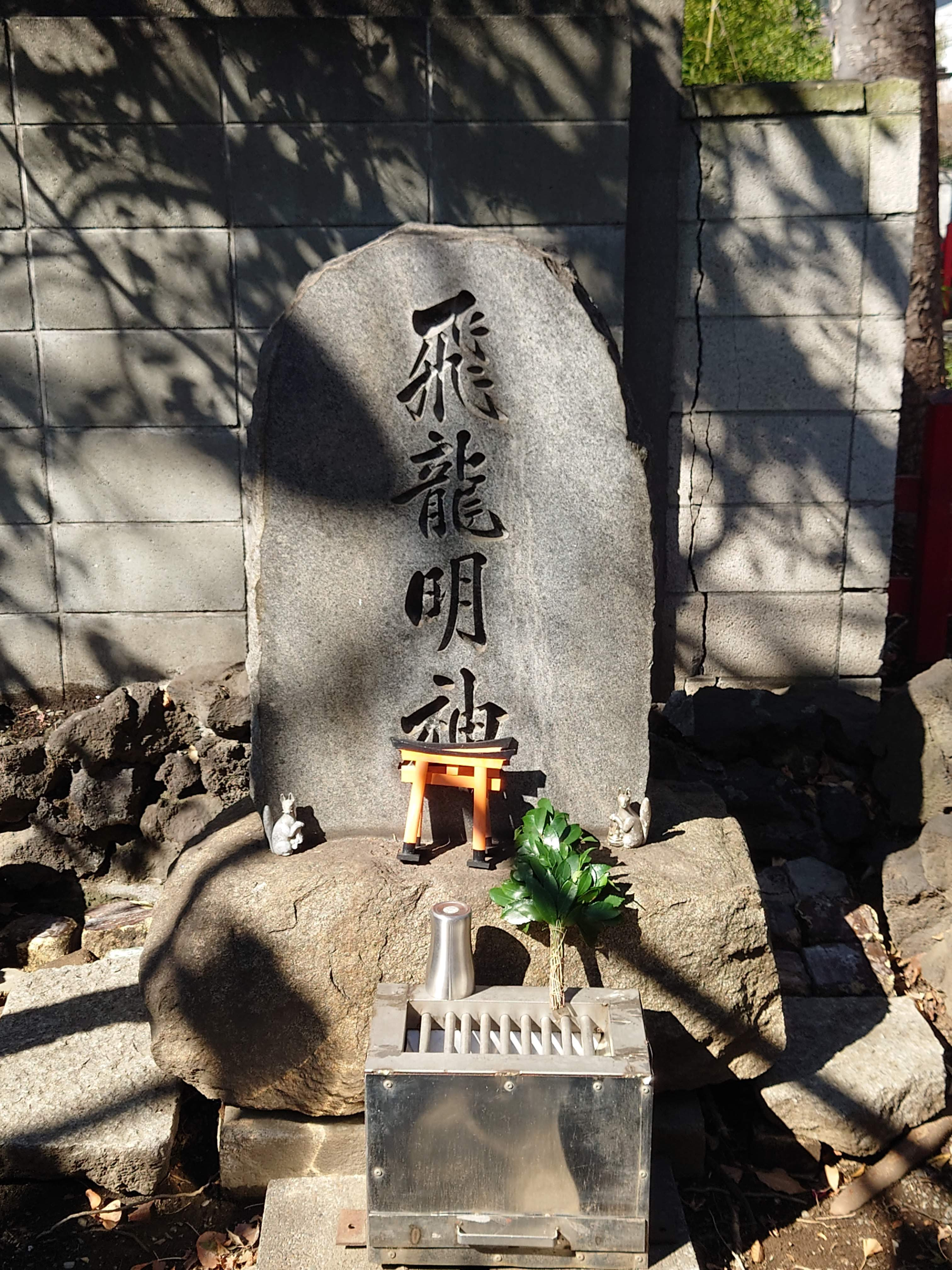
飛龍明神
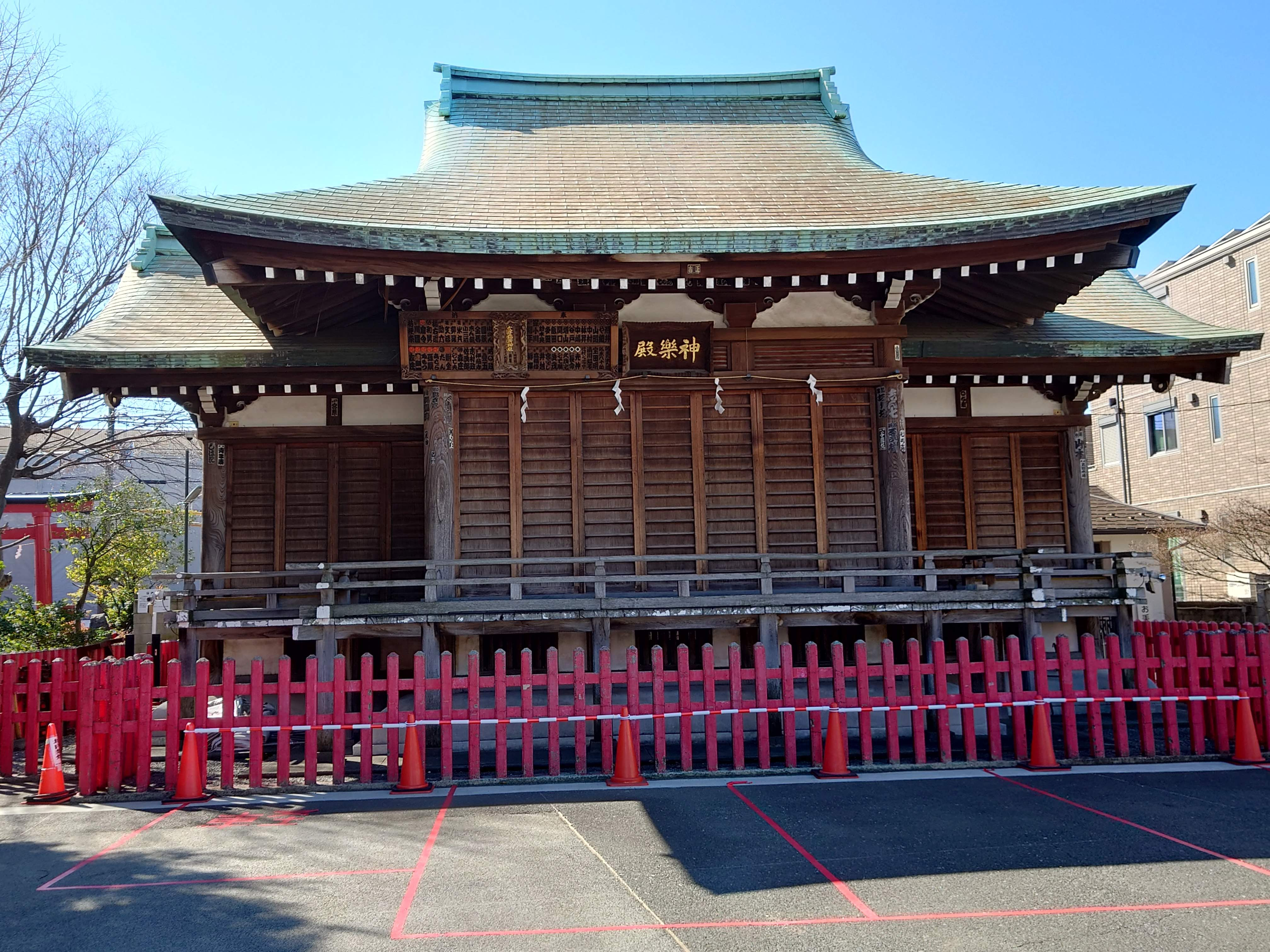
神楽殿
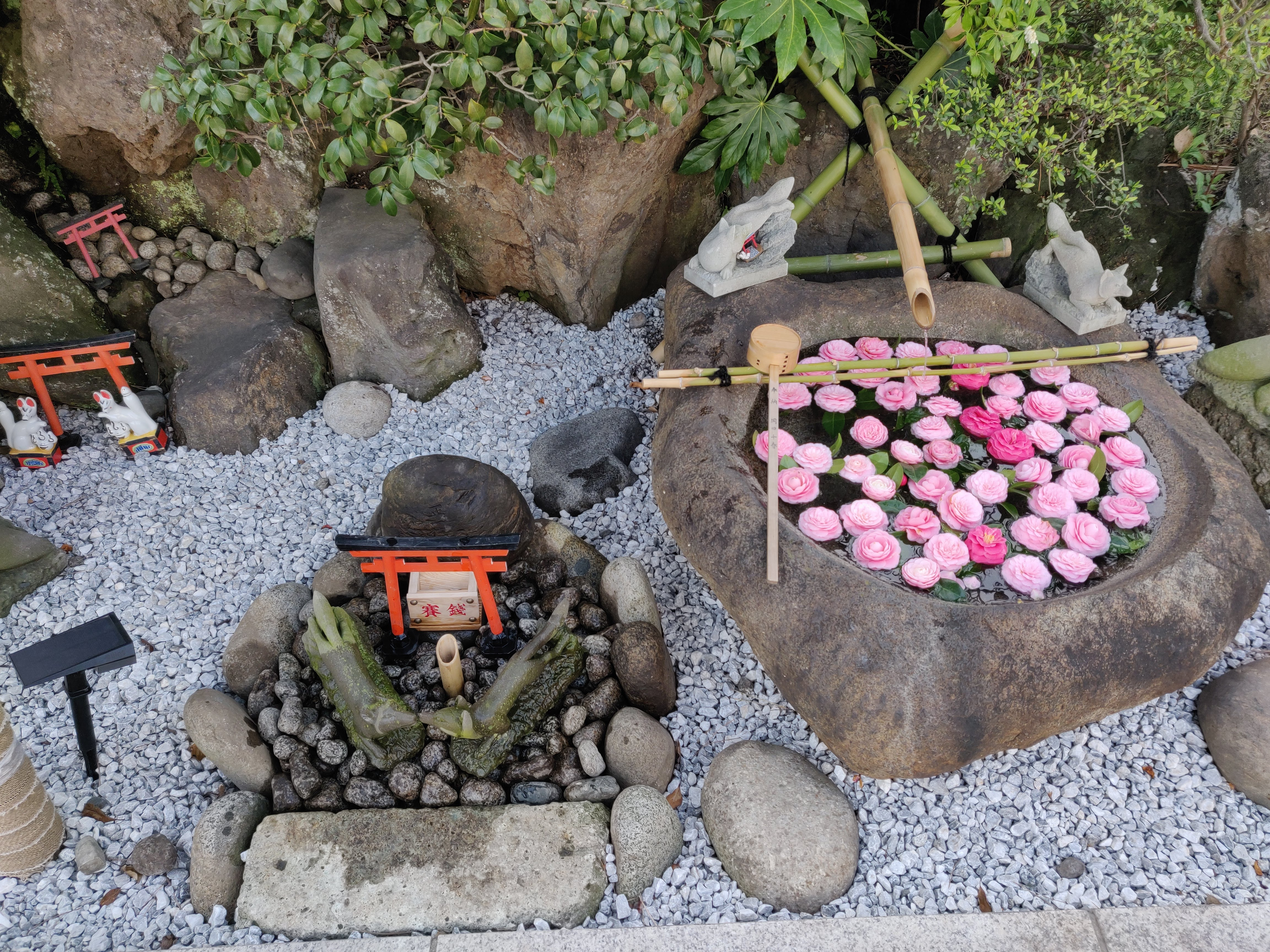
水琴窟
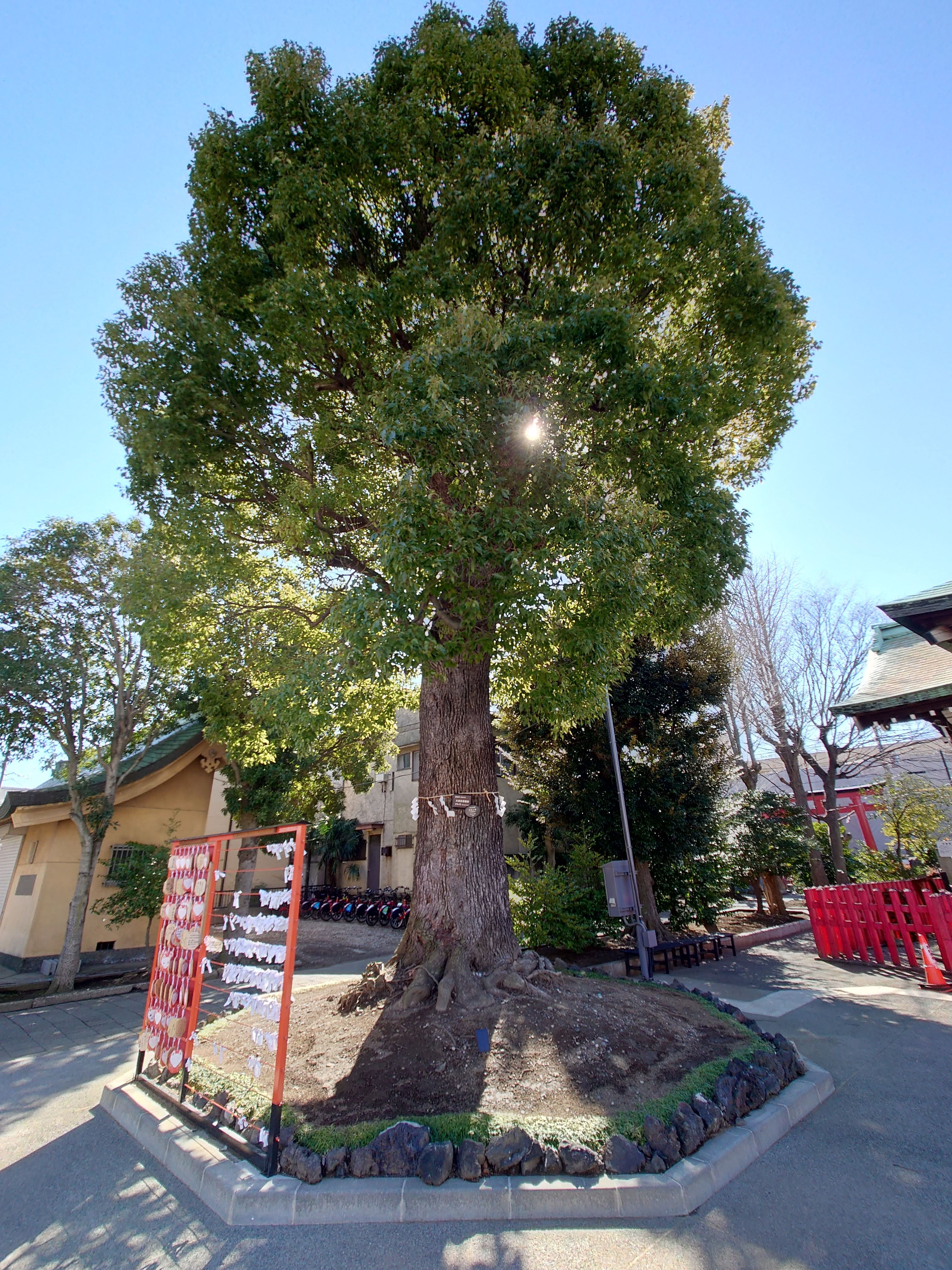
大久寿

## 主な分社
伏見稲荷大社から各地に勧請された稲荷神社が大きく発展し、その地域の稲荷信仰の拠点として独自の分社を展開したように、穴守稲荷神社も「関東一流祠」と称され、東京近辺の稲荷信仰の拠点となった。
日本国内はもとより、台湾や南洋諸島、ハワイ、アメリカ合衆国本土など、各地に講社が結成され、分社が勧請された。花柳界の信仰を集めた経緯から各地の花街や遊郭跡などにも多い。
稲荷神社では少数派である豊受姫命が祭神のため、いくつか分社では宇迦之御魂神や倉稲魂命など他の稲荷神を祭神と説明している場合がある。
- 草津穴守稲荷神社（群馬県吾妻郡草津町西ノ河原公園）
  - 東京羽田の潮染と呼ばれた山崎染物店の主人が、1907年（明治40年）頃、望雲館に毎年湯治に参り、その甲斐あって病気平癒、その記念に常々信仰している穴守稲荷を、草津に分霊分社したいと望雲館の主人に相談すると主人は結構な事だと賛成、町有志と相計り、西の河原が適地なので現在地に分社を建立した[317]。2001年（平成13年）に草津町内有志により改築された[350]。
- 富士吉田穴守稲荷神社（山梨県富士吉田市緑ヶ丘）
- 磐梯熱海穴守稲荷神社（福島県郡山市熱海町熱海[351]）
  - 萩姫伝説で有名な磐梯熱海温泉の鎮守。1922年（大正11年）に高玉鉱山社長の肥田金一郎が故郷である東京羽田より穴守稲荷神社を勧請し、大山祗神社と合祀した。2001年（平成13年）の社殿改築に併せ、地元の荒町氏子一同が祈願謝恩のため源泉神社を勧請した[350]。
- 青木穴守稲荷神社（埼玉県川口市中青木）
  - 川口の講社は、現存する講社の中で最も規模が大きい。
- 江古田穴守稲荷神社（東京都練馬区旭丘）
- 柏木田穴守稲荷神社（神奈川県横須賀市上町）
  - 一帯はかつて柏木田遊廓であった。
- 一色穴守稲荷神社（神奈川県三浦郡葉山町下山口）
- 穴守稲荷神社（東京都八王子市台町、信松院境内）
- 穴守稲荷神社（東京都江東区深川、慧然寺境内）
- 高等町穴守稲荷神社（神奈川県大和市福田）
  - 高座郡で最初に高等小学校が置かれたことにちなんで駅周辺は高等町といい、境川と引地川に挟まれた台地で明治の中頃になってから人が住み始めたことで、大正時代の初期に穴守稲荷神社から分霊を受けた[352]。
- 更埴穴守稲荷神社（長野県千曲市稲荷山）
  - 明治20年代、料理屋「大商」の主人が、穴守稲荷神社の分霊を本八日町に祀り、1917年（大正6年）稲荷山劇場開設にて、その敷地内（現在地）に遷座した[353]。
- 栃尾穴守稲荷神社（新潟県長岡市上の原町）
  - 例祭などの祭礼時には、栃尾の油揚げが境内にて販売される。
- 穴守稲荷神社（新潟県十日町市下条）
- 穴守稲荷分神社（東京都狛江市中和泉）
- 戸塚穴守稲荷社（神奈川県横浜市戸塚区戸塚町）
- 穴守稲荷社・天王社（愛知県名古屋市西区新道）
- 穴守稲荷大明神（静岡県伊豆市八幡）
- 穴守稲荷大明神（秋田県横手市増田町増田七日市）
  - 1689年（元禄2年）、沓澤甚兵衛が創業した日の丸酒造会社の屋敷神として祀られていた。戦後、醸造元経営者が創業家（沓澤家）より現経営者（佐藤家）に変わったことで、地元四ツ谷町内会でお守りしている。毎年5月15日には、増田月山神社の神職により祭事が行われている。いつどのような経緯で東京羽田の穴守神社から勧請されたのか定かではない[354]。
- 二宮穴守稲荷神社（東京都あきる野市二宮）
- 青梅穴守稲荷大明神（東京都青梅市本町）
- 恵比寿穴守稲荷神社（東京都渋谷区恵比寿、廃絶）
- 松が丘穴守稲荷神社（東京都中野区松が丘）
- 本庄児玉穴守稲荷神社（埼玉県本庄市児玉町児玉）
- 穴守稲荷静岡分社（静岡県旧清水市、廃絶？）
  - 清水港近くに住んでいた魚屋の今澤幸平という人物が、穴守稲荷より妻の病気平癒のご利益を受けたことから、清水港はもとより静岡の町々へ穴守稲荷の名が知れ渡り、本社へ参拝に出かける者が増えていった。そこで今澤夫婦と有志の人々が相談して、1898年（明治31年）12月に勧請された。穴守稲荷最初の分社とされる。
- 穴守稲荷空港分社（東京都大田区羽田空港、現・航空稲荷）
  - 1955年（昭和39年）5月17日、羽田空港旧ターミナルビルが穴守稲荷の本殿跡に建設され、その屋上には空の安全を祈念し、穴守稲荷の空港分社を祀る事になった。以降、航空関係者の篤い崇敬もあり、「羽田航空神社」と連れ添って、40年に渡り空港の安全と繁栄を見守ってきたが、平成になり、空港沖合展開が始まると、旧ターミナルビルが撤去される事になり、「羽田航空神社」は第1ターミナルビルへと遷座、「空港分社」は穴守稲荷神社の本社に合祀された。そして穴守稲荷神社令和の大改修を機に、空港分社として数多くの方から篤い崇敬を受けてきた歴史を鑑み、改めて摂社「航空稲荷」として一祠を構えられた。
- 穴守稲荷神社分社（東京都大田区羽田空港日本航空メインテナンスセンター内）
  - 東亜国内航空（日本エアシステム）時代から鎮座する分社。
- 穴守稲荷分社（東京都大田区羽田空港三愛オブリ株式会社敷地内）
  - 1966年（昭和41年）の空港内への神社の復興計画の際、三愛石油株式会社（当時）が羽田本館ビル屋上に穴守稲荷大神を分霊したもの[240][35][241]。

### 台湾の分社
- 台北稲荷神社（台湾台北州台北市西門町鎮座、廃絶）

- 新町稲荷社（台湾台南州台南市新町、廃絶）
  - 1923年（大正12年）3月3日、新町遊廓鎮守として創建。開山神社神職が管理をしていた[355]。

## 氏子地域・兼務神社
- 旧羽田穴守町：現大田区羽田空港一丁目及び二丁目の一部、町域は現B滑走路の南端付近[356]。穴守稲荷神社をはじめ、鉱泉宿や料亭、土産物屋など多種多様な商店が並ぶ門前町の中核であった[357]。
- 旧羽田鈴木町：現大田区羽田空港一丁目及び二丁目の一部、町域は現荏原製作所の対岸付近から現羽田空港ワークステーション付近に亘ってL字型に広がっていた[358]。商店が集まっていた穴守町とは対象的に、数多くの人家が集まっており、玉川弁財天や鈴納稲荷神社も鈴木町内に鎮座していた。また、東西に穴守線が通り、終点の穴守駅も鈴木町内にあった[359]。
- 旧羽田江戸見町：現大田区羽田空港一丁目及び二丁目の一部、町域は現羽田空港一丁目の北半分にあたり、東京モノレールの整備場駅のほか各航空会社の関連ビルや整備工場・格納庫など多くの建物が並んでいる[360]。羽田運動場や鴨場、のちには東京国際空港の前身である国営の民間飛行場・東京飛行場が所在し、穴守町・鈴木町と比較して住民はほとんどいなかった[361]。
- 旧羽田御台場・鈴木御台場・猟師町御台場：現大田区羽田空港二丁目の一部、町域は第3ターミナル付近。羽田競馬場が所在した。

強制退去によって氏子が事実上消滅してしまった為、現在は所謂崇敬神社である。ただ、現在でも羽田空港一帯を始めとした大田区臨海部の守護神として機能し、鎮座地である穴守稲荷駅周辺（羽田・羽田旭町）でも、元氏子住民やその末裔が多く暮らしていることもあり、地元の神社として親しまれている。
強制接収以降、旧鎮座地の羽田空港地区は人口は0人であったが、その後羽田空港一丁目に全寮制の航空保安大学校が創設され、寮生160人前後の住民がいた。しかし、2008年（平成20年）3月に同校が大阪府泉佐野市に移転したため、人口は再び0人となった。それから現在に至るまで、羽田空港地区の人口は常に0人である。
各地の分社や羽田航空神社などの祭典を穴守稲荷神社の神職が執り行うことはあるが、兼務神社は有していない。

### 氏子町名の変遷
| 実施後       | 実施年月日    | 実施前（いずれも東京府荏原郡羽田町）                                                                 |
| ------------ | ------------- | --- |
| 羽田鈴木町   | 1932年10月1日 | 大字鈴木新田字宮ノ下・字鈴納耕地・字巽ノ方・字明神崎・字辰巳之方・字堤外東南                         |
| 羽田穴守町   | 1932年10月1日 | 大字鈴木新田字東崎・字堤外東北・字堤外乾績                                                           |
| 羽田江戸見町 | 1932年10月1日 | 大字鈴木新田字江戸見崎・字江戸見崎北ノ方                                                             |
| 羽田御台場   | 1932年10月1日 | 大字羽田字御台場                                                                                     |
| 鈴木御台場   | 1932年10月1日 | 大字鈴木新田字辰巳島・字御台場・字御台場耕地績中堤防ノ内・字御台場耕地績中堤防外北ノ方・字御台場耕地 |
| 猟師町御台場 | 1932年10月1日 | 大字羽田猟師町字御台場                                                                               |

| 実施後         | 実施年月日   | 実施前 |
| -------------- | ------------ | --- |
| 羽田空港一丁目 | 1967年5月1日 | 羽田江戸見町の一部、羽田鈴木町の一部、羽田穴守町の一部 |
| 羽田空港二丁目 | 1967年5月1日 | 羽田御台場、猟師町御台場、鈴木御台場、羽田江戸見町の一部、羽田鈴木町の一部、羽田穴守町の一部 |
| 羽田空港三丁目 | 1993年7月1日 | 京浜八区B区、京浜九区A区、京浜九区B区第一工区、京浜九区B区第二工区、羽田沖埋立地第一工区、羽田沖埋立地第二工区A区、羽田沖埋立地第二工区B区、羽田沖埋立地第三工区A区イ区、羽田沖埋立地第三工区A区ロ区、羽田沖埋立地第三工区B区イ区、羽田沖埋立地第三工区B区ロ区、羽田沖埋立地第三工区C区、羽田沖埋立地第三工区D区イ区、羽田沖埋立地第三工区E区、羽田沖埋立地第四工区A区イ区、羽田沖埋立地第四工区A区ロ区、羽田沖埋立地第四工区B区イ区、羽田沖埋立地第四工区B区ロ区、羽田沖埋立地第四工区B区ハ区、羽田沖埋立地第四工区B区ニ区、羽田空港二丁目南東側地先公有水面、羽田空港二丁目地先国有水没地、羽田空港三丁目地先公有水面羽田沖埋立地第四工区B区ホ区、羽田沖その三埋立地第一工区、羽田空港二丁目東側地先公有水面羽田沖その三埋立地第二工区 |

## 年間祭事・行事
- 元旦祭 1月1日
- 歳旦祭特別祈祷 1月1日 - 3日
  - 正月期間中は、各地から集まった崇敬者や航空業界等の法人参拝による多くの人出で賑わう。
- 元始祭 1月3日
- 羽田七福いなりめぐり 1月1日 - 3日
  - 1988年（昭和63年）、穴守稲荷神社の責任役員の発案で開始された羽田地区の稲荷神社7社と玉川弁財天の全8社を巡拝する催し。現在は穴守稲荷神社内の羽田七福いなり会が主催している。期間中の9時 - 15時の間、各社にて御朱印が受けられる。この付近の十箇所程度に案内板やのぼりを立てたり、近隣住民等の有志による案内もこの間のみ行われている。穴守稲荷神社でもこの間にのみ、七福いなりめぐり用の御朱印が受けられる[注釈 10]。
- 昭和天皇祭遥拝式 1月7日
- 人日祭 1月7日
- 節分祭 2月3日
  - 年男年女や現役のキャビンアテンダント・グランドスタッフによる豆まきが行われ、航空会社グッズなども投げられる。
- 初午祭 2月初午の日
  - 711年（和銅4年）に京都伏見稲荷大社の御祭神である宇迦御霊神が、稲荷山に降り立ったのが2月初午の日であるとされている。
- 紀元祭 2月11日
- 祈年祭 2月17日
- 上巳祭 3月3日
- 春分祭並春季皇霊祭遥拝式 3月春分の日
- 神武天皇祭遥拝式 4月3日
- 鎮水神祭 4月5日
  - 水琴窟及び御井戸のお祭り。
- 献茶祭 4月8日
  - 灌仏会の日に行われる茶道の奉納式
- 昭和祭 4月29日
- 端午祭 5月5日
- 必勝稲荷祭 5月7日
  - 摂社・必勝稲荷のお祭り。
- 航空稲荷例祭 5月17日
  - 空港分社時代の創建日に行われる例祭。毎月17日にも月次祭が行われ、国内外の航空会社から奉納されたのぼり旗が境内に立ち並ぶ。
- 五月祭特別祈祷 5月中毎日
  - 参詣月（正五九）である5月に、毎日午前11時に計31回執行される特別祈祷。
- 遷座記念祭 5月28日
  - 戦後、現在の場所に移り、復興を果たしたことを記念するお祭り。
- 御田植祭 6月1日
- 夏越大祓 6月30日
- 七夕祭 7月7日
- 献灯祭 8月下旬
  - 灯明に願いを託し、諸願の成就を願う祭事。境内を千基近い行灯が埋め尽くし、多くの参拝客で賑う。
- 奥之宮例祭 9月一の午
  - 奥之宮にて行われる、年に一度の大祭。奥之宮以外の境内社の祭礼も同時に行われる。
- 重陽祭 9月9日
- 航空安全祈願祭 9月20日（空の日）
  - 空の日に行われる、航空業界の躍進と航空安全輸送を祈願するお祭り。昭和50年代以来途絶えていたが、2022年（令和4年）に復興した。
- 秋分祭並秋季皇霊祭遥拝式 9月秋分の日
- 抜穂祭 10月1日
- 神嘗奉祝祭並神宮遥拝式 10月17日
- 例祭 11月3日
  - 最も重要なお祭りであり、文化の日に斎行される。かつては10月17日の神嘗祭の日に行われていた。
- 火焚祭 11月8日
- 新嘗祭 11月23日
- 年越大祓 12月31日
- 除夜祭 12月31日
- 月次祭 毎月1日および15日
- 午ノ日祭 毎月午の日
  - 午の日についての由来は諸説あるが、古くより稲荷との関係は深く縁日とされていて、この日にお参りするとより多くのご神徳がいただけると言われている。

## 歴代宮司
| 代   | 氏名      | 時期                | 備考                                                                   |
| ---- | --------- | ------------------- | ---------------------------------------------------------------------- |
| 初代 | 橋爪 英麿 | 1885年頃 - 1907年頃 | 兼八雲神社（現羽田神社）宮司                                           |
| 2代  | 金子 胤徳 | 1907年頃 - 1927年   | 元の名は市右衛門、平田盛胤より学名「胤德」を授与され、後に本名とした。 |
| 3代  | 金子 一   | 1927年 - 1937年     | 胤徳の長男、日中戦争において戦死                                       |
| 4代  | 金子 主計 | 1937年 - 1945年     | 一の弟、城南京浜大空襲において爆死                                     |
| 5代  | 橋爪 英尚 | 1948年 - 1954年     | 英麿の孫、兼羽田神社宮司                                               |
| 6代  | 羽倉 信光 | 1954年 - 1981年     | 英尚の娘婿、兼氷川神社宮司                                             |
| 7代  | 金子 文弘 | 1981年 - 2001年     | 一の長男                                                               |
| 8代  | 矢野 次男 | 2001年 - 2022年     |                                                                        |
| 9代  | 井上 直洋 | 2022年 - 現在       |                                                                        |

## 穴守稲荷神社が登場した作品
- 「穴守神社・羽根田浦図」（浮世絵、歌川広重（3代目））
  - 東京国立博物館所蔵
- 「藪入り」（古典落語）
  - 「羽田の穴守様にお詣りして、……」という一幕がある[365]。
- 「吾輩は猫である」（小説、夏目漱石）
  - 第9章に、土産として穴守稲荷の河豚提灯を貰ったという一幕がある[366]。河豚提灯は羽田名物として東京市内はもちろん、遠く全国に知れ渡っており、更に外国人までこのフグちょうちんがめずらしいといって、わざわざ羽田へ買いにきていたという。この河豚提灯が盛んに売れて大変評判がよかった頃、イギリス人が一週間も作り方を習いにきていたともいう[367]。強制退去以来、長らく途絶えていたが、2025年（令和７年）には元住民が古い文献を参考に再現したものが神社に奉納された[368]。
- 「聚宝盆」（小説、饗庭篁村）
  - 作中に「羽田の穴守稲荷といつては、相場師、ばくち打から、紳士、泥坊、このお穴様の御利益に限る」と登場[369]。
- 「二黒の巳」（小説、平出修）
  - 要館を出て、お穴様に油揚げを供え御砂を持ち帰るという一幕がある[370]。
- 「風の港2」（小説、村山早紀）
  - 穴守稲荷神社をモデルとした空港を守る神さまのお話。
- 「モノ」（小説、小野寺史宜）
  - 作中で東京モノレールに勤務する登場人物がお参りに来る。
- 「スチュワーデス物語」（テレビドラマ版、大映テレビ・TBS）
  - 神社と道路を隔てたところに、ドラマの撮影が行われた日本航空の旧訓練センターがあったため、神社の境内でも度々撮影が行われた[371]。
- 「ナサケの女〜国税局査察官〜」（テレビドラマ、テレビ朝日）
  - 第6話で出てきた宗教法人「運命教会」の設定で撮影が行われた。
- 「縁側刑事」（刑事ドラマシリーズ、TBS）
  - 穴守稲荷地域が舞台であったため、神社の境内や施設での撮影が行われた[372]。
- 「たべるダケ」（テレビドラマ版、テレビ東京）
  - テレビドラマ版第1話で登場。
- 「異世界居酒屋「のぶ」」（テレビドラマ版、WOWOW）
  - Season2〜魔女と大司教編〜のepisode8で、ダミアンが迷い込んだ場所。
- 「シン・ゴジラ」（特撮映画、東宝）
  - 冒頭の海上での場面で羽田空港の旧一の大鳥居が登場した。
- 「いだてん〜東京オリムピック噺〜」（大河ドラマ、NHK）
  - 5話の国際オリムピック大会選手予選会マラソンの予選会場で穴守稲荷神社が登場した[注釈 11]。
- 「新・聊斎志異 お常」（短編漫画、手塚治虫）
  - 冒頭に、羽田空港の旧一の大鳥居の話が出てくる。
- 「現代日本にやってきたセガの女神にありがちなこと」（師走トオル、電撃文庫）
  - かつてセガの本社が近隣にあったことから、セガハードの化身である女神達が下界での滞在場所とする[373]。
- 「朱にまじわれば」（漫画、川崎順平）
  - 第25話に穴守稲荷神社が登場する。
- 「かわうその自転車屋さん」（漫画、こやまけいこ）
  - 作中に出てきた慈姑稲荷神社のモデルが穴守稲荷神社。
- 「ウマ娘 シンデレラグレイ」（漫画、久住太陽、杉浦理史、伊藤隼之介）
  - 作中に登場。
- 「足音 〜Be Strong」（CDシングル、Mr.Children）
  - CDのジャケットが改修前の千本鳥居を背景にして撮影された。
- 「今日に恋色」（楽曲、May'n）
  - テレビアニメ『いなり、こんこん、恋いろは。』の主題歌。公式ミュージックビデオの撮影が境内で行われた。
- 「羅刹遊戯」（楽曲、椎名ひかり）
  - 公式ミュージックビデオの撮影が境内で行われた。

## アクセス

### 鉄道
京浜急行電鉄
 空港線
- 穴守稲荷駅より徒歩4分（経路案内）。
- 天空橋駅より徒歩5分。

東京モノレール
 東京モノレール羽田空港線
- 天空橋駅より徒歩5分。

### 道路
- 首都高速道路1号羽田線 羽田出入口
- 首都高速道路湾岸線 湾岸環八出入口
- 参拝者用無料駐車場あり

### 開門・閉門時間
- 参拝：24時間（奥之宮のみ、6:00頃-16:30頃）
- 祈祷：9:00-16:00
- 神符守札・御朱印：8:30-17:00

### 周辺の名所旧跡
- 羽田水神社・玉川弁財天下宮
- 鴎稲荷神社
- 白魚稲荷神社
- 白浜稲荷神社
- 藤崎稲荷神社
- 弥五エ門稲荷神社
- 福守稲荷社
- 龍王院・玉川弁財天上宮
- 五十間鼻無縁仏堂
- 妙力地蔵尊
- 駅前地蔵尊
- 無縁供養塔
- 羽田の渡し跡
- 赤レンガ堤防
- 穴守稲荷神社旧一の大鳥居
- 東京国際空港
- ヤマトグループ 羽田クロノゲート
- ANA Blue Base
- 羽田イノベーションシティ
- 羽田エアポートガーデン